# Anarquismo

A circulada, uno de los más famosos símbolos anarquistas.

Anarquismo es el nombre dado a cualquier filosofía política, económica o social que rechace totalmente la autoridad del Estado, entendido como monopolio de la fuerza, y abogue por su abolición por considerarlo completamente innecesario o nocivo. La etiqueta «anarquismo» agrupa un abanico de corrientes de orígenes muy diversos —desde herencias ilustradas hasta inspiraciones místicas o religiosas, desde el materialismo obrerista hasta el universalismo humanista, desde fundamentos socialistas hasta raíces liberales, desde visiones orientadas a la industrialización hasta ideales de vida comunitaria preindustrial— que coinciden únicamente en su oposición al poder estatal. En la práctica, los experimentos sociales inspirados en propuestas anarquistas han enfrentado limitaciones estructurales y contradicciones internas, dando lugar a formas de organización que replican funciones estatales bajo otros nombres.
Los anarquistas desean una futura sociedad, en palabras de Pierre-Joseph Proudhon (1809-1865), «sin amo ni soberano». Sébastien Faure (1858-1942), filósofo anarquista francés, dijo: «cualquiera que niegue la autoridad y contraste contra ella es un anarquista». Bajo una formulación tan simple, poco común en el campo de las doctrinas o movimientos políticos, el contenido detallado de la expresión «anarquismo» tuvo una extensa variedad de interpretaciones y acciones que no siempre fueron compatibles entre sí. Las diferentes doctrinas y movimientos clasificados como anarquistas tampoco tienen en todos los casos una genealogía o historia común y no existe acuerdo académico en cuanto a una taxonomía de las diferentes corrientes anarquistas, aunque es común la distinción filosófica entre dos grupos de ideas esencialmente opuestas, el anarquismo individualista y el anarquismo socialista. Otras fuentes clasifican a las corrientes anarquistas según la importancia histórica que tuvieron, desglosándolas en anarquismo individualista, mutualismo, anarquismo colectivista, anarcocomunismo, y anarcosindicalismo. La heterogeneidad e incluso incompatibilidad entre corrientes se explica porque, en la mayoría de los casos, el anarquismo no es un punto de partida filosófico, sino una derivación dentro de una visión más amplia del mundo, distinta en cada caso.
Aunque existen diversos pensadores de la Antigüedad que han sido reputados como precursores del pensamiento anarquista, en filosofía política se suele identificar su origen moderno a finales del siglo XVIII, con la obra del británico William Godwin (1756-1836) en el contexto de la Ilustración, aunque otros autores atribuyen ese primer lugar al francés Étienne de La Boétie (1530–1563) en el Renacimiento. Sin embargo, hay que aclarar que en el estudio de la historia del pensamiento político de antes del siglo XIX se ha llegado a usar el término «anarquismo» para referirse a ideas heterogéneas y a autores inconexos escépticos de la utilidad o la moralidad del Estado que no se llamaron a sí mismos anarquistas pero que fueron agrupados como «anarquistas» en retrospectiva por parte de historiadores de filosofía política.
En contraste, el anarquismo entendido estrictamente como movimiento político histórico existió desde la segunda mitad del siglo XIX hasta inicios del siglo XX (décadas de 1870 a 1930), fundamentado sobre la obra intelectual y la militancia política de los anarquistas socialistas Pierre-Joseph Proudhon en Francia y su sucesor ideológico Mijaíl Bakunin (1814-1876) quien desde la Suiza francófona se convirtió en el principal constructor del movimiento anarquista europeo. Proudhon y luego Bakunin construyeron un movimiento anarquista de características socialistas que adoptó las causas, lenguaje y tácticas del más amplio y antiguo movimiento obrero. Si bien no dejó de ser un movimiento minoritario frente a otros movimientos políticos de su tiempo, el movimiento anarquista incrementó su influencia en algunos países de Europa Latina y el Imperio ruso, especialmente entre los gremios de artesanos descontentos con los efectos de la libertad de oficios impulsada por la Ilustración y la Revolución Industrial, y antes de extinguirse a causa de una combinación de contradicciones internas y desafíos externos alcanzó a poner en práctica un puñado de experimentos sociales breves pero notables en las primeras décadas del siglo XX. Este «anarquismo histórico» experimentó su mayor crecimiento como organización de masas a nivel internacional en la primera década del siglo XX dentro de organizaciones sindicales no necesariamente anarquistas —si en la década de 1890 el anarquismo como movimiento político internacional estuvo marcado por el terrorismo anarquista, en cambio en la década de 1900 fue paulatinamente dominado por el anarcosindicalismo inspirado en las ideas y tácticas del sindicalismo revolucionario— pero rápidamente colapsó a tal punto que antes del inicio de la Primera Guerra Mundial (1914-1918) ya había perdido la mayoría de sus simpatizantes, aunque esta decadencia variaba en intensidad según el país, sin embargo, dos notables excepciones al proceso de extinción del movimiento anarquista internacional se dieron en el Período de entreguerras (1918-1939) con grandes agrupaciones anarquistas en regiones del sur Ucrania y el este de España que incluso lograron capacidad militar y control territorial poco antes de desaparecer, pero con su derrota militar y con la creciente popularidad de otros movimientos sociales que competían por una base obrera similar en el mundo, como fueron el comunismo y el fascismo, el movimiento anarquista histórico se extinguió definitivamente dentro del Período de entreguerras.
Décadas después, en el marco de movimientos estudiantiles y culturales de los años 1960, ideas seleccionadas del anarquismo histórico (décadas de 1870 a 1930) fueron recuperadas y reelaboradas por estudiosos y activistas, generalmente en clave pacifista y antiautoritaria, excluyendo con frecuencia los elementos violentos o autoritarios de su dimensión revolucionaria. Posteriormente, algunas de estas concepciones redefinidas fueron incorporadas a corrientes y movimientos contemporáneos, a menudo incompatibles entre sí.

## Etimología
La palabra «anarquía» deriva del griego «ἀναρχία» («anarkhia»). Está compuesta del prefijo griego ἀν- (an), que significa «no» o «sin», y de la raíz arkhê (en griego ἀρχή, «origen», «principio», «poder» o «mandato»). La etimología del término designa, de una manera general, aquello desprovisto de principio director y de origen. Esto se traduce por «ausencia de apriorismo», «ausencia de norma», «ausencia de jerarquía», «ausencia de autoridad» o «ausencia de gobierno».
Los términos «anarquía» y «anarquista» fueron usados libremente, en un sentido político, desde el siglo XIII. Felipe IV de Francia usaba estos términos frecuentemente en sus ordenanzas para designar desorden o caos. Durante la Revolución francesa, en términos de crítica negativa, relacionados con los abusos empleados por varios partidos para dañar a sus oponentes; así, tanto los Enragés, que desconfiaban del poder excesivo, como Robespierre, que lo buscaba, fueron tachados de anarquistas. Este sentido negativo cambió cuando Pierre Joseph Proudhon publicó ¿Qué es la propiedad? (1840), el libro que le estableció como un pionero del pensamiento libertario. Tras responder al título («la propiedad es un robo»), el autor se convierte en el primer hombre que se autodeclara anarquista y precisa qué es lo que entiende por anarquía: «una forma de gobierno sin amo ni soberano». Aunque el mismo autor, desde la Revolución de 1848, dejó de definirse como "anarquista" prefiriendo usar otros vocablos para su pensamiento radical.

## Historia
| Algunos sucesos históricos relevantes para el movimiento anarquista o «anarquismo histórico»: - Comuna de París (1871) - Revuelta de Haymarket (1886) - Semana Trágica de Barcelona (1909) - Rebelión de Baja California (1911) - Revolución anarcocomunista ucraniana (1918-1921) - Semana Trágica de Buenos Aires (1919) - Biennio rosso (1919, 1920) - Patagonia Rebelde (1920) - Rebelión de Kronstadt (1921) - Provincia Libre de Shinmin (1929-1931) - Sucesos de Casas Viejas (1933) - Revolución de 1934 (1934) - Revolución anarcosindicalista española (1936-1937) |

### Antecedentes del anarquismo moderno
Si bien el desarrollo formal del anarquismo como movimiento e ideología política, social, económica y filosófica data del siglo XIX, la base de las ideas anarquistas está presente en mayor o menor medida en todos los períodos de la Historia.

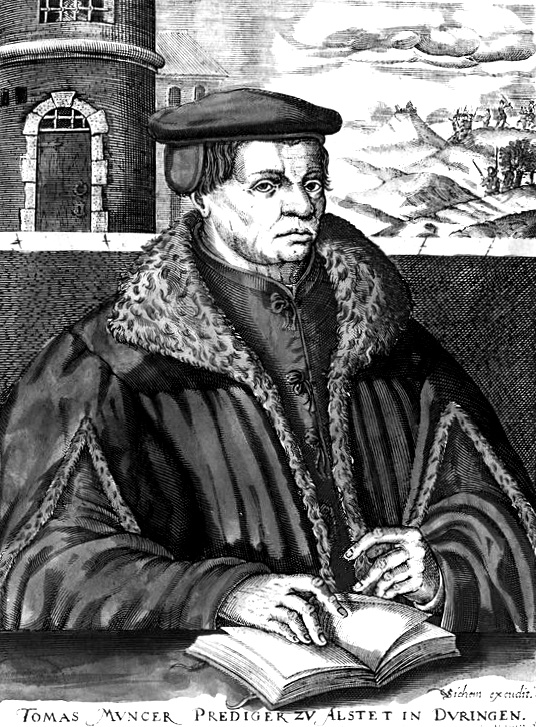
¡Devolvednos, ricos de los siglos, avaros, usurpadores, los bienes que injustamente retenéis! Thomas Müntzer.

Los pensamientos, reflexiones e ideas anarquistas más antiguas de que se tiene constancia proceden del filósofo chino Lao Tsé, opuesto al Estado y a la autoridad religiosa o de cualquier otro tipo.
En la Antigua Grecia podemos nombrar a los sofistas, y entre ellos especialmente a Antifón de Atenas, Hipias de Elis y Alcidamas de Elea, quienes prefiguraron algunas ideas básicas del anarquismo como la crítica a la ley del Estado, o sea, las convenciones de la sociedad convertidas en ley positiva (el nomos, contrapuesto a la ley natural, o physis) y a la existencia de diferencias de clase. Los cínicos también impulsaron ideas que luego pasarían a formar parte del corpus teórico anarquista, como el cosmopolitismo, consistente en la negación de las fronteras y divisiones entre los Estados. Cuando Antístenes era interrogado acerca de su origen y nacionalidad, él respondía: "Soy ciudadano del mundo (kosmopolites)." Dentro del estoicismo podemos encontrar a Zenón de Citio, que opuso una concepción de comunidad libre de gobierno a la utopía estatista de Platón
A la Antigua Grecia pertenece también el primer uso conocido de la palabra «anarquía», en la obra Los siete contra Tebas (467 a. C.) de Esquilo, si bien es cierto que el término se utilizaba entonces con un sentido negativo, no como referente a una doctrina contraria a la autoridad.
Algunos historiadores encuentran en el discurso y la figura de Jesús de Nazaret una gran presencia de los valores anarquistas.
En el marco del reformismo religioso y social del siglo XVI en Europa, la primera presentación literaria de una ideal sociedad igualitaria es la Utopía de Tomás Moro (1516);
los anabaptistas son a veces considerados como precursores religiosos del anarquismo moderno, destacando especialmente el teólogo y activista político Thomas Müntzer, líder revolucionario durante la Guerra de los campesinos alemanes que sacudió el Sacro Imperio Romano Germánico.
En 1532 fue escrita la obra Gargantúa y Pantagruel, de François Rabelais, en la que se describía la Abadía de Thélema como un lugar donde sus habitantes vivían sin necesidad de gobierno, leyes o religión. También en esa misma época puede considerarse como un precursor del anarquismo a Étienne de La Boétie, así como al reformador protestante Gerrard Winstanley, fundador de los Igualitarios Auténticos, quien publicó un panfleto llamando por la propiedad comunal y social y una organización económica forjada a partir de pequeñas comunidades agrícolas en el siglo XVII. Tanto el socialismo utópico así como el liberalismo radical presentan asimismo grandes semejanzas con el anarquismo moderno.

### SigloXVIII: la Ilustración y la Revolución francesa
En el siglo XVIII, con la Ilustración, se estructurarían las bases del anarquismo: la confianza en la naturaleza racional del ser humano conllevaba la creencia en su progreso moral e intelectual. Uno de los primeros teóricos que influiría en el anarquismo sería Jean-Jacques Rousseau, especialmente en cuanto a su teoría sobre la naturaleza bondadosa del hombre y sobre la organización cooperativista y desinteresada de las sociedades primitivas.

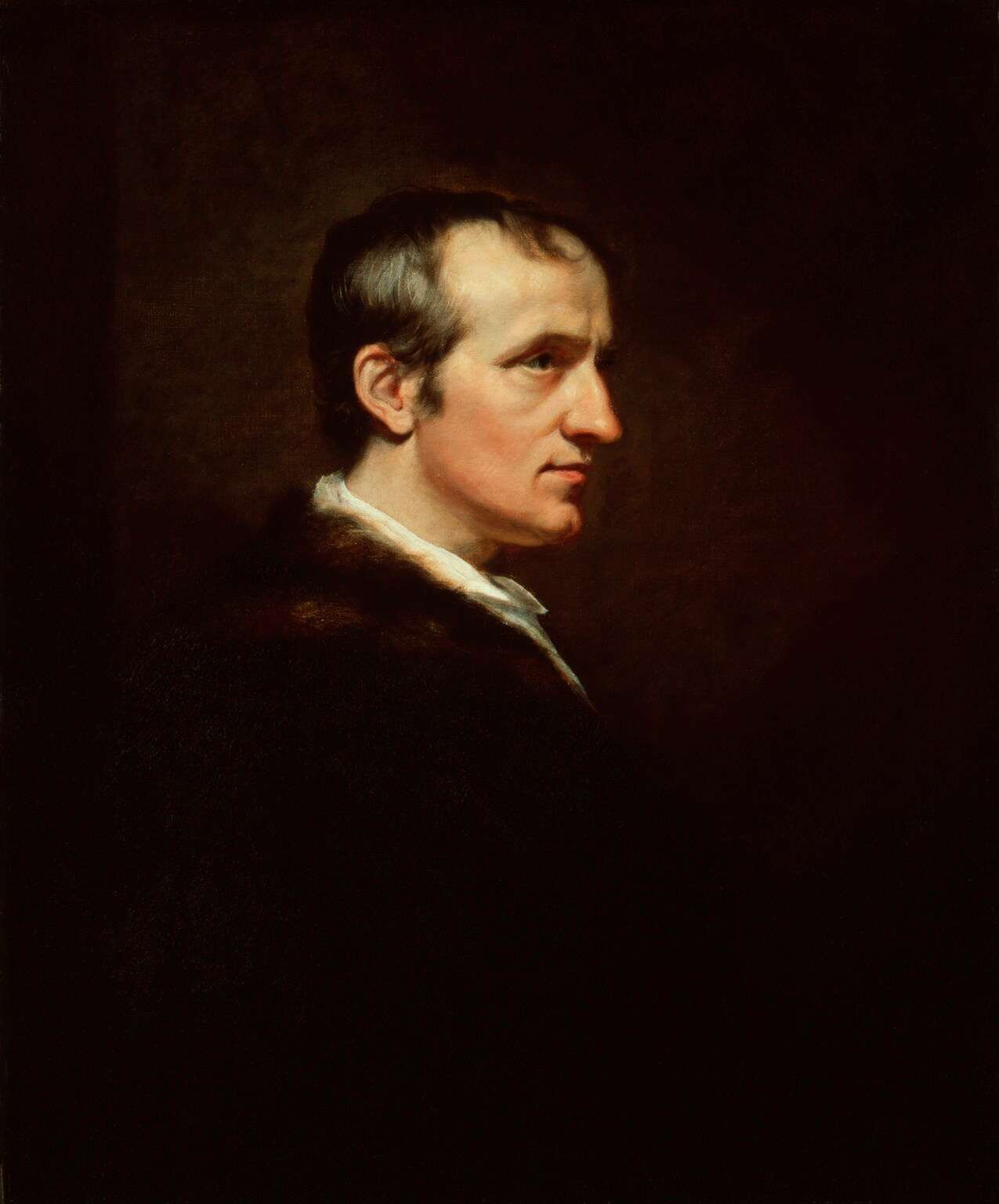
William Godwin, considerado por algunos autor del primer tratado anarquista

En 1793, en el marco de la Ilustración británica, William Godwin publicó Una investigación acerca de la justicia política (An Enquiry concerning political Justice), en el cual presentaba su visión de una sociedad libre además de una crítica del gobierno, y que ha sido reconocido como la primera articulación y defensa del anarquismo contemporáneo.
La obra de Godwin se transformó en la Biblia del movimiento radical inglés y sus ideas eran parte de una cosmovisión antijerárquica y antiestatal. Si bien Godwin nunca utilizó la palabra «anarquismo», no otorgó al término «anarquía» un sentido peyorativo.
No obstante, la influencia de Godwin en el movimiento anarquista se hizo esperar; tanto Stirner como Warren y Proudhon tomaron sus propios puntos de partida en el camino al anarquismo.
Durante la Revolución francesa, Sylvain Maréchal se constituiría en pensador y activista proto-anarquista y así escribió el Manifiesto de los iguales (1796), por el que reivindicaba «el disfrute comunal de los frutos de la tierra» y deseaba la desaparición de «la repugnante distinción entre ricos y pobres, de los grandes y pequeños, de los amos y mozos, de los gobernadores y los gobernados».
La Revolución francesa proporcionó al anarquismo el ideal revolucionario como método rápido y efectivo de lograr el desarrollo social, hecho que lo vinculó de forma implícita al uso de la violencia. Ciertos elementos como los enragés (rama extremista de los sans-culottes, liderados por Jacques Roux), iniciaron la vía de la actuación anarquista. Babeuf también insistió en la abolición de la propiedad privada, así como en aunar revolución política con la económica y social. Desde la Revolución Francesa se impulsó el uso de la violencia, plasmado a principios del siglo XIX en la acción conspirativa y las sociedades secretas (Filippo Buonarroti).

### Del socialismo utópico a las raíces del anarquismo moderno
La primera oposición a la revolución industrial fueron los ludditas, movimiento obrero de carácter espontáneo que se dirigía a la destrucción de las máquinas, que en aquel momento llevaban a la miseria a los artesanos. Su auge se sitúa en la Inglaterra de 1811 a 1816 extendiéndose posteriormente por toda Europa, siendo a partir de 1817 el precursor de los primeros sindicatos obreros. La táctica del sabotaje permanecería en el movimiento obrero, y sus planteamientos se reflejan en el primitivismo.
Entre los pensadores y activistas del socialismo utópico destaca Charles Fourier; proponía una organización política basada en comunidades que denominó «falansterios», enlazadas entre sí de forma descentralizada. Por otro lado criticaba la división del trabajo dentro de los esquemas del feudalismo y del capitalismo, así como la moral cristiana, y proponía un orden social basado en el ejercicio pleno de la subjetividad.

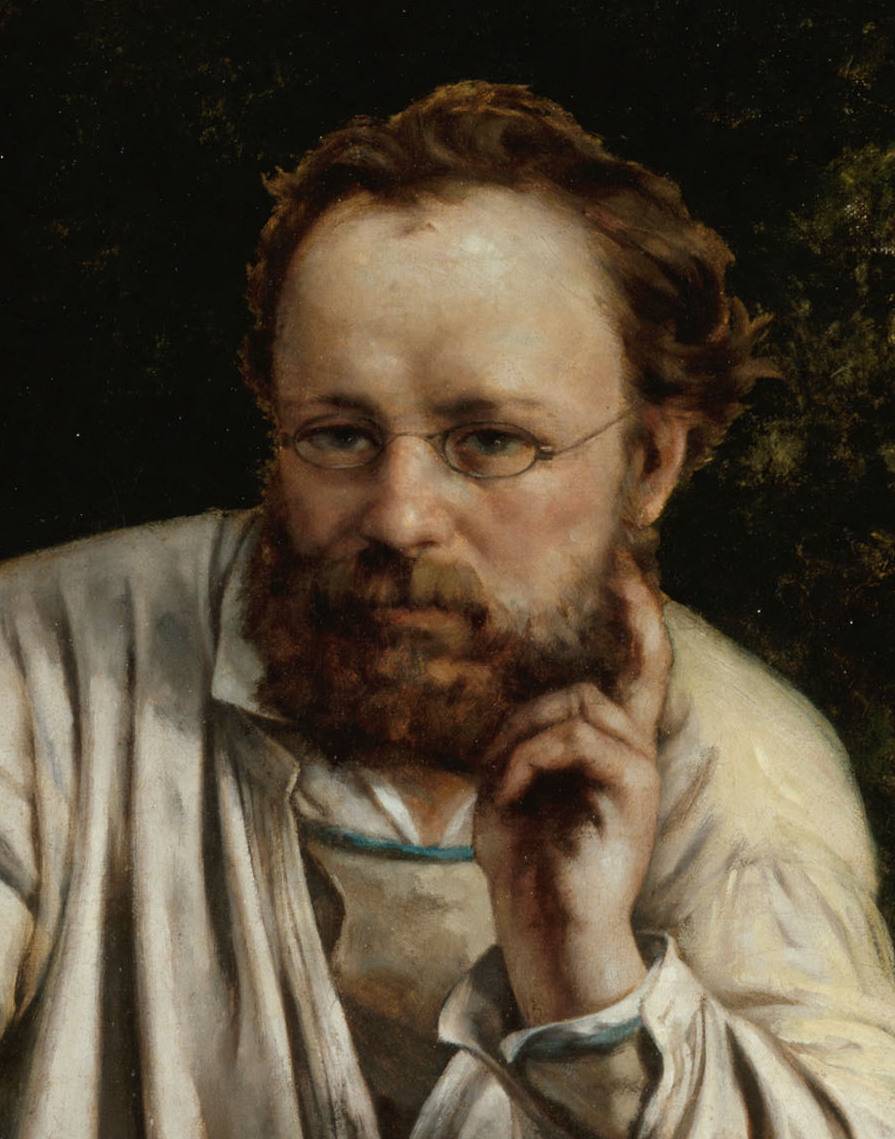
En su obra más conocida, ¿Qué es la propiedad? o Investigaciones sobre el principio del derecho y del gobierno (1840), Proudhon denunciaba: «la propiedad es un robo», palabras que, según Max Nettlau, «tenían la fuerza de una revolución».

Junto a los socialistas utópicos, los filósofos hegelianos alemanes aportaron el corpus teórico del anarquismo de la primera mitad del siglo XIX: la dialéctica histórica hegeliana aportó un sentimiento de optimismo en cuanto a la evolución social del devenir histórico, que favorecería en aquel entonces a la nueva clase obrera (concepto marxista de «lucha de clases»). Wilhelm Weitling, influido por el cristianismo primitivo, defendía una sociedad ideal basada en principios morales: «la sociedad perfecta no requiere gobierno, sino sólo una sencilla administración; carece de leyes y, en su lugar, existen obligaciones; no tiene sanciones, sino sólo medios de corrección».
A mediados del siglo XIX, el tejido industrial aún era débil; predominaban artesanos y campesinos. En la década de 1840, Pierre-Joseph Proudhon en Francia y Josiah Warren en Estados Unidos alcanzaron el anarquismo independientemente a partir de la crítica de las doctrinas utópicas socialistas, particularmente las de Charles Fourier y Robert Owen respectivamente.
Para ambos, el ideal de generosidad colectiva del comunismo era un máximo utópico, y abogaban por comenzar con una más inmediata y accesible reciprocidad, el camino equitativo de Warren y el mutualismo de Proudhon.
Por su lado, en Alemania, el filósofo Max Stirner partió del hegelianismo para alcanzar su inversión completa en El único y su propiedad (1844), negando todos los absolutos e instituciones, en un individualismo extremo que ha sido denominado Egoísmo.
Pierre-Joseph Proudhon fue el primer individuo en denominarse a sí mismo «anarquista»,
motivo por el cual es considerado por algunos como el fundador de las teorías anarquistas modernas. Proudhon, considerado como próximo al socialismo por él mismo y por los críticos e historiadores posteriores abogaba por una economía no opresiva donde los individuos intercambiaran el producto de su propio trabajo. El valor de intercambio de los bienes sería determinado por la teoría del valor-trabajo.
El pensamiento de Proudhon, enfrentado tanto con el Estado como con el socialismo autoritario que se iba configurando, tuvo especial repercusión entre los socialistas no autoritarios de Bélgica y Francia. En 1843 escribió El sistema de las contradicciones económicas o la Filosofía de la miseria, que dio lugar a una dura respuesta de Marx, La miseria de la filosofía (1844). Tras la Revolución francesa de 1848, Proudhon continuó su labor de difusión del anarquismo durante la Segunda República Francesa en una serie de diarios, e intentó poner en marcha en 1849 el «Banco del Pueblo», modelo de lo que actualmente se conoce como banco mutualista, que fracasó antes de que empezara a funcionar. Los artículos que escribió en enero del mismo año contra Luis Napoleón Bonaparte, el «Príncipe Presidente», en Le Peuple le valieron una condena de tres años en prisión.
El pensamiento de Proudhon impresionó fuertemente a Marx (quien trató de demolerlo teóricamente en 1847), a Stirner, en Alemania, y a Bakunin, en Rusia. También tuvieron gran acogida en España, en la figura de Pi y Margall, por medio de su obra La reacción y la revolución: estudios políticos y sociales (1854), y sus traducciones al español de los libros de Proudhon. Otro anarquista francés conocido de esa época fue Joseph Déjacque, el primero que se autodescribió como libertario. Escribió una utopía anarquista intitulada El humanisferio, y criticó la visión patriarcalista acerca de la familia de Proudhon.
El pensamiento de Proudhon tuvo poca repercusión en Inglaterra y los Estados Unidos, donde percibían el anarquismo como una extensión lógica del liberalismo de John Locke y la democracia jeffersoniana. Los «derechos naturales» a la vida, libertad y propiedad eran sacrosantos, y consideraban que el Estado, en vez de defenderlos, había llegado a ser destructivo respecto a dichos fines, y debía por tanto abolirse para permitir que se alcanzara una armonía natural.
Desilusionado del socialismo utópico tras el fracaso de la comunidad experimental de Robert Owen, New Harmony, uno de los colonos, Josiah Warren, había concluido que era imposible la convivencia social desinteresada, y a partir de 1825 abogó por la individualización completa de la vida social, tomando como modelo de su primer experimento socioeconómico la «Cincinnati Time Store», el intercambio equitativo basado en la teoría del valor-trabajo, sistema económico que se encuentra plasmado en sus obras Equitable Commerce (1846) y Practical Details in Equitable Commerce (1852). El anarquismo individualista de Warren tuvo cierta repercusión en Inglaterra, pero pasó desapercibido para el socialismo europeo hasta 1885. Sus ideas fueron desarrolladas posteriormente en Estados Unidos por otros anarquistas individualistas, como Lysander Spooner y Benjamin Tucker, quien tradujo también la obra de Proudhon.
En Alemania, como reacción a la filosofía hegeliana, unido a la crítica al cristianismo y al estatismo y burguesismo imperante, nació un sentimiento rebelde original, sobre la década de 1840, en el ambiente de los hermanos Bruno y Edgar Bauer, un grupo al que se llamaba «los libres de Berlín» en el que participó Max Stirner. El grupo desarrolló un nihilismo crítico que en 1842 desembocó en un repudio completo del Estado. El radical individualismo de Stirner llegó a alarmar a algunos anarquistas, como Kropotkin, por la ferocidad de sus enseñanzas.
Cabe destacar también a Ludwig Feuerbach como una fuente de las ideas libertarias en Alemania, al acabar con el autoritarismo hegeliano mediante el restablecimiento del papel principal del hombre.

### Hacia la Primera Internacional

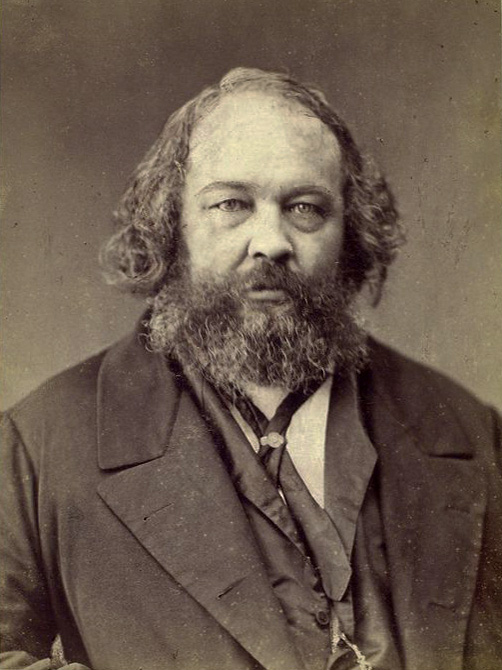
«La libertad de cada uno necesariamente asume la libertad de todos, y la libertad de todos no llegará a ser posible sin la libertad de cada uno... No hay libertad real sin igualdad, no sólo de derechos sino en la realidad. Libertad en igualdad, ahí está la justicia»: Mijaíl Bakunin.

Hacia mediados del siglo XIX había algunos grupos de anarquistas comunistas en Francia, alrededor del diario L'Humanitaire, el primer órgano de un comunismo anarquista francés. En 1846-47, algunos ilegalistas fueron condenados por ciertos actos. Tras la revolución de febrero de 1848, el fin de la monarquía y la instauración de la Segunda República Francesa, surge en Toulouse la figura de Anselme Bellegarrigue, quien formó en 1850 en París la «Asociación de libres pensadores», que publicó varios folletos en los que repudiaba el gubernamentalismo francés floreciente apelando a la abstención completa, lo que más tarde se llamó huelga política, como medio para paralizar al gobierno. Autor y editor de Anarchie, Journal de l'Ordre y de Au fait ! Au fait ! Interprétation de l'idée démocratique, Bellegarrigue escribió un precoz Manifeste de l'Anarchie (Manifiesto de la anarquía) en 1850.
La democracia en Francia desembocó en el golpe de Estado militar de 1851 y el subsiguiente Segundo Imperio Francés de Napoleón III, lo que provocó una crítica que propugnaba el abandono del parlamento y la legislación directa por el pueblo. El "socialismo científico" de Marx y Engels (quienes publicaron el Manifiesto comunista en 1848) se enfrentaba al mutualismo proudhoniano, y son en este tiempo importantes las figuras de los anarcocomunistas Eliseo Reclus, Joseph Déjacque y Ernest Coeurderoy.
En España, desde la restauración absolutista de 1814, la monarquía y el aparato de poder que la rodeaba fueron combatidos a lo largo de todo el siglo por federalistas como Pi y Margall, que pragmáticamente dejó a un lado sus concepciones sociales para cohesionar el partido federalista, del que era jefe. En las zonas industrializadas, especialmente en Cataluña, se empezaron a difundir desde 1840 las asociaciones de obreros, que continuaron abierta o clandestinamente hasta la revolución de septiembre de 1868 y acabarían en gran parte uniéndose a la Primera Internacional.
Entre los pueblos eslavos, debido la opresiva supremacía de Rusia y Polonia, la creación de federaciones altamente descentralizadas se volvió atractiva para muchos, pero fue entre la nobleza que las ideas humanistas del siglo XVIII encontraron eco. Bakunin modificaría las concepciones y filosofías a favor de un nacionalismo absolutista ruso que postuló gran parte de su vida, gracias a la lectura que hizo de Feuerbach, y su pensamiento se volvió profundamente anarquista y revolucionario. Pero en ausencia de otras figuras anarquistas con las cuales colaborar en París hacía 1846, Bakunin continuó madurando su pensamiento al tiempo que se sumergía en la idea de una fraternización de los pueblos eslavos en una utopía federalista.
Antes de la muerte de Proudhon en 1865 el mutualismo proudhoniano estaba en manos de figuras de menor espíritu, y en 1864, durante la preparación de la Internacional, el talento de Marx le ayudó a imponer sus ideas propias en la redacción de los primeros documentos de la sociedad.
Hacia fines de 1863 Bakunin centró su interés en los movimientos sociales que renacían y pretendía obrar sobre las fuerzas democráticas y socialistas por medio de militantes infiltrados. Sus ideas se centraban en la asociación y la federación como base de la reconstrucción tras la eliminación del sistema vigente. En 1868 entró en la Internacional, y con sus camaradas se separó de la Liga de la Paz y la Libertad para fundar la «Alianza internacional», que se afiliará e ingresará en la Internacional, donde supuestamente ya estaba infiltrado en lo que se llamaba la «Fraternidad». Se iniciaba así un conflicto entre los partidarios de Bakunin y los de Marx por el control de la organización que acabó con la ruptura de la Internacional en 1872, cuando Marx lanzó sobre Bakunin una acusación fundada en documentos secretos llegados a sus manos, facilitando la expulsión de Bakunin de la Internacional.
La visión de Bakunin del ser humano como un ser social por naturaleza trasladaba la unidad básica de la sociedad del individuo a la comunidad, y la asunción de sus tesis por parte de los proudhonianos durante la Primera Internacional marcó un cambio en el pensamiento anarquista del individualismo al colectivismo.
Por otro lado, el conflicto entre el estatismo autoritario de la «dictadura del proletariado», propuesta por Marx, y la inmediata destrucción del Estado que defendía Bakunin, acabó propiciando el distanciamiento entre anarquismo y marxismo y la salida de los anarquistas de dicha organización; para el socialismo antiautoritario de Bakunin, «la dictadura del proletariado estaba abocada a convertirse en dictadura sobre el proletariado».
El sindicalismo iba extendiéndose entre el movimiento obrero, especialmente en España, sobre todo en Cataluña y Andalucía. Tras la derrota francesa en la Guerra Franco-prusiana, tuvo lugar la Comuna de París en la primavera de 1871, una breve revolución con un gobierno popular y federativo, reivindicado tanto por marxistas como por colectivistas.

#### El "fenómeno Bakunin" y la conformación del primer movimiento anarquista internacional
La historiografía de la historia de las doctrinas políticas suele aclarar, más allá de la narrativa clásica interna del anarquismo histórico, por qué el proudhonismo difiere del anarquismo de la Primera Internacional, siendo este el primer movimiento propiamente anarquista, y cómo el “fenómeno Bakunin” modificó de forma permanente la recepción histórica de Proudhon y de la idea de anarquismo.
Aunque Mijaíl Bakunin participó activamente en la política republicana revolucionaria desde las jornadas de 1848–49, no se autonombró “anarquista” hasta septiembre de 1867, a los 53 años, cuando en el periódico republicano italiano Libertà e Giustizia declaró: “soy anarquista y prefiero la libertad al orden público”. Mantuvo esa identificación hasta su muerte solo 9 años después en Berna el 1 de julio de 1876 a los 62 años. Antes de 1867 Bakunin era conocido por promover desde el exilio —exilio que por sí mismo tiene una historia épica de haber recorrido latitudinalmente casi todo el hemisferio norte— un nacionalismo ruso sui generis pues no era de tipo monárquico sino republicano, y como republicano no era constitucionalista sino que proponía una dictadura colegiada, e intentaba que esta idea marginal fuera aceptada entre los círculos republicanos liberales paneslavos centroeuropeos (quienes siempre la rechazaron, además de rechazar toda asociación con Rusia). 
Antes de la Primera Internacional en 1868, el proudhonismo era esencialmente un fenómeno francés, centrado en París y en un puñado de sociedades de artesanos (por ejemplo, los Mutualistes de Lyon), sin constituir un movimiento político con alcance transnacional, y aunque Proudhon usó alguna vez el término "anarquista" para autodefinirse, lo cierto es que rechazó luego esa etiqueta y su propuesta llamada mutualismo o socialismo federalista es discutida de que realmente encaje con la definición clásica de anarquismo. Entre 1868 —año en que Bakunin se unió a la Asociación Internacional de los Trabajadores— y el Congreso de La Haya de 1872, el movimiento que paulatinamente fue llamado "anarquismo", se convirtió repentinamente en un actor internacional gracias sobre todo a la fama previa de Bakunin, que atrajo a sus admiradores previos hacia una reformulación insurreccional del proudhonismo, más que por una militancia anarquista ya establecida; dicho de otro modo el anarquismo histórico en sentido estricto fue fundado por Bakunin en sus últimos años de vida quien tomó a Proudhon como un símbolo retrospectivo de su propio mensaje más que como un maestro intelectual. Bakunin articuló elementos del proudhonismo, entendido como un federalismo económico gremialista y municipalista, en un cuerpo teórico poco sistemático y más abstracto e incendiario pues para Bakunin primaba el pensamiento insurreccional, que captó la imaginación de militantes y simpatizantes en diversos puntos de Europa.
El “fenómeno Bakunin” no solo internacionalizó el proudhonismo sino que lo reinterpretó selectivamente bajo un prisma más insurreccional y menos sistemático que el original, esto le otorgó legitimidad simbólica al mensaje del bakuninismo presentándose este como fase última del proudhonismo y creó una genealogía superpuesta que vinculaba la autoridad intelectual de Proudhon con la figura carismática de Bakunin. Muchos bakuninistas no provenían de un antecedente anarquista contra el Estado, ni tampoco eran proudhonianos, sino que fueron arrastrados ideológicamente por la personalidad y la fama revolucionaria de Bakunin como un rebelde por la rebeldía misma, sin importarles demasiado el contenido ni la consistencia de la insurrección de turno sino seguir a Bakunin, generando dinámicas de culto a la personalidad más propias de un liderazgo mesiánico que de un movimiento horizontal.
Para apreciar cómo habría sido un proudhonismo sin esta mediación bakuninista en la historia de las ideas, los especialistas han comparado al anarquismo histórico con el coetáneo cantonalismo español de 1873: un experimento de “socialismo confederativo” plenamente proudhoniano, impulsado por Francesc Pi y Margall, que llevó a la práctica ideas de Proudhon durante la Primera República Española. La rebelión cantonal, liderada por coidearios y a la vez disidentes del mismo Pi y Margall, mantuvo estructuras políticas descentralizadas, un programa limitado a reformas federativas y no al rechazo total del Estado, ni desarrolló un culto a la personalidad ni un romanticismo hacia la insurrección por la insurrección misma contra todo orden político preexistente.
Solo tras la expulsión definitiva de Bakunin de la Primera Internacional, impulsada Marx en 1872, y la fundación del Congreso de Saint‑Imier en Suiza se impuso definitivamente la etiqueta “anarquismo” como nombre del movimiento, marcando el tránsito de un proudhonismo local, razonado y reformista, a un anarquismo internacional, personalista alrededor de Bakunin y revolucionario. La oposición de Marx a Proudhon y a Bakunin también ilumina el estudio histórico del tema para rastrear las diferencias, puesto que Marx no se opone a Proudhon por sostener alguna forma de anarquismo sino por proponer un socialismo para artesanos preindustriales, mientras la oposición a Bakunin sí es más claramente por temas que podemos asociar al anarquismo histórico como la idea de insurrección completa e inmediata contra el Estado y la legalidad.

#### Confrontación entre Bakunin y Marx sobre sus respectivas propuestas de dictadura
En el contexto de los debates de la Primera Internacional y la publicación de su único libro completo Estatalidad y anarquía (1874), Mijaíl Bakunin criticó duramente la idea marxista de la “dictadura del proletariado”, argumentando que:
- “La dictadura revolucionaria de los doctrinarios que anteponen la ciencia a la vida no diferiría del Estado establecido más que en los adornos externos; la sustancia de ambos es una tiranía de la minoría sobre la mayoría, en nombre de la multitud y de la suprema sabiduría de unos pocos.”[67]

Por su parte, Karl Marx, en cartas a Engels y en debates internos de la Internacional, denunció la propuesta bakuninista de una “dictadura invisible” o “legión secreta” como:
- Una forma encubierta de dictadura oculta tras la apariencia de libertad asociativa.
- Un intento de Bakunin de convertirse en “dictador del movimiento obrero europeo” mediante una camarilla clandestina.[65]

Esta mutua acusación evidenció la paradoja de dos corrientes que, aunque compartían el rechazo al Estado liberal moderno, discrepaban radicalmente sobre el papel de la autoridad transicional, y subrayó la tensión entre reforma y revolución, y entre transparencia y conspiración en la génesis del anarquismo y el marxismo.  

### Desarrollo del anarcoindividualismo estadounidense
El anarcoindividualismo estadounidense presentaba diferencias respecto al europeo; se continuaban usando algunos conceptos e ideas proudhonianos para atacar la relación patrón-trabajador asalariado, mientras el ascendente capitalismo monopolista y sus corporaciones sustituían a los productores familiares y locales.
En Estados Unidos, Henry David Thoreau expresó en su ensayo Desobediencia Civil (Civil Disobedience, 1849) un alegato a favor de la resistencia individual al gobierno en oposición a una situación injusta. Su pensamiento, crítico con la industrialización y el progreso, pone el énfasis en la experiencia individual del mundo natural, como se aprecia en su conocido libro Walden (1854), y se convirtió en un antecedente del anarquismo ecologista.

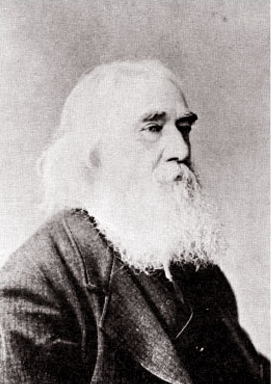
Para Lysander Spooner (1808-1887), la cuestión clave para un anarquista es cómo combinar la completa libertad individual con alguna forma de cooperación social efectiva.

En 1845, el abogado Lysander Spooner escribió un ensayo radical contra la esclavitud, Unconstitutionality of slavery. Instalado firmemente en la tradición de la ley natural y enfrentado desde el principio de su carrera profesional e ideológica con los monopolios protegidos por el Estado, en 1870 escribió No Treason: The Constitution of No Authority, donde explica que toda legislación se opone al derecho natural, y es por tanto criminal. Un ejemplo de su lucha contra los monopolios fue la compañía que fundó en 1844, la American Letter Mail Company, que compitió con el monopolio legal del Servicio Postal de los Estados Unidos en violación del «Estatuto de Envíos Privados», que restringe en Estados Unidos el transporte y entrega de cartas por cualquier organización ajena al Servicio Postal. Spooner consideraba que los monopolios eran una restricción inmoral, y aunque tuvo cierto éxito abaratando los precios, el gobierno de los Estados Unidos desafió a Spooner con medidas legales, obligándole a cesar sus operaciones en 1851.
También se enfrentó con el tema de la propiedad intelectual. En su más larga e incompleta obra, The Law of Intellectual Property (1855), expresaba que el producto de la mente, no menos que el del trabajo manual, es propiedad, y por tanto un derecho inalienable del individuo. Denunciaba que la legislación fracasaba en proteger la propiedad intelectual de los ciudadanos: aquellos pensadores al servicio del statu quo eran recompensados con riqueza, mientras que los que servían a la humanidad se empobrecían, si no eran maltratados.
Su abolicionismo le llevó a criticar los motivos de la guerra de Secesión (1861-1865): entendía que se luchaba por el falso tema de la unión, cuando debía haberse luchado por el tema de la esclavitud. Spooner pensaba que los esclavistas no se habrían atrevido a rebelarse frente a un gobierno que diera libertad a todo el mundo, mientras que, defendiendo su propia libertad, los sureños ganaron una ventaja moral y psicológica que los sostuvo durante la guerra. Así, en 1864 publicó una Carta a Charles Sumner en la que acusaba a los políticos del norte de tener «sobre vuestras cabezas, más incluso, si es posible, que sobre la de los mismos esclavistas, (quienes han actuado de acuerdo a sus asociaciones, intereses, y declarados principios como esclavistas) descansa la sangre de esta horrible, innecesaria, y por tanto culpable, guerra».

### Anarcoindividualismo europeo

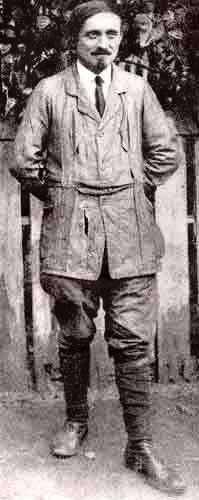
Émile Armand, anarcoindividualista francés y propagandista del amor libre

A partir de los escritos pioneros de William Godwin, Pierre-Joseph Proudhon, Max Stirner y Anselme Bellegarrigue el anarcoindividualismo europeo desarrolló una ecléctica teoría y práctica.
Una importante corriente especialmente dentro de los grupos anarcoindividualistas franceses y españoles fue el naturismo. El naturismo promovía un punto de vista ecologista, pequeñas comunas ecológicas, y más prominentemente el nudismo como una forma de evitar la artificialidad de la sociedad industrial de masas. Los anarcoindividualistas naturistas veían al individuo en sus aspectos biológicos, físicos y psicológicos y trataban de evitar las determinaciones sociales. Importantes promotores anarcoindividualistas franceses del anarconaturismo fueron Henri Zisly y Emile Gravelle los cuales colaboraron en publicaciones como La Nouvelle Humanité, Le Naturien, Le Sauvage, L'Ordre Naturel, y La Vie Naturelle.
El ilegalismo es una corriente anarquista que se desarrolló primeramente en Francia, Italia, Bélgica y Suiza durante la primera década del siglo XX, como un desprendimiento del individualismo stirneriano. Influidos por el teórico Max Stirner (filósofo del egoísmo) así como por la frase de Proudhon ("la propiedad es un robo"), Clément Duval y Marius Jacob propusieron la teoría de la reprise individuelle (ver Expropiación individual).

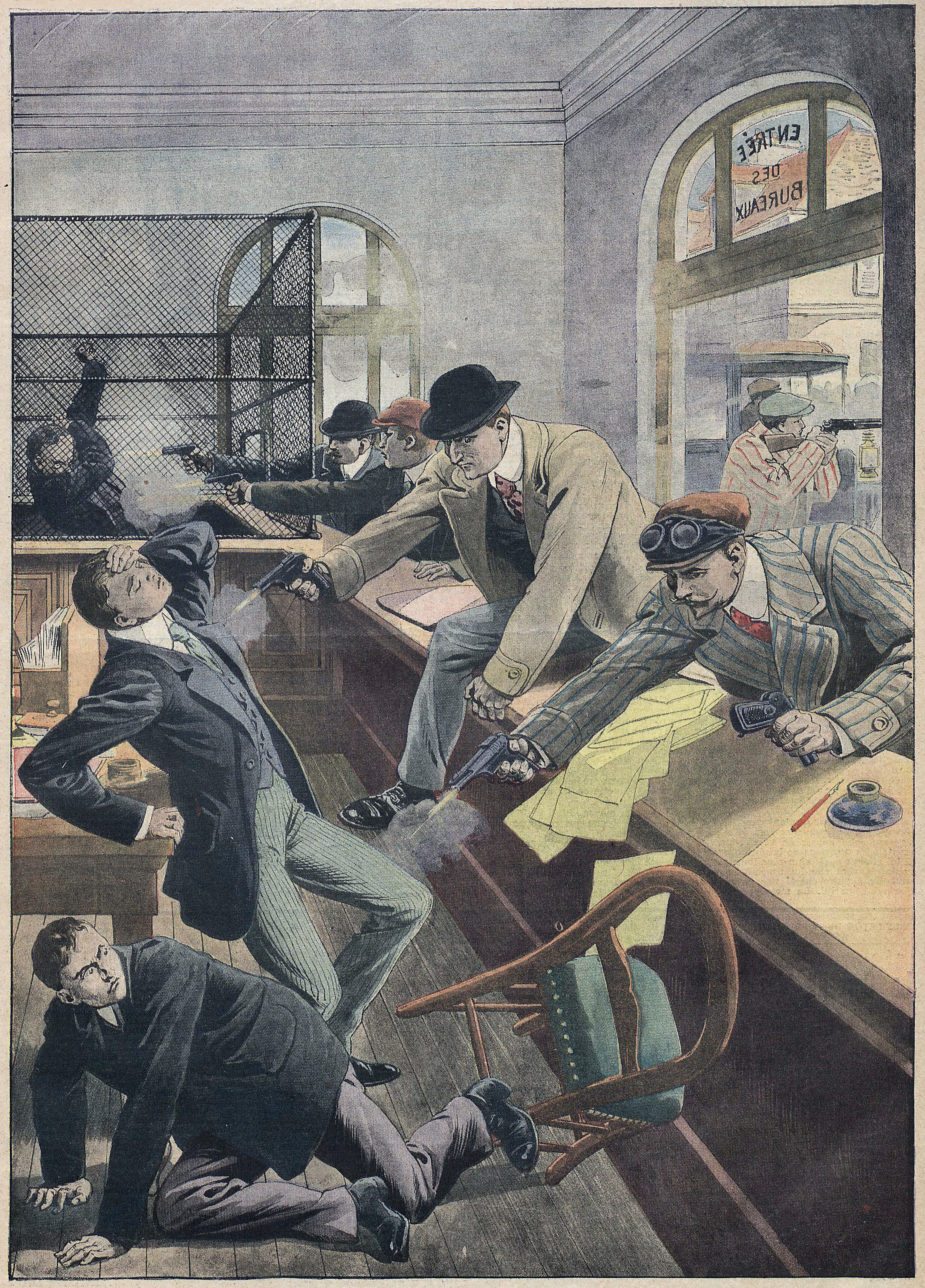
La banda de Bonnot asaltando la agencia de Chantilly, según el suplemento ilustrado del Petit Journal

El ilegalismo alcanzó primero prominencia en la generación de europeos inspirados en las tensiones sociales de la década 1890, durante la cual Ravachol, Émile Henry, Auguste Vaillant, y Sante Geronimo Caserio cometieron desafiantes crímenes en nombre del anarquismo, dentro del marco de la propaganda por el hecho. La banda francesa de asaltantes de Jules Bonnot fue el más famoso grupo en practicar el ilegalismo.
La tradición del anarcoindividualismo francés continuó con intelectuales como Albert Libertad, André Lorulot, Émile Armand, Victor Serge, Zo d'Axa y Rirette Maitrejean desarrollando la teoría en el principal periódico anarcoindividualista en Francia, L’Anarchie en 1905. Por fuera de esta publicación, Han Ryner escribió un Petit Manuel individualiste (1903). "En este sentido, las posiciones teóricas y las experiencias vitales del individualista francés son profundamente iconoclastas y escandalosas, incluso entre buena parte de los medios libertarios. La reivindicación del naturismo nudista, la defensa a ultranza de los medios anticonceptivos, la idea de “uniones de egoístas” con la finalidad exclusiva de la práctica sexual (camaradería amorosa), que tratará de poner en práctica, no sin dificultades, marcarán su forma de pensar y actuar, y propiciará admiración entre unos, y un fuerte rechazo entre otros."
En Italia el anarquismo individualista tenía una fuerte tendencia hacia el ilegalismo y la violencia, mediante la propaganda por el hecho, similar al anarquismo individualista francés, pero quizás algo más extremo. En los inicios del siglo XX fue importante el trabajo intelectual de Renzo Novatore que estaba influido por Stirner, Friedrich Nietzsche, Georges Palante, Oscar Wilde, Henrik Ibsen, Arthur Schopenhauer y Charles Baudelaire. Colaboró en numerosos periódicos anarquistas y participó en las corrientes futuristas de vanguardia. España recibió influencias del individualismo anarquista estadounidense, pero estuvo más vinculado con las corrientes francesas. Al inicio del siglo XX el individualismo en España tomó auge gracias a los esfuerzos de hombres como Dorado Montero, Federico Urales, Miguel Giménez Igualada y J. Elizalde, traduciendo a los individualistas franceses y estadounidenses. Importantes en este sentido fueron publicaciones periódicas como La Idea Libre, La Revista Blanca, Ética, Iniciales, Al margen y Nosotros. Los pensadores que más influyeron en el individualismo hispano fueron Stirner, Emile Armand y Han Ryner. Al igual que en Francia, la difusión del esperanto tuvo su importancia, lo mismo que movimientos culturales como el naturismo y el amor libre. El escritor anarquista irlandés Oscar Wilde, perteneciente al movimiento vanguardista del decadentismo, influyó a anarcoindividualistas como Renzo Novatore y ganó la admiración y el apoyo de Benjamin Tucker.
En Alemania el más importante propagandista de los ideales del individualismo anarquista fue el germano-escocés John Henry Mackay. Adolf Brand fue un anarquista stirneriano y uno de los primeros activistas homosexuales y el primero en el mundo en editar de forma regular una revista para homosexuales llamada Der Eigene (1896-1932). El nombre se remonta a la obra de Max Stirner Der Einzige und sein Eigentum (El único y su propiedad).

#### Anarquismos inspirados en la obra de Herbert Spencer
Aunque el británico Herbert Spencer (1820–1903) no se identificó como anarquista ni promovió una agenda política sistemática, su filosofía de orden espontáneo, evolución social, competencia pacífica y autonomía individual influyó en diversas figuras asociadas al anarquismo tanto en Gran Bretaña como en otros lugares, especialmente pero no exclusivamente a los de raíces filosóficas liberales o de libertades individuales. Esta influencia spenceriana puede dividirse en dos vertientes, una normativa y otra metodológica.

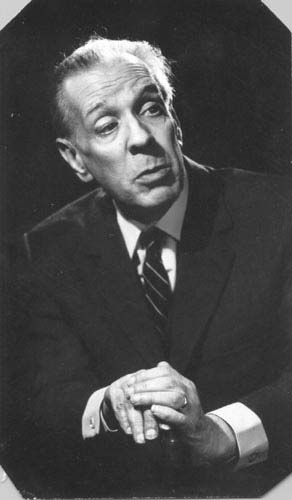
Jorge Luis Borges en 1967

La influencia normativa de Spencer en ideas anarquistas puede notarse en algunos autores que adaptaron el pensamiento de Spencer para desarrollar propuestas de anarquismo individualista. El inglés Auberon Herbert (1838-1906), seguidor de Spencer, defendía un "Estado voluntario" basado en impuestos no coercitivos, una filosofía política que preferió llamar "voluntarismo". En Inglaterra a inicios del siglo XX algunos de los seguidores de Herbert Spencer, incluyendo a anarquistas spencerianos como Wordsworth Donisthorpe (1847-1914), se organizaron en la Liberty and Property Defence League. En los Estados Unidos, Benjamin Tucker (1854-1939) combinó elementos del 'spencerismo' en teoría sociológica con otras influencias —como algunas ideas económicas de Proudhon— para formular su propia versión de anarquismo individualista. En Argentina, Jorge Guillermo Borges (1874-1938), padre del escritor Jorge Luis Borges, aludía al inglés Herbert Spencer como la fuente de su anarquismo filosófico, y aunque no tuvo militancia política sus ideas fueron transmitidas a través de su hijo —quien era un seguidor de las ideas de filosofía política de su padre— en entrevistas y artículos de este último a lo largo de su vida.
La influencia metodológica de Spencer en ideas anarquistas fue más allá del contenido ideológico normativo, pues el método de Spencer —basado en la analogía entre procesos naturales y sociales— también influyó en autores ideológicamente opuestos. El caso más representativo es el del anarcocomunista Piotr Kropotkin quien durante su largo exilio en Inglaterra (de 1886 a 1917) adoptó esta aproximación evolucionista spenceriana al desarrollar su teoría de la ayuda mutua, en la que argumentaba que la cooperación, observada en la naturaleza, también podía fundar una sociedad sin autoridad coercitiva. Así, aunque Kropotkin rechazaba la filosofía individualista y la economía de competencia pacífica en el mercado defendida por Spencer, compartía su enfoque científico y naturalista para comprender la organización social y sobre este enfoque construyó el sustento sociológico para su propia teoría anarcocomunista.

### Surgimiento y evolución del anarcocomunismo
Tras la expulsión de los anarquistas de la Internacional, estos fundaron la Internacional antiautoritaria o Internacional de Saint-Imier en 1873, que fue disuelta en 1877, tras la muerte de Bakunin. El Consejo General de la AIT se trasladó en 1872 a Nueva York, donde se disolvió oficialmente en 1876.

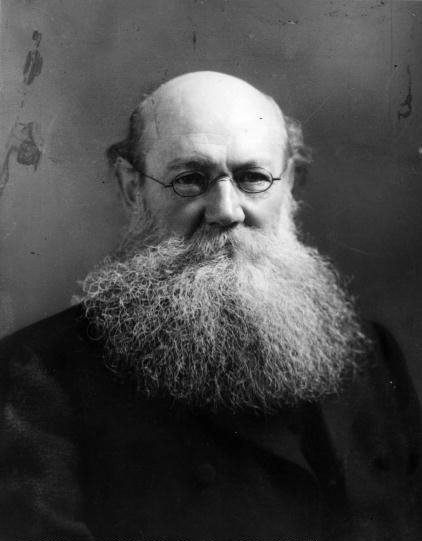
Piotr Kropotkin

Hacia 1880 había tres concepciones anarquistas vigentes, el colectivismo en España; la individualista-mutualista en Estados Unidos y el anarcocomunismo, que se difundía en el resto de Europa.
El anarcocomunismo, formulado por primera vez en la sección italiana de la Primera Internacional por Carlo Cafiero, Errico Malatesta y Andrea Costa, entre otros, tuvo como pensadores esenciales a Piotr Kropotkin, Élisée Reclus y al ya mencionado Errico Malatesta. Inicialmente convivió con el colectivismo, y no sería hasta después de la muerte de Bakunin que comenzaron las disputas entre ambos movimientos.
Para Kropotkin y Reclus, la cooperación y la ayuda mutua eran un factor evolutivo que había permitido triunfar al ser humano como especie.
El comunismo de los anarcocomunistas lo era más en un sentido moral y fundamental que material y formal; muchos de ellos aceptaban el colectivismo como una fase en la evolución natural a una sociedad comunista y libertaria.
El congreso de Berna de 1876 estableció el respeto recíproco a los medios de acción empleados en cada país; los italianos, con Cafiero y Malatesta al frente, defendían el hecho insurreccional como el medio de propaganda más eficaz, la propaganda por el hecho, que había sido defendida previamente por Bakunin en 1870 y por Kropotkin y Malatesta después.
En primera instancia algunos anarcocomunistas criticaban a los sindicatos como posibles acomodamientos dentro del sistema capitalista, al observar el comportamiento de sindicatos reformistas o apolíticos de ese entonces. Posteriormente muchos de estos, incluyendo a Kropotkin, vieron necesario el participar dentro de los sindicatos para así lograr influenciar a los trabajadores y campesinos. El anarcocomunismo posteriormente sería adoptado como propuesta de sociedad alternativa por sindicatos anarcosindicalistas como la CNT de España y la FORA de Argentina.
En Estados Unidos, el individualista Benjamin Tucker tomó el relevo de Warren, siendo uno de los más importantes anarquistas estadounidenses de finales del siglo XIX. Como Warren, contemplaba sus ideas como socialistas, aunque estaba más comprometido con el libre mercado, arguyendo que la razón de que produjera explotación era la distorsión provocada por los monopolios, de los que responsabilizaba al gobierno. En 1881 Tucker fundó el periódico Liberty, que se convirtió en uno de los foros del pensamiento radical de su época. El anarquismo comunista y las teorías de activismo violento llegaban desde Europa,
y Tucker utilizó Liberty para combatirlos, negando el derecho a llamarse anarquista a colectivistas y anarcocomunistas, a Kropotkin mismo, y fue replicado por estos del mismo modo, por reconocer la propiedad privada, etc.

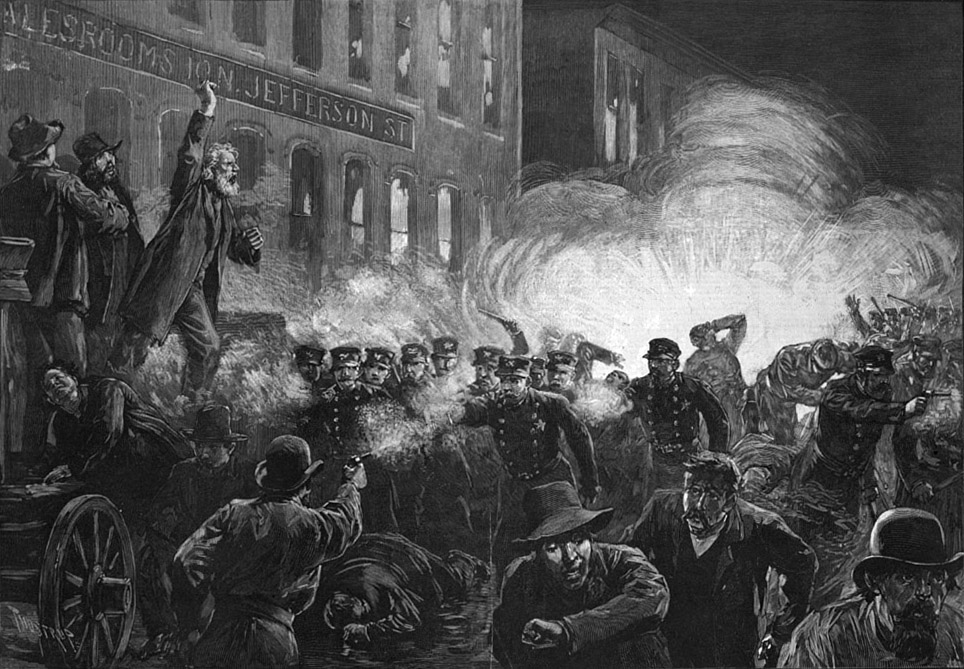
Representación artística de la revuelta de Haymarket

Sin embargo, con las fuertes emigraciones europeas hacia los países americanos el anarcosindicalismo arraigó en EE. UU., y así tuvo lugar la famosa huelga por la jornada laboral de ocho horas del 1 de mayo de 1886 que llevó tres días más tarde a la Revuelta de Haymarket y a la muerte de los llamados mártires de Chicago (1886-87), escalera de acontecimientos que dio origen a la actual celebración del 1 de mayo como Día Internacional de los Trabajadores. Destacó la figura del alemán Johann Most, que comenzó a difundir desde 1882 el colectivismo anarquista, aunque lo llamaba anarquismo comunista porque el término colectivista no era familiar para los estadounidenses. Criticado por los anarcocomunistas alemanes, solo a partir de 1888 comenzó a propagar el comunismo anarquista de Kropotkin. Los mártires de Chicago fueron pues colectivistas en su mayor parte.
La Internacional fue declarada disuelta por el gobierno español en 1874, teniendo que pasar a la clandestinidad. La organización volvió a la vida pública a principios de la década de 1880 como la Federación de Trabajadores de la Región Española. En las zonas más deprimidas, se dieron estallidos de violencia; en Andalucía, varios incendios y muertes fueron atribuidas a «La Mano Negra», provocando la represión contra el anarquismo y arrestos de miembros de todos los matices de la organización, que se posicionó claramente en contra de las acciones violentas y delictivas. El anarcocomunismo fue aceptado poco a poco por el anarquismo colectivista rígido que primaba en las organizaciones. Tras la muerte de Alfonso XII, la agitación por la jornada de ocho horas y el 1 de mayo de 1886 y los sucesos posteriores en Estados Unidos dieron un nuevo impulso al movimiento, especialmente en Cataluña, donde se fundó la revista Acracia.

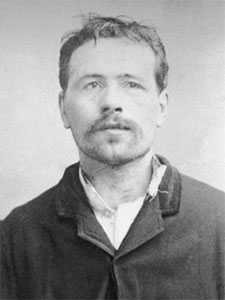
François Claudius Koënigstein (1859-1892), más conocido como Ravachol, anarquista francés famoso por sus atentados.

Kropotkin fue detenido en 1882, acusado de pertenecer a la Internacional, y fue encarcelado en Francia tres años, trasladándose a Inglaterra en 1886. Allí trabó amistad con el socialista William Morris, en ese momento un marxista de tendencias antiparlamentarias, y fundó el periódico Freedom (Libertad). Elaboró sus ideas en una serie de artículos del Révolté y La Révolté, reunidos finalmente en 1892 en el volumen La conquista del pan, y en una numerosa y prolífica obra que incluye El apoyo mutuo: un factor en la evolución, donde refutaba la tesis de la naturalidad de la desigualdad social, a partir de sus observaciones en Siberia de las diferentes comunidades humanas y animales; señalaba que la cooperación entre individuos es común entre las especies animales, en respuesta a teorías como el darwinismo social y el laissez-faire liberal, centradas en la competencia constante entre individuos y sostenidas por partidarios del capitalismo.
Descubrió mayores elementos libertarios en el socialismo inglés que en el continental, provenientes de la influencia soterrada de William Godwin, a quien llegó a reconocer como un ancestro que confirmaba sus propias ideas. Frente a la mala prensa que el anarquismo empezaba a adquirir debido a las primeras operaciones de «propaganda por el hecho» en Europa, el aspecto benigno y el tono razonable de Kropotkin contribuían a transformar la imagen del anarquismo.
En Francia, el anarcocomunismo había reemplazado por completo al colectivismo; su pasado y existencia bien sólida en España eran desconocidos. Los anarquistas franceses de la década de 1880 fueron socialistas de toda procedencia, sin tradición, partidarios de ir hasta el fin en teoría pero elegir no organización y vida libre en la práctica. Esto les aisló del pueblo, que prefirió el socialismo autoritario, que no exigía un esfuerzo intelectual y revolucionario. Aunque ya voces como la de Emile Pouget, atento a las reivindicaciones de los trabajadores, comenzaban a postular un sindicalismo de acción directa. Una primera generación de ilegalistas, Ravachol, Émile Henry, Auguste Vaillant y Geronimo Caserio surgió en Francia. La «propaganda por el hecho» provocó una persecución de los anarquistas que conllevó, tras el asesinato del presidente francés Marie François Sadi Carnot, el destierro de gran número de anarquistas a Londres en 1894.
En Rusia, el anarquismo revolucionario se acabó concentrando en un terrorismo focalizado en acabar con el zar Alejandro II, que falleció finalmente en 1881. A partir de 1891 empieza a difundirse el anarcocomunismo de la mano de Varlaam Cherkesov, amigo de Kropotkin y Malatesta, que combatió el marxismo que iba ganando poco a poco influencia en el socialismo ruso, planteando en 1900 que el Manifiesto del Partido Comunista de Marx y Engels era un plagio de una obra del fourierista Victor Considerant. Cherkesov quedó finalmente fascinado por el sindicalismo francés, llegando a considerar que «el sindicalismo es socialismo popular». A partir de 1905, el anarquismo revolucionario de Kropotkin fue seguido por jóvenes militantes ansiosos de acción, frustrando sus intentos de establecer cierta organización de los trabajadores, al tiempo que los actos colectivos del pueblo seguían las iniciativas de los socialistas autoritarios.

### Anarcosindicalismo
En el cambio del siglo XIX al siglo XX el anarquismo como movimiento político internacional fue paulatinamente dominado por la corriente anarcosindicalista, una rama del sindicalismo revolucionario -este último se originó en Francia e Italia y postulaba que los sindicatos a través de la paralización y la toma de industrias alcanzarían el socialismo antes que los partidos socialistas. El anarcosindicalismo se impuso sobre las demás corrientes anarquistas socialistas, aunque con una relación dual de pugna y apoyo con la corriente anarcocomunista que era más comunalista que sindicalista, mientras se daba un rápido crecimiento de gremios, sindicatos y huelgas organizados con una mezcla de consignas anarquistas y obreristas en los primeros años del siglo XX que parecían dar a la razón a las voces anarquistas que promovían un estrecho entrelazamiento entre el anarquismo y el sindicalismo antiparlamentario. Este auge fue breve pues el movimiento anarquista internacional entró en un rápido y profundo declive en la década de 1910 coincidiendo con el fuerte ascenso en popularidad de formas de sindicalismo que abogaban por la intervención del Estado para alcanzar los objetivos del movimiento obrero, como sucedió en el que fuera el principal bastión anarcosindicalista la Confederación General del Trabajo de Francia que en 1909 abandonó las tácticas del sindicalismo revolucionario o antiparlamentario (si bien el anarcosindicalismo sólo era apoyado por una minoría dentro de la CGT, las tácticas del sindicalismo revolucionario de la CGT ayudaban a los anarcosindicalistas a mostrarla al mundo como un ejemplo de su modelo de organización) dando un duro golpe a la popularidad del movimiento anarquista en general y al anarcosindicalismo en particular dentro del movimiento obrero que impactó no solo en Francia sino en otros países donde se veía a la CGT de Francia como referencia del sindicalismo, provocando el rechazo al anarquismo por parte de miles de sindicalistas. 

### Movimientos anarquistas por país
Véase también Artículos sobre anarquismo por país
Entre el cambio del siglo XIX al siglo XX se produjo la mayor expansión internacional del movimiento e ideas anarquistas. El patrón de esta internacionalización en sus primeros años suele ser una combinación proudhonismo-bakuninismo, y en su fase más expansiva es notable su relación con el anarcosindicalismo aunque también solapado con el movimiento e ideas del sindicalismo revolucionario no necesariamente anarquista, un sincretismo que en ocasiones también altera la comprensión historiográfica del fenómeno social. El mapa de expansión del anarquismo histórico tiene como núcleo de su irradiación a Francia, Romandía (Suiza francófona) e Italia, y desde allí influye en diferente grado los ambientes políticos de otros países.

#### Francia
Puede considerarse a Émile Pouget un antecedente del anarcosindicalismo francés desde la década de 1880, así como lo fue también en la siguiente década el periodista Fernand Pelloutier, líder de la Federación de Bolsas de Trabajo, una federación de grupos sindicales que se fusionaron en 1902 con la Confederación General del Trabajo (CGT), fundada en 1895 y que en aquel momento acogía toda la vida revolucionaria de los sindicatos.

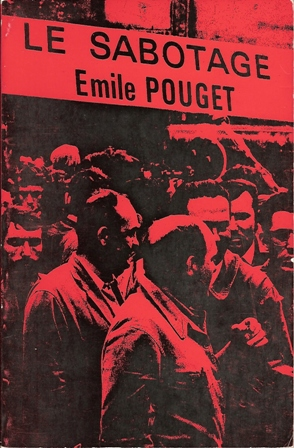
Cubierta de una reedición de Le Sabotage, obra del revolucionario y sindicalista francés Émile Pouget.

Pelloutier rechazaba el anarquismo individualista y el terrorismo,
y en L'Organisation corporative et l'Anarchie (1896), planteó la asociación voluntaria y libre de productores como la primera y transitoria forma de la futura sociedad anarquista. También Paul Delesalle apoyó esta teoría, y Pouget, secretario adjunto de la CGT de 1901 a 1908, planteaba el mismo concepto «embrionario» del anarcosindicalismo;
en el Congreso de Amiens en 1906 fue presentada la resolución conocida como la Charte d'Amiens, que planteaba el papel embrionario de los sindicatos como base de la reconstrucción social, en tanto grupo de producción y distribución. En la línea del anarquismo sin adjetivos, planteaban también que la acción económica directa contra la patronal era lo único importante, y que las distintas tendencias políticas y filosóficas de los trabajadores podían desarrollarse al margen del sindicato. De ese modo, pretendían impedir la injerencia ideológica del socialismo en los sindicatos, sin que hubiera por ello impedimento a que, como trabajadores, pudieran entrar en los mismos.
Para los anarcocomunistas Kropotkin y Malatesta, que habían elogiado y promovido la «propaganda por el hecho» como estrategia revolucionaria, el fracaso y la represión subsiguiente a los atentados e insurrecciones anarquistas les habían llevado a concluir que una revolución comunista breve era impracticable: «Una estructura basada en siglos de historia no puede ser destruida con unos cuantos kilos de explosivos», publicó Kropotkin en La Révolte.
Por ello, apoyaron el sindicalismo como estrategia revolucionaria que aglutinase a la clase obrera para acabar con el Estado, previa al establecimiento de la anarquía y el comunismo, que entendían como inevitable.
El anarcosindicalismo terminó convirtiéndose en la forma de organización sindical compartida por todas o casi todas las corrientes anarquistas, con sindicatos que llegaron a alcanzar gran fuerza y un importante número de afiliados.

#### España

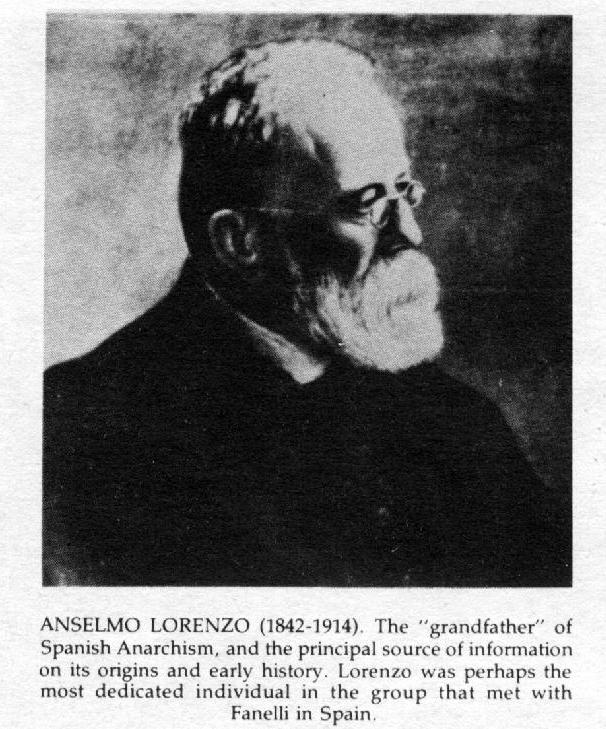
Anselmo Lorenzo, "abuelo" del anarquismo español quien conoció a Giuseppe Fanelli en España.

Entre finales del siglo XIX y principios del XX se sucedieron las revueltas y proliferó la realización de atentados con bomba: el 24 de septiembre de 1893 un anarquista atentó en Barcelona contra el general Martínez Campos, que resultó herido, a la vez que moría un guardia civil. El autor del atentado, Paulino Pallás, fue fusilado, hecho que comportó la represalia de otro anarquista, Santiago Salvador Franch, que el 7 de noviembre de 1893 lanzó una bomba en el interior del Teatro del Liceo, causando 20 muertos. Igualmente en la ciudad condal, el 7 de junio de 1896, el anarquista Tomás Ascheri hizo explotar una bomba en la procesión de Corpus, con un resultado de seis muertos. Otra serie de atentados en los siguientes años condujeron de nuevo a una dura represión gubernamental, ejecuciones, encarcelamientos y destierros masivos a Inglaterra, que debilitaron el movimiento anarquista en España unos años, hasta la fundación en 1900 de la Federación de Trabajadores de la Región Española. La Federación se extinguió como organismo en 1905 o 1906, pero las distintas secciones o sindicatos, que persistieron pese a la falta de organización, comenzaron a federarse de nuevo en Cataluña alrededor de Solidaridad Obrera.

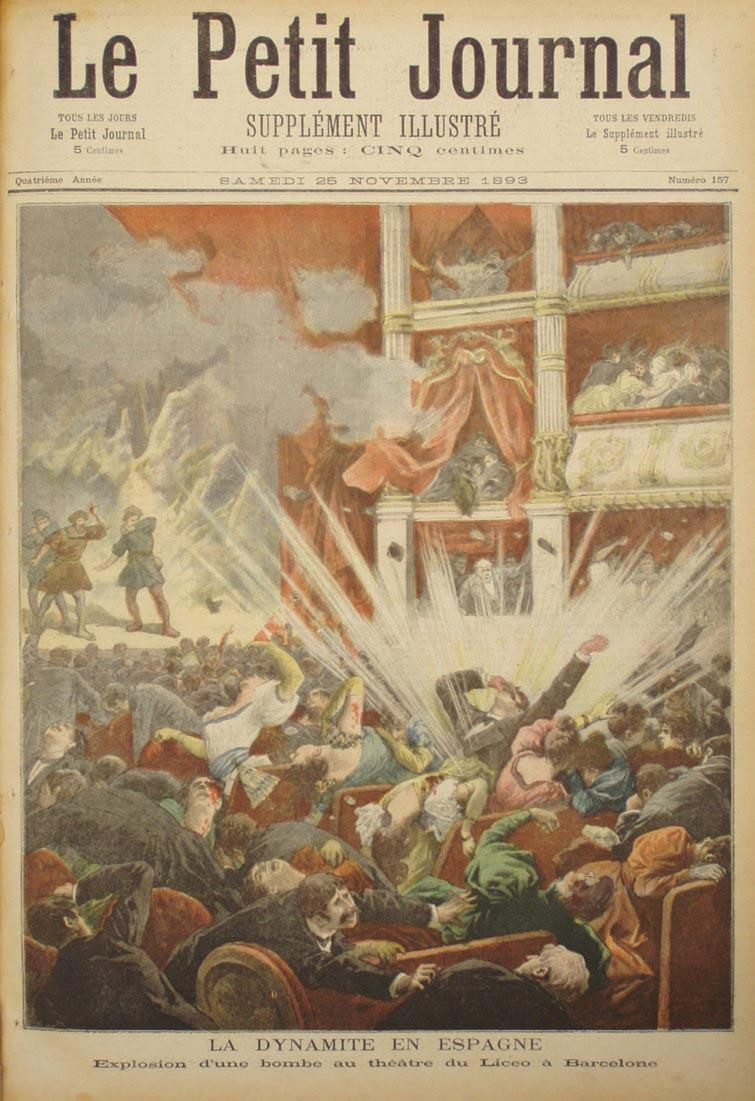
Explosión de la bomba en el Gran Teatro del Liceo de Barcelona por el anarquista Santiago Salvador Franch, en la portada del periódico Le Petit Journal (1893).

En 1905 y 1906 se produjeron sendos atentados contra el rey, el segundo perpetrado por Mateo Morral el día de la boda de Alfonso XIII y Victoria Eugenia en la calle Mayor en Madrid, a resultas del cual fallecieron treinta personas.
Los atentados fueron el resultado de una amplia conspiración y ejecutados por anarquistas, pero los republicanos al parecer estaban informados de antemano, como también pareció estarlo el pedagogo Francisco Ferrer Guardia, de cuyo centro educativo era bibliotecario Morral, con vistas a una posible intentona revolucionaria si los regicidios hubieran tenido éxito.

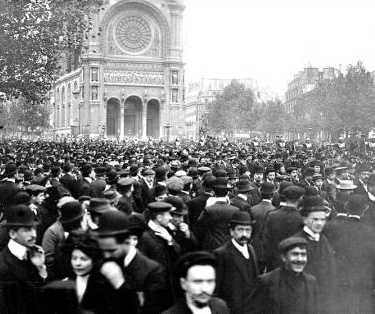
Protesta en París por la ejecución de Francisco Ferrer Guardia (17 de octubre de 1909)

En 1909, la movilización de los reservistas para la guerra de Melilla provocó tumultos populares, que se agravaban con las noticias sobre las numerosas bajas en el conflicto. En Barcelona, Solidaridad Obrera convocó un paro de 24 horas el lunes 26 de julio, una semana antes de la fecha acordada en Madrid, que degeneró en una insurrección general que es conocida como la Semana Trágica de 1909. Durante la represión subsiguiente, acusado de haber sido el instigador de la revuelta, Francisco Ferrer Guardia (que no tuvo relación con los hechos) fue fusilado en la prisión del Montjuïc. Esta ejecución forma parte del imaginario colectivo de los anarquistas, y para múltiples grupos anarquistas de acción por todo el mundo fue un acicate, generando una efervescencia de complots dedicados a vengar su muerte. La muerte de Ferrer tuvo un fuerte impacto y dio lugar desde su detención a una gran campaña de protesta internacional.
En otoño de 1910 se constituyó la Confederación Nacional del Trabajo (C.N.T.) Su vida pública fue corta debido a los arrestos que se hicieron días después, pero los sindicatos y secciones comenzaron de nuevo el proceso de reconstitución, primero en Cataluña en 1913-1914, y ya nacionalmente en 1915 en Ferrol. Para 1931, tras una difícil trayectoria llena de luchas y de mártires, de huelgas generales y persecuciones, clandestinidad y vida pública, la cifra de miembros de la CNT rondaba el millón de afiliados.

#### Anarquismo en Latinoamérica
Desde la década de 1860 el anarquismo empezó a introducirse en Latinoamérica, debido a las fuertes emigraciones, especialmente desde España y con un papel particular de los emigrantes italianos en Argentina, concretándose los primeros grupos de acción. En México se difundieron las ideas de Proudhon y Bakunin, provocando la aparición de organizaciones obreras, campesinas y estudiantiles libertarias, y en la década siguiente la presencia en Argentina y Uruguay de núcleos anarquistas se hizo manifiesta. No debe considerarse tampoco una mera importación ideológica; su rápida asunción por las masas autóctonas e indígenas, que habían pasado de las antiguas monarquías a las oligarquías republicanas, fue debida en parte a la coincidencia del colectivismo autogestionado con los antiguos modos de organización de los indígenas de México y Perú, «calpulli» y «ayllu», anteriores incluso a los imperios de los aztecas y de los incas.

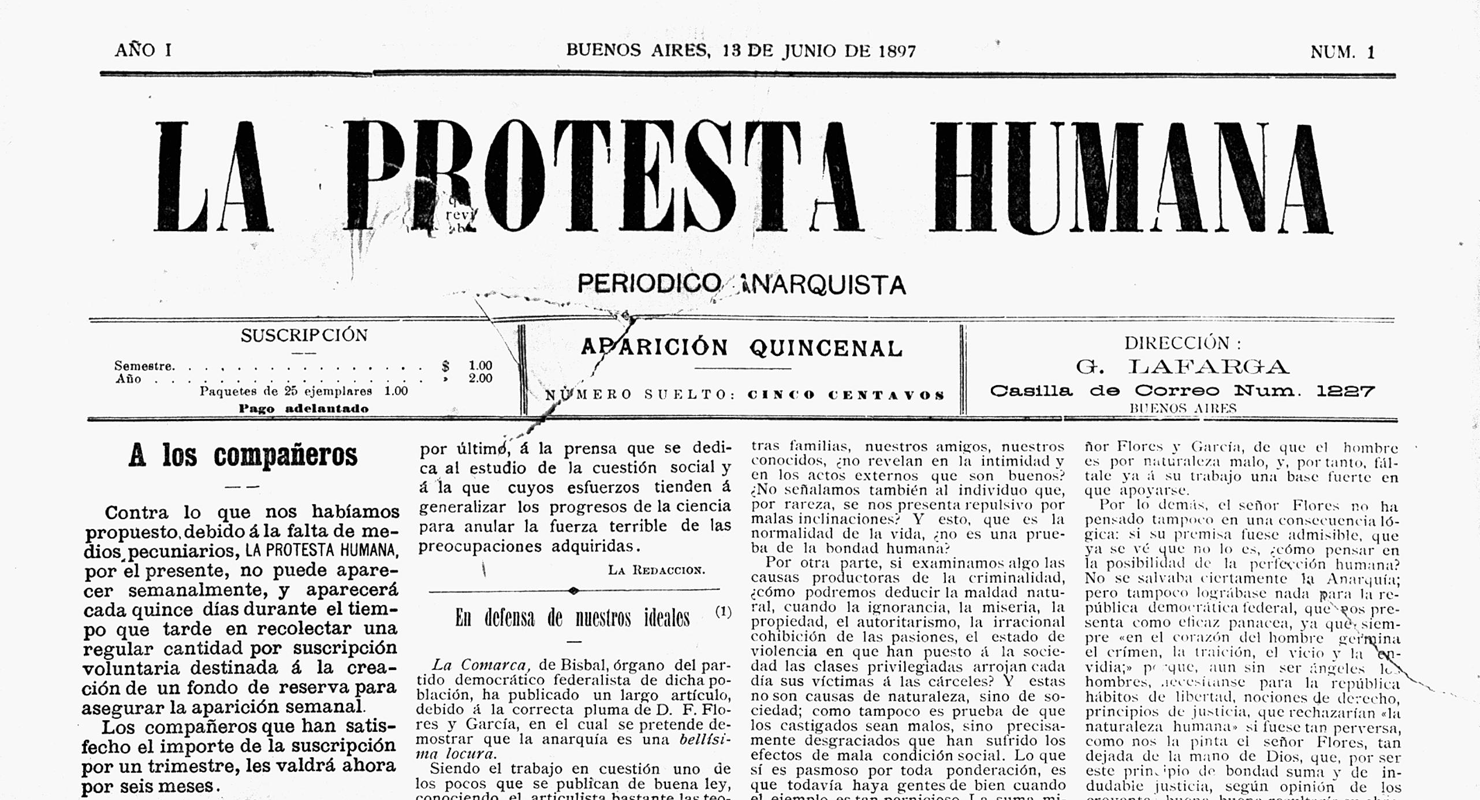
La Protesta, considerado el vocero no oficial de la FORA, era el periódico anarquista más significativo de la época en Argentina.

México, Argentina, Uruguay y Cuba se encontraban representandos en el último congreso de la Internacional de Saint-Imier en 1877, y una Liga Bakuninista se fundó en Ciudad de México en 1878.
La ideología organizativa del sindicalismo revolucionario (influencia francesa originada de la CGT primitiva) a menudo sincretizada con consignas del anarcosindicalismo fue la predominante en el movimiento obrero regional, que se organizó bajo su influencia como fuerza social naciente, tanto en los países mencionados como en Perú, Bolivia y Chile, e incluso en otros donde no se logró un arraigo sindical tan fuerte, como Ecuador, Panamá o Guatemala.
Las mayores aportaciones de Latinoamérica al anarquismo se produjeron a nivel organizativo, destacando el caso de la FORA, Federación Obrera Regional Argentina, fundada en 1901, que fue la mayor fuerza sindical latinoamericana durante las tres primeras décadas del siglo XX, con una organización diferente tanto de la CNT y el resto de centrales anarcosindicalista europeas como de la IWW norteamericana, sin concesión a la burocracia sindical y con una forma de organización más parecida a las sociedades de artesanos preindustriales en talleres que propiamente a sindicatos de gran escala. También el Partido Liberal Mexicano, que bajo la influencia de Ricardo Flores Magón adoptó una ideología anarquista, criticado por la ortodoxia anarquista europea por conservar sin embargo el nombre y presentarse como partido político.

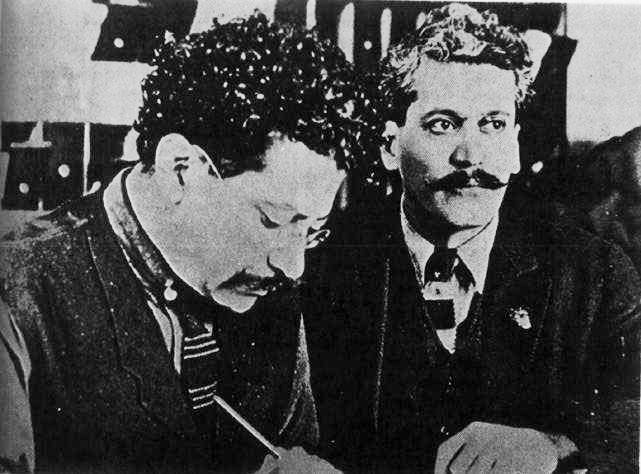
Los hermanos Ricardo (izquierda) y Enrique Flores Magón (derecha), periodistas y anarquistas mexicanos

Dentro del periodo de la Revolución mexicana el magonismo lideró la constitución de las comunas revolucionarias de Baja California en 1911 que serían derrotadas posteriormente. También el importante líder revolucionario Emiliano Zapata se acercaría a algunas ideas anarquistas de Magón, abrazando su agrarismo revolucionario (el cual abogaba por una reestructuración de la propiedad agrícola, reforma agraria, pero se oponía a cualquier colectivización de tierras), en tanto el marxismo todavía no tenía una presencia importante en México. Zapata fue un revolucionario casi instintivo, que enarboló el lema «Tierra y Libertad» que ya había usado el magonismo (aunque no compartían el mismo significado) y que llegó a conocer a través del secretario del ejército zapatista, Antonio Díaz Soto y Gama.

### Primeras revoluciones

#### Ilinden. La revolución en Macedonia y Tracia
A finales del siglo XIX el Imperio otomano en decadencia endurecía sus políticas, y en Macedonia, una de sus regiones, el declive económico era evidente, con un estancamiento de la manufactura a pequeña escala y la agricultura, base de la economía, que sufría por el sistema de latifundios en manos de una minoría musulmana que oprimía el resto de etnias (cristianos, judíos, griegos, valacos, turcos, albanos, romaníes). En respuesta a esta situación, surgió en 1893 la Organización Interna Revolucionaria de Macedonia, OIRM, operativa principalmente en Macedonia y Tracia, que perseguía la independencia de los otomanos y su posible integración en la vecina Bulgaria. Las vecinas Serbia y Grecia se oponían a la posible integración en Bulgaria, y propugnaban una partición de Macedonia.

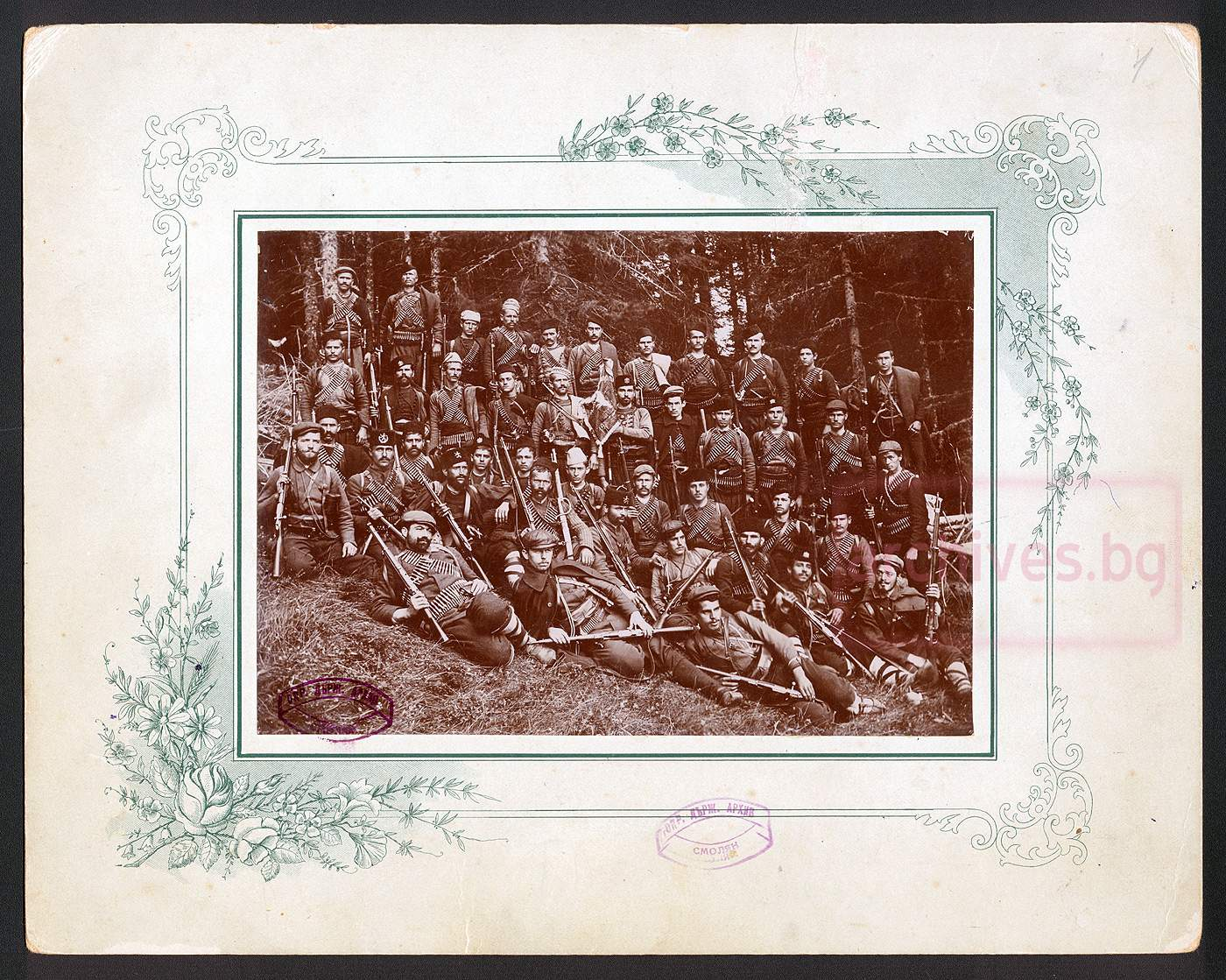
Delegados del OIRM en el congreso de Petrova Niva

El OIRM se desarrolló en la siguiente década, mientras el uso de la fuerza y de la violencia por parte de bandas armadas musulmanas aterrorizaba a la multiétnica población macedonia, convirtiéndose en parte de la cotidianeidad hacia 1900. Centrado en la liberación nacional, comprendió diferentes orientaciones ideológicas, desde conservadores y clericales a socialistas y anarquistas. En enero de 1902, tras apresar a uno de sus líderes, las autoridades otomanas iniciaron una persecución de los miembros del grupo y sus principales líderes, lo que hizo que se abandonara la idea de una preparación calmada, paciente y sistemática a favor de un levantamiento inmediato, que fue anunciada en el congreso celebrado en Salónica a finales de ese mismo año para la primavera de 1903. Desde finales de abril de 1903, una serie de atentados con bombas organizados por sectores revolucionarios anarquistas del grupo dieron la señal de alarma, y el 2 de agosto de 1903, el día de San Elías o Ilinden, se produjo el estallido en Bitola, que se mantuvo como el punto focal del levantamiento. El 3 de agosto se instaló un gobierno provisional en Kruševo, proclamando la «República de Kruševo», y la revolución se extendió por toda Macedonia.
Cabe destacar también la paralela insurrección en Tracia, donde durante el levantamiento se fundó la República de Strandzha, y en cuya preparación y bajo la influencia de las ideas libertarias, el pueblo había formado espontáneamente comunas libertarias, compartiendo tierra y ganado en propiedad comunal.
La extensión e intensidad de la revuelta de Ilinden sorprendió a los poderes europeos, partidarios de preservar el statu quo; a los vecinos estados balcánicos y las autoridades otomanas, que aunque en franco declive, todavía tenían un poder militar substancial. Pese a la aplastante superioridad numérica de las fuerzas militares otomanas, la vigorosa y tenaz resistencia de los insurgentes prolongó el conflicto durante el mes de septiembre y buena parte de octubre, hasta la supresión final de todo rastro de la revolución. Las consecuencias inmediatas fueron desastrosas para la población, pero el levantamiento de Ilinden representó un hito en la historia de los macedonios, modificando la visión internacional de la cuestión y definiendo la identidad nacional de Macedonia.

#### Revolución rusa de 1905

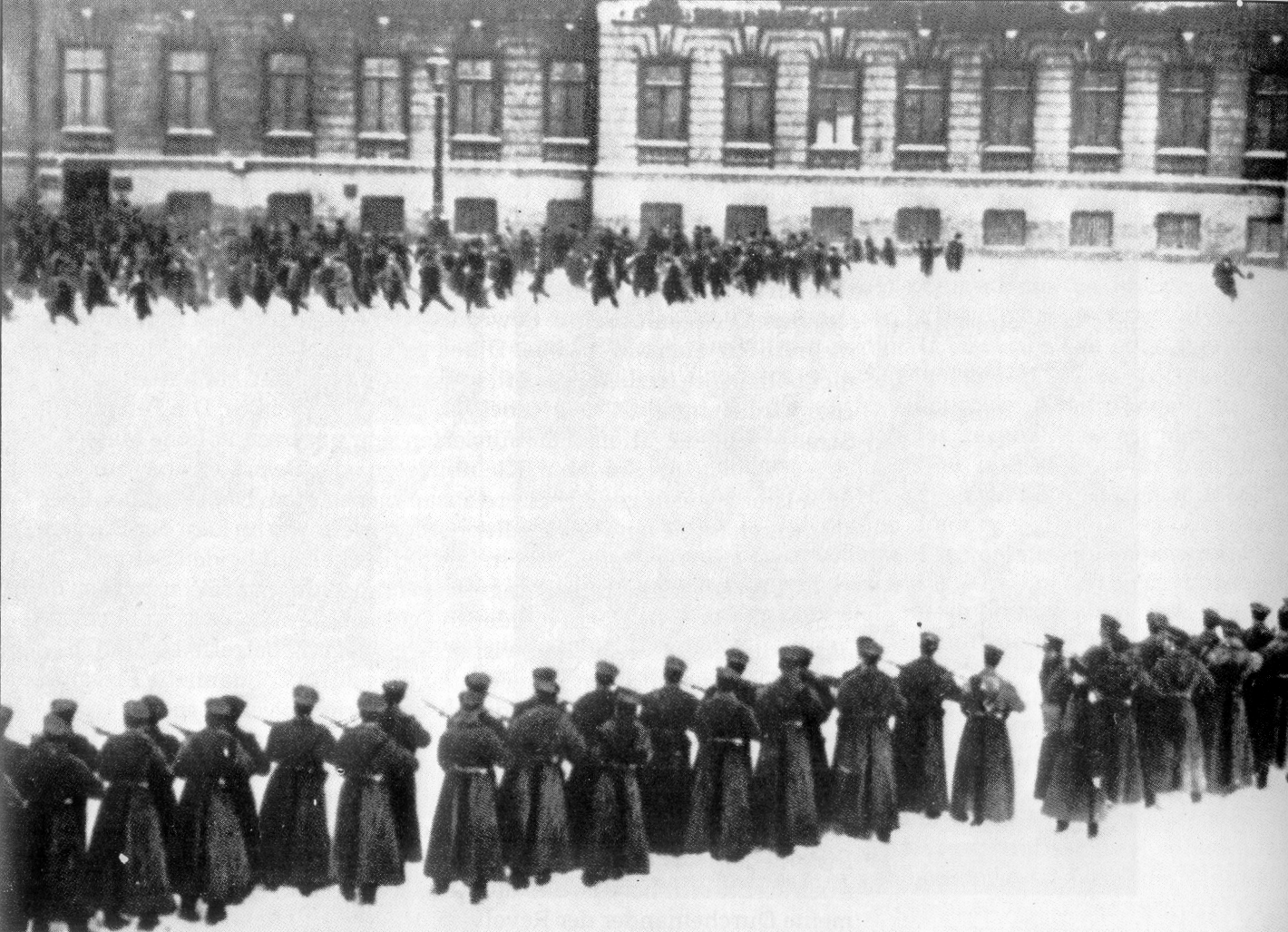
Los manifestantes disparados por la guardia frente al Palacio de Invierno en el Domingo sangriento (reproducción).

A principios del siglo XX Rusia era una de las grandes potencias europeas, aunque estaba saliendo recientemente del feudalismo, y su nivel de industrialización era muy retrasado en comparación a Gran Bretaña, Alemania y Francia. Bajo la intensa presión proveniente de las bases sociales que buscaban un cambio político y económico, desde el otoño de 1904 el gobierno autocrático imperial osciló entre la represión y la indulgencia, pero ninguna de estas posturas tuvo éxito en acabar con el desasosiego generalizado entre varios grupos sociales: la burguesía liberal, los trabajadores industriales, el campesinado y las minorías nacionales.
El 22 de enero de 1905, liderados por el sacerdote ortodoxo ruso Georgi Gapón, un líder popular de la clase obrera, una pacífica manifestación masiva frente al Palacio de Invierno de San Petersburgo fue considerada como una sublevación y atacada por las tropas que guardaban el palacio, en lo que dio en llamarse el Domingo sangriento, generalmente considerado el inicio de la fase activa de la revolución.
Aunque varios de los principales pensadores anarquistas eran rusos, no fue hasta 1903 que el anarquismo apareció en Rusia, con muy pocos seguidores. Con el inicio de la Revolución de 1905 comenzó a extenderse, y miembros del Partido Obrero Socialdemócrata de Rusia y del Partido Social-Revolucionario se adhirieron a la ideología. Aunque un pequeño grupo de anarquistas siguieron las más benignas ideas de Kropotkin, destacaron especialmente los que siguieron la estrategia de la propaganda por el hecho, convencidos de que los actos de violencia estimularían el alzamiento de las masas contra sus explotadores. Las explosiones del Hotel Bristol en Varsovia y el Café Libman en Odesa son dos de los atentados más espectaculares que se produjeron en los violentos últimos meses de 1905.

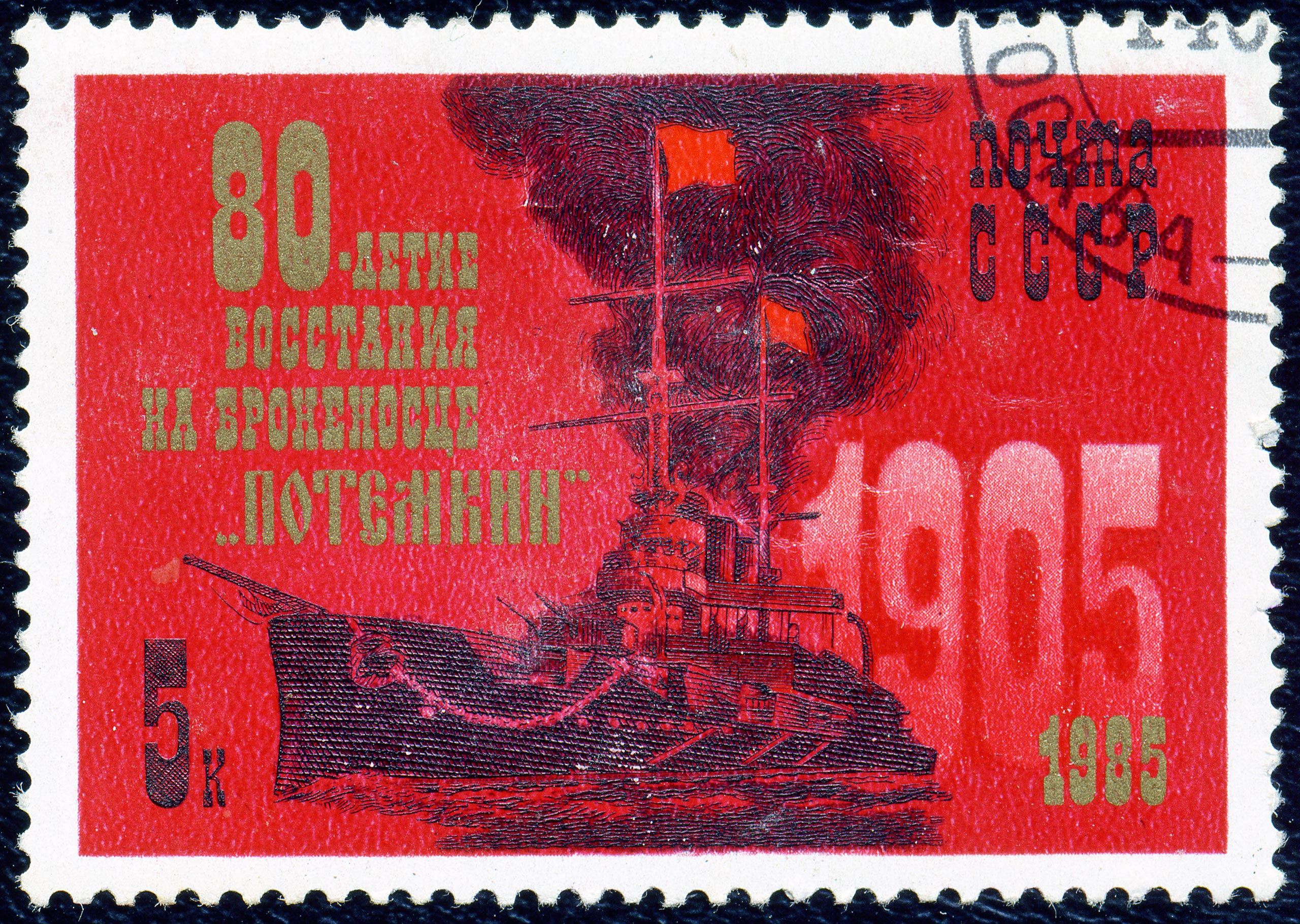
Sello de la Unión Soviética de 1985, conmemorando el 80 aniversario del motín del acorazado Potemkin.

En octubre de 1905, tras una serie de huelgas generales en diversos puntos del imperio ruso promovidas por los trabajadores industriales en respuesta a los sucesos de enero, se fundó el Sóviet de San Petersburgo. La idea de un sóviet como un órgano que coordinase las actividades de los obreros en huelga surgió durante los encuentros de trabajadores con el eserista, y posteriormente anarquista, Volin, entre enero y febrero de 1905.
La revolución se extendió por todo el imperio. El 15 de junio se amotinó el acorazado Potemkin; un decreto imperial creaba el 6 de agosto la Duma Imperial, una asamblea consultiva que el 12 de octubre, tras la aprobación del Manifiesto de Octubre, propuesta del conde Sergéi Witte, se elevó a la categoría de asamblea legislativa, extendiendo el derecho de sufragio a la pequeña burguesía ciudadana y a los obreros; de hecho, quedaron conquistadas las libertades democráticas, y surgió una prensa revolucionaria que tuvo que ser tolerada por las autoridades. Mientras el Sóviet de San Petersburgo perdía empuje, en diciembre de 1905 una huelga general en Moscú se convirtió inmediatamente en una fuerte insurrección que provocó que hubiera de recurrirse a la artillería para dominarla. A principios de 1906 se acababa con los restos de levantamientos en el imperio, con expediciones punitivas que restablecieron el orden. La primera revolución rusa se saldó con cerca de 15.000 muertos, más de 18.000 heridos y 79.000 encarcelados, pero las masas de obreros y campesinos rusos habían perdido el temor hacia el gobierno autocrático, y el núcleo del partido bolchevique se templó para luchas futuras.

### El periodo de entreguerras
El ocaso del movimiento anarquista internacional se consuma con la división interna en torno a las actitudes hacia la Primera Guerra Mundial de 1914 pues los menguantes anarquistas, especialmente los de Francia, Rusia e Italia, entraron en conflicto entre ellos por apoyar unos a los Aliados contra la Potencias Centrales mientras otros adoptaron una postura absoluta contra la guerra (véase Manifiesto de los Dieciséis de 1916). Con la victoria de los bolcheviques en la guerra civil rusa (1917-1923) y la fundación de la Unión de Repúblicas Socialistas Soviéticas (1922) las simpatías de los socialistas antiparlamentarios del mundo se consolidan en el marxismo-leninismo, mientras el fracaso en instaurar el socialismo a través de expropiaciones sindicales durante el Bienno rosso en el norte de Italia (1919-1920) fragmentó el sindicalismo antiparlamentario y sus simpatías se bifurcaron hacia el comunismo en gran parte y hacia el naciente fascismo italiano y sus propuestas de Estado corporativo o sindical, dejando a las agrupaciones anarcocomunistas y anarcosindicalistas residuales sin espacio de acción donde otrora fueron relevantes y con actividades principalmente testimoniales desde la década de 1920.
Dos notables excepciones al proceso extinción del movimiento anarquista internacional iniciado en la década de 1910 fueron las agrupaciones anarquistas en regiones del sur Ucrania y el este de España en el Período de entreguerras, que incluso lograron capacidad militar y control territorial poco antes de desaparecer (véase Ejército Insurreccional de Ucrania y Milicias de la CNT, respectivamente). Pero con la derrota de los anarcocomunistas de la Majnóvschina en Ucrania en 1921 y la derrota de los anarcosindicalistas de España en las Jornadas de Mayo de 1937 (en ambos casos la naciente Unión Soviética ayudó a desmantelar el control territorial de estos anarquistas) desaparecen estas excepciones; y con la creciente popularidad de otros movimientos sociales que competían por una base obrera similar en el mundo, como fueron el comunismo y el fascismo, el movimiento anarquista histórico se extinguió definitivamente. Antes del inicio de la Segunda Guerra Mundial del movimiento anarquista histórico quedaron principalmente grupos residuales con actividades anecdóticas, más cercanos a asociaciones de memoria histórica que a organizaciones de masas o de incidencia política.

#### La Revolución majnovista

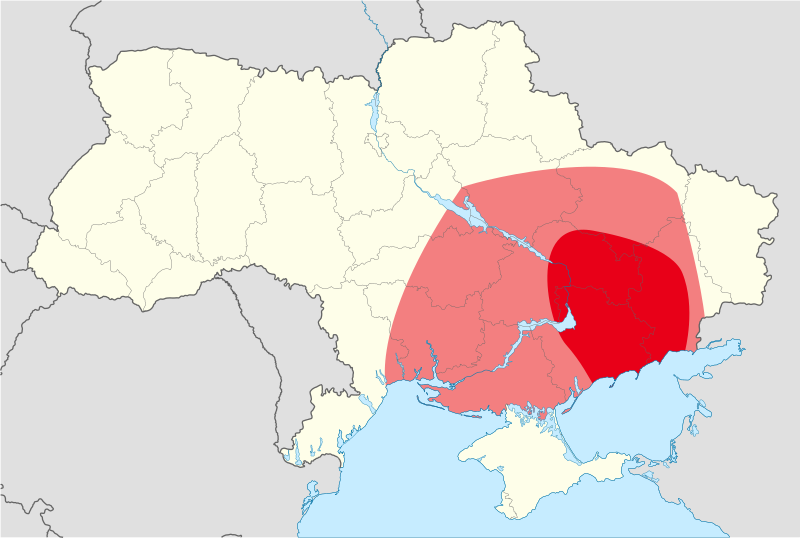
Límites geográficos aproximados del territorio ucraniano denominado Majnovia.

A nivel teórico, en los escritos y vidas de Bakunin, Kropotkin y León Tolstói, Rusia contribuyó probablemente más que cualquier otro país al desarrollo del anarquismo como movimiento internacional. No obstante, en la misma Rusia el movimiento anarquista tardó en aparecer, y se mantuvo en un segundo plano frente a los mencheviques y bolcheviques del Partido Social Demócrata en las ciudades, el Partido Social Revolucionario en las zonas rurales y el Bundismo en Polonia. Solo al final de su trayectoria, durante la guerra civil rusa que siguió a la Revolución de Octubre, entre 1918 y 1921, el anarquismo ruso tuvo una breve y repentina gloria, cuando los campesinos de Ucrania se unieron por decenas de miles a las banderas del Ejército Negro, la guerrilla anarquista liderada por Néstor Majnó.

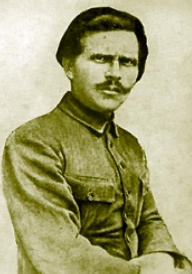
Néstor Majnó (1889-1934), líder de la Revolución majnovista, impulsor del plataformismo.

Además de las obvias diferencias de doctrina, bolcheviques y anarquistas estaban enfrentados por sus opiniones sobre el problema campesino. Mientras los bolcheviques propugnaban la nacionalización, los campesinos que apoyaron a Majnó querían que tanto la tierra como los medios de producción permanecieran en su poder; partidarios de los bolcheviques en tanto les dieron tierras, estaban contra ellos en tanto trataban de quitárselas. La incapacidad de Majnó de comprender los problemas de los obreros urbanos y la falta de una estructura organizativa que sostuviera una estructura estatal o nacional fueron los factores que beneficiaron el socialismo centralista de los comunistas. Mientras los bolcheviques necesitaron el apoyo anarquista en su lucha en el sur del antiguo imperio ruso, cooperaron con Majnó, pero cuando la derrota del Ejército Blanco se hizo evidente, procedieron a la eliminación total de la Majnóvschina, en una sangrienta limpieza llevada a cabo tanto por la Cheka como por el Ejército Rojo de Lenin. No obstante, la organización social y económica anarcocomunista, basada en comunas o municipalidades autónomas, fueron dominantes entre el campesinado hasta el periodo de colectivización forzosa estalinista.

#### Plataformismo y sintetismo
Tras la victoria bolchevique en la guerra civil rusa, los anarquistas fueron bien encarcelados, soterrados o se unieron a los vencedores. Algunas figuras, como Emma Goldman y Alexander Berkman escribieron contra el creciente autoritarismo bolchevique, viendo como las predicciones de Bakunin sobre las consecuencias de un gobierno marxista se cumplían. La victoria bolchevique dañó seriamente los movimientos anarquistas a nivel internacional, cuando los trabajadores y activistas interpretaron su éxito como el ejemplo a seguir; en Francia y los Estados Unidos algunos miembros de los sindicatos mayoritarios (CGT, IWW) abandonaron las organizaciones para unirse a la Internacional Comunista. En París, un grupo de anarquistas rusos exiliados, el Dielo Trudá (Causa Obrera), entre los que se encontraba Majnó, llegaron a la conclusión de que los anarquistas necesitaban desarrollar nuevas formas de organización, en respuesta a las estructuras bolcheviques.
Entendían que el anarquismo estaba representado por una serie de organizaciones locales que advocaban teorías y prácticas contradictorias, sin perspectivas de futuro ni constancia en el trabajo militante, que desaparecían sin dejar huella tras de sí, en lo que describían como «desorganización crónica». En el manifiesto Plataforma Organizativa para una Unión General de Anarquistas de 1926, los exiliados del Dielo Trudá propusieron la "plataforma", una organización que emula la dirección de un partido político pero no es parlamentarista y es específicamente anarcocomunista, basada en principios como unidad ideológica y táctica; acción colectiva; disciplina y federalismo.
El plataformismo fue apoyado por algunos anarcocomunistas, aunque con la oposición de bastantes otros. La tradición del plataformismo o "anarcocomunismo organizado" continúa hasta hoy en pequeñas agrupaciones en distintos países que se basan en estos principios.
La idea de organizarse fue bien recibida, aunque generó cierta crítica por parte de la mayoría de pensadores y grupos anarquistas. En 1927 Errico Malatesta, partidario del anarquismo sin adjetivos, planteó que era erróneo e impracticable desear unir a todos los anarquistas en «una agrupación revolucionaria activa y única», debido a las diferencias entre distintas corrientes. Señaló que una tal unión sería autoritaria, «un gobierno y una iglesia», y que sus efectos educativos serían antianarquistas. Para Malatesta, una organización anarquista debería fundarse sobre la plena autonomía, independencia y responsabilidad de los individuos y del grupo.
La respuesta de Volin y Sébastien Faure fue la síntesis anarquista. Plantearon la existencia de tres ramas principales en el anarquismo, el comunista, el anarcosindicalista y el individualista, y veían que el enfrentamiento interno entre ellas había conducido al debilitamiento del anarquismo. En la línea convivencial del anarquismo sin adjetivos, señalaban que la fusión teórica y filosófica de las enseñanzas de estas tres ramas permitiría abordar la estructura y formato de una organización que representara las tres tendencias.

#### Otras revoluciones y hechos anarquistas
En Corea los anarquistas de la Federación Anarquista Coreana inmigrantes en la región de Shinmin (en Manchuria, China) organizaron la Provincia Libre de Shinmin, a fines de 1929. Se declararon autónomos política y económicamente, asociándose en una estructura descentralizada y federativa bajo la administración de la Asociación del Pueblo Coreano en Manchuria (APCM); abarcó una población de cerca de dos millones de personas. También se organizó un ejército guerrillero popular liderado por el anarquista Kim Jwa-jin, que se enfrentó a las fuerzas japonesas de ocupación y a los estalinistas chinos.
En Italia, la revolución soviética tuvo una profunda repercusión, especialmente entre los metalúrgicos del norte. En 1919, la Federación Italiana de Obreros Metalúrgicos (FIOM) firmó un acuerdo por el que se establecía que en las empresas se designaran “comisiones internas” electivas, que posteriormente, tras una serie de huelgas que ocuparon las empresas, se intentó transformar en consejos de fábrica que dirigieron las empresas, desarrollando la autogestión de las mismas, la posesión común de los medios y materiales y el reparto equitativo, un proceso llamado el biennio rosso. Dentro de esta insurrección la anarcosindicalista Unione Sindacale Italiana tuvo un papel importante así como los anarquistas organizados en la Unión Anarquista Italiana.

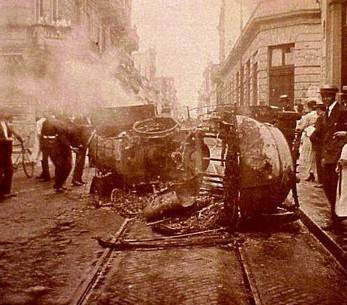
Foto tomada durante la Semana Trágica de Argentina en 1919.

También en Argentina la revolución rusa generó un entusiasmo inicial que pronto fue sustituido por una actitud crítica, al entender el rumbo autoritario del bolchevismo, denunciado por Kropotkin en su correspondencia con Lenin, y en el congreso de 1923 la FORA rechazó «la llamada dictadura del proletariado». En enero de 1919 se produjo en Buenos Aires la Semana Trágica, tras la muerte de varios obreros debido a la violencia de la policía, que protegía a los esquiroles en una huelga en los talleres metalúrgicos Vasena. La FORA declaró una huelga general, seguida unánimemente por la clase trabajadora porteña; la ciudad quedó en manos de los obreros, orientados por los anarquistas. Pero el movimiento acabó por agotarse, unos 55 000 trabajadores fueron detenidos, y la isla de Martín García se llenó de anarquistas. El miedo del gobierno, el ejército y la burguesía se convirtió en sed de venganza, y surgió la primera de las organizaciones fascistas argentinas, la «Liga Patriótica Argentina», que con el apoyo de las fuerzas armadas reprimieron con violencia inusitada no solo a los trabajadores, sino también a mucha gente ajena a la huelga.

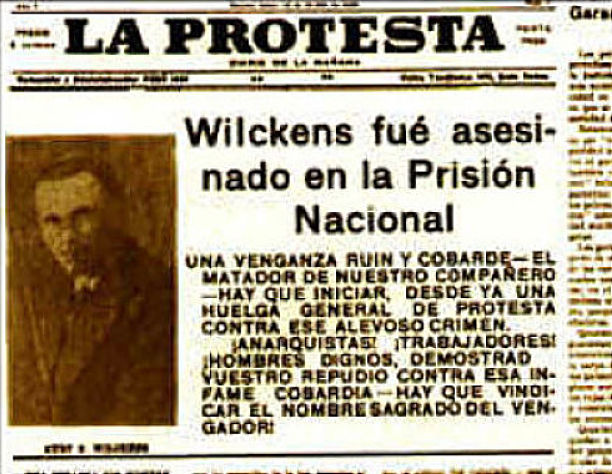
Titular de La Protesta sobre el asesinato del anarquista Kurt Wilckens, en venganza por el asesinato del teniente coronel Varela.

En 1921, en la Patagonia, una gran cantidad de peones y trabajadores rurales en huelga por el logro de mejoras en sus condiciones de trabajo fueron muertos por el ejército. Los promotores de la huelga y de la insurrección que le siguió, la Patagonia rebelde, fueron anarquistas de diversas nacionalidades, entre los que había algunos criollos argentinos. El teniente coronel Héctor Benigno Varela, protagonista de las muertes de los huelguistas, fue asesinado el 23 de enero de 1923 por el anarquista Kurt Wilckens, que fue asesinado a su vez por un miembro de la Liga Patriótica en junio de ese mismo año. A partir del golpe de Estado del general José Félix Uriburu contra el presidente Hipólito Yrigoyen en 1930, una feroz represión se desató sobre las organizaciones que integraban la FORA, asesinando, torturando y encarcelando a sus militantes, clausurando locales y periódicos libertarios. En 1931 fue fusilado Severino Di Giovanni, un hecho que causó sensación en la Argentina, junto a otros militantes en diversos juicios sumarios. Algunos grupos anarquistas, liderados por figuras como Miguel Arcángel Roscigna, Gino Gatti y Juan Antonio Morán, se enfrentaron a las fuerzas policiales pero fueron desarticulados por la dictadura hacia 1935.

#### Revoluciones anarquistas en España
El anarquismo encontró en la tierra y el espíritu español el más congenial de los hogares, y durante cincuenta años, bastante después de que comenzara a declinar su importancia en el resto del mundo, aportó en España una idea que contó con cientos de miles de adherentes entre los trabajadores de Barcelona y Madrid, y sobre todo entre los campesinos de Andalucía, Aragón, Levante y Galicia, con una intensidad moral en muchas partes que alcanzaba la forma espiritual de una nueva religión. Entre los primeros apóstoles del anarquismo en España conviene recordar a Rafael Farga Pellicer, Anselmo Lorenzo, Fermín Salvochea, José Sánchez Román y Salvador Seguí. Con una tradición liberal débil y la sistemática paralización que la iglesia y el ejército habían ejercido durante el siglo XIX sobre una posible constitución liberal, se había generalizado un fuerte escepticismo hacia los procesos políticos convencionales. Cuando el Partido Comunista Español se fundó en 1921 los anarquistas eran cuatro veces más numerosos que los socialistas; las masas de obreros y campesinos habían seguido a Bakunin en su ruptura con Marx. En época de la Primera Guerra Mundial la Confederación Nacional del Trabajo (CNT) tenía un millón de miembros.
Tras los intentos de liberación de Casas Viejas y la Revolución de Asturias de 1934 que fueron suprimidos por el ejército de la Segunda República, el ambiente político en España se encontraba muy polarizado. Cuando el 16 de febrero de 1936 el Frente Popular (una alianza de fuerzas liberales y de izquierda apoyada por los socialistas y anarquistas revolucionarios) ganó las elecciones con un programa de reforma radical, se creó un clima prerrevolucionario que fue respondido con un levantamiento militar cuyo fracaso dio origen a la guerra civil española, y en su marco a la llamada Revolución Española de 1936, una de las más importantes experiencias libertarias de todos los tiempos.
Socialistas y comunistas eran fuertes en Madrid, pero los anarquistas controlaban Barcelona, donde todas las grandes industrias pasaron al control de la CNT, y la expropiación fue considerada norma. Se produjeron varios asesinatos así como la destrucción de iglesias; en algunos lugares el dinero fue reemplazado por cupones, mientras en Andalucía, donde los anarquistas también estaban fuertemente implantados, cada población actuaba bajo su propia responsabilidad. Los anarquistas adoptaron métodos de organización militar y, en septiembre de 1936, entraron en el gobierno catalán para pasar a denominarlo «Consejo de Defensa Revolucionario», indicando así que no se habían unido a un gobierno real. Posteriormente entraron en el gobierno central en Madrid: Joan García Oliver como ministro de Justicia, quien estableció un nuevo código de leyes estatales y defendió la necesidad de una disciplina de hierro en el Ejército Popular de la República; Joan Peiró como ministro de Industria; Juan López Sánchez como ministro de Comercio; y Federica Montseny como ministra de Salud Pública. La CNT reconoció el estado republicano como «un instrumento de liberación».
Lo que los anarquistas españoles intentaban alcanzar en julio de 1936 era una revolución social masiva, que culminara en la formación de una forma de socialismo no autoritario, reconociendo los pueblos, vecindarios y lugares de trabajo como unidades autogobernadas federadas a través de redes económicas y sociales cooperativas, una visión de la economía enteramente nueva en aquel tiempo, basada en un concepto social alternativo. La colectivización agraria buscaba desarrollar un modelo de producción agrícola que proporcionara el final del hambre y la base para una sociedad libre de clases. Buscaron desarrollar vínculos entre las ciudades y las zonas rurales; los sindicatos urbanos proporcionaban ayuda técnica a las colectividades rurales en proyectos acuíferos, trabajo en las cosechas y ayuda médica, y las industrias colectivizadas recibían frutas y vegetales a cambio de maquinaria y productos manufacturados.

Representación de la situación de la Revolución social española en Aragón durante el verano-otoño de 1936.

La participación en el gobierno ha sido señalada como un inicio del decaer del anarquismo; para 1937 alrededor de tres millones de personas vivían en colectividades rurales, pero el enfrentamiento entre los anarquistas, partidarios de la revolución, y los comunistas que apoyaban el regreso del gobierno republicano crecía, y en mayo estalló en Barcelona una revuelta civil con el resultado de más de quinientas personas muertas, en lo que ha sido conocido como las Jornadas de mayo de 1937. La influencia anarquista acabó decayendo, la revolución terminó y aunque la CNT continuó colaborando con el gobierno no volvieron a tomar responsabilidad nominal por sus acciones. Con el retorno de la república en mente, las colectivizaciones fueron anuladas, y las milicias populares, integradas en el Ejército Popular.

### Después de la Segunda Guerra Mundial
El movimiento anarquista histórico falló en la creación de una alternativa a la nación-estado o la economía capitalista que convenciera duraderamente a ningún gran sector de la población mundial; también en la competición con los otros movimientos radicales que eran sus contemporáneos históricos: el éxito del sindicalismo reformista en la Confederación General del Trabajo de Francia (alrededor de 1909) en particular y en Europa Occidental en general fue la primera derrota del anarquismo histórico, perdiendo en poco tiempo la mayor parte de sus simpatías en los ambientes sindicales de varios países, impacto del que el movimiento anarquista nunca se recuperó y puso en desventaja a los anarquistas frente a los sucesos históricos de los siguientes años. El éxito revolucionario del marxismo centralista en Rusia (alrededor de 1917) fue la segunda derrota del anarquismo, ya que alejó de su seno a los jóvenes socialistas antiparlamentarios y a los elementos insurreccionales del movimiento obrero de los que se nutrían sus bases internacionalmente, quienes prefirieron adoptar el marxismo-leninismo. La tercera y definitiva derrota, aunque para ese momento el movimiento anarquista había dejado de ser internacional, provino de España con el fin de la revolución social anarquista frente al comunismo republicano y la subsecuente victoria del fascismo en la guerra civil española. El sindicalismo español, hasta entonces dominado por las ideas anarquistas, se diluyó bajo el peso del reformismo, siendo el acuerdo en España entre la CNT y la UGT en 1938 un exponente de su fin. Al final del Período de entreguerras no quedaba ninguna organización anarquista significativa en ningún país del mundo.
Tras el fin de la Segunda Guerra Mundial el movimiento estaba prácticamente desmantelado, quedando tan solo anarquistas individuales o pequeños grupos esparcidos por el mundo. La reconstrucción económica tras la guerra también influyó en el severo retroceso del anarquismo, que afloró de forma marginal en las luchas antiimperialistas del sur, dominadas en gran parte por influencias prosoviéticas.
A comienzos de la década de 1940 se unieron la Solidaridad Internacional Antifacista de Cuba y la Federación de Grupos Anarquistas de Cuba, creando la organización nacional Asociación Libertaria de Cuba, la cual tenía miles de miembros.
Entre 1944 y 1947 la Federación Anarco-Comunista de Bulgaria volvió a surgir, como parte del movimiento de comités de fábrica y de puestos de trabajo, pero fue reprimida por el nuevo régimen marxista-leninista.
En 1945 la Fédération Anarchiste fue establecida en Francia, así como la también sintetista Federazione Anarchica Italiana en Italia; anarquistas coreanos formaron la Liga de Constructores Sociales Libres en septiembre de 1945 y en 1946 anarquistas japoneses de distinta tendencia se unieron bajo la Federación Anarquista Japonesa.
Un Congreso Internacional Anarquista con delegados europeos fue realizado en mayo de 1948. Entre 1956 se fundó la Federación Anarquista Uruguaya, y en 1955 la Federación Anarco-Comunista de Argentina cambió de nombre a Federación Libertaria Argentina.
El anarquismo continuó siendo una influencia en importantes personalidades de la literatura y la intelectualidad de este periodo, como Albert Camus, Herbert Read, Paul Goodman, Dwight Macdonald, Allen Ginsberg, Julian Beck y el grupo surrealista francés, liderado por André Breton, quien se alineó abiertamente con el anarquismo y colaboró en la Fédération Anarchiste.
El anarcopacifismo tuvo su influencia en el movimiento contra la energía nuclear y contra el militarismo de la Guerra Fría, como puede apreciarse en el activismo y escritos de Alex Comfort, miembro anarquista de la británica Campaign for Nuclear Disarmament, o en el similar activismo del anarquista católico estadounidense Ammon Hennacy.

### Surgimiento del "anarquismo estudiantil y cultural" en los años 1960

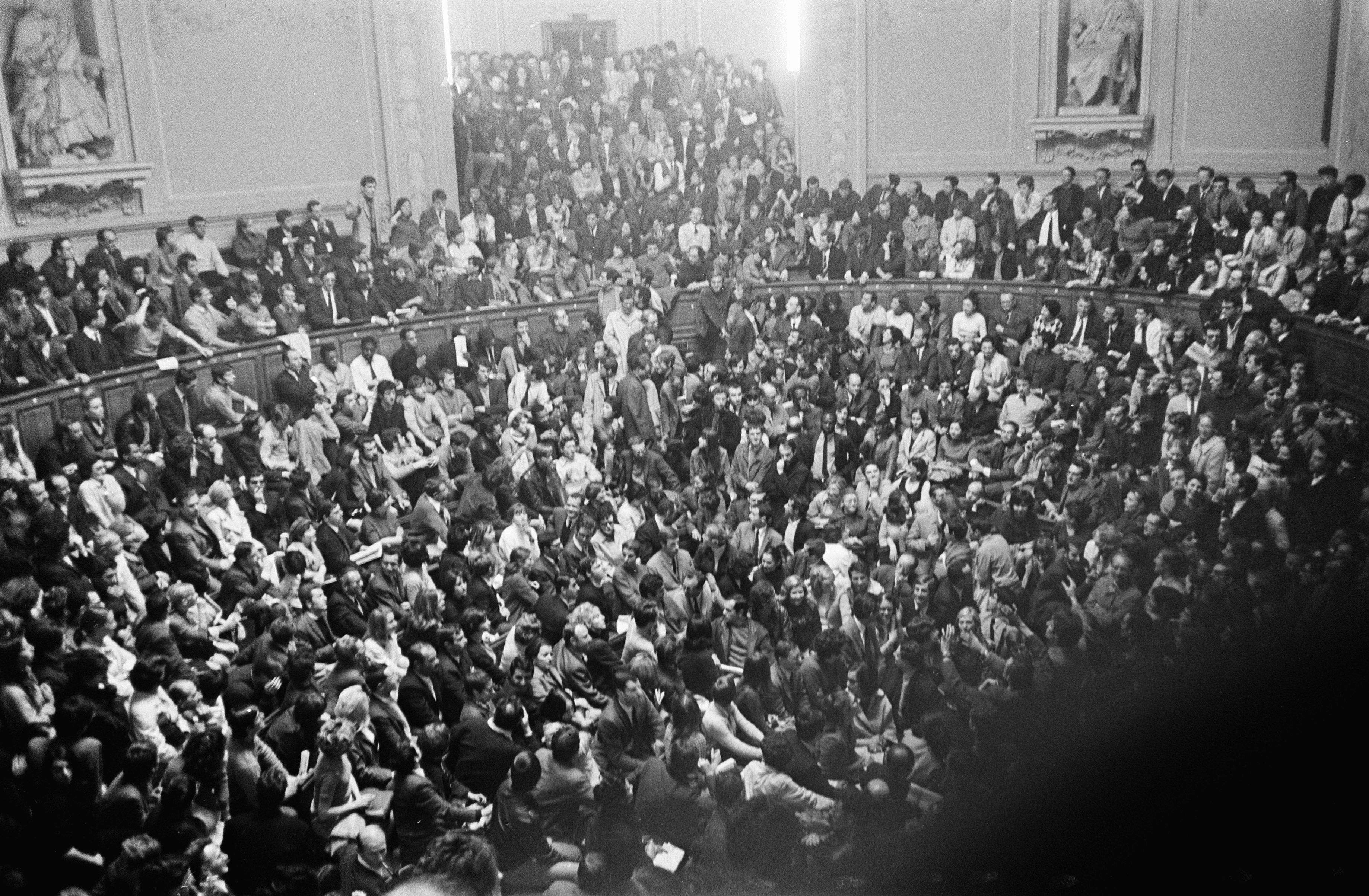
Ocupación de la Sorbona, durante mayo de 1968 en Francia.

Con la extinción del anarquismo histórico o anarquismo socialista obrerista y revolucionario en los años 1930 queda toda una terminología, simbología y una tradición política asociada al término "anarquismo" prácticamente abandonada fuera de unos nichos residuales, en ese contexto el espacio simbólico del anarquismo fue ocupado por el movimiento antiguerra y el movimiento pacifista a finales de la década de 1950 al consolidarse en Europa y Norteamérica un movimiento cultural no organizado de anarquismo explícitamente pacifista, a modo de propuesta ética universal, influido por corrientes europeas de objetores de conciencia, el temor a la guerra nuclear, el diálogo con corrientes religiosas pacifistas o antiguerra y el auge de los mensajes de resistencia no violenta en esos años. Este precedente allanó el camino para que, durante los años 1960, movimientos estudiantiles y culturales —integrados mayoritariamente por universitarios y jóvenes activistas— recuperaran y reelaboraran selectivamente ideas del anarquismo histórico (décadas de 1870 a 1930), aunque sin constituir un retorno directo del anarquismo decimonónico, sino más bien una reinterpretación en clave cultural y ética no violenta, a pesar de que en ocasiones se creyera erróneamente que estaban retomando literalmente el anarquismo histórico.
Estos grupos incorporaron nociones fundamentales —rechazo al autoritarismo, desobediencia civil y gestión colectiva— pero reinterpretadas selectivamente, excluyendo conscientemente los elementos violentos, insurreccionales y autoritarios asociados a la dimensión revolucionaria clásica del anarquismo socialista histórico.
Una innovación semántica clave fue la adopción del término autogestión —tomado del modelo de socialismo yugoslavo de samoupravljanje— en lugar de colectivización tradicional del anarcosindicalismo, pues esta última palabra quedó asociada en la memoria colectiva a las campañas forzosas de dekulakización y colectivización agrícola en la Unión Soviética durante los años 1930. Al emplear “autogestión”, los anarquistas sesentistas, originalmente franceses e italianos, buscaban distanciarse del estigma del “socialismo real” y presentar su propuesta como un control obrero descentralizado y voluntario. Con el uso del término "autogestión" entre los sesentistas también aparece una confusión de los modelos de producción microempresariales del movimiento de cooperativas (y que posee fines políticos muy diversos) como equivalentes a la colectivización masiva de la producción y distribución de la economía de poblaciones enteras tal como era propuesto por el proudhonismo-bakuninismo, el anarcosindicalismo y el anarcocomunismo.
Además, el término “comuna” sufrió un claro desplazamiento semántico: en el anarquismo socialista clásico aludía a la toma de un gobierno municipal —como sucedió en la Comuna de París de 1871, en la que algunos consejos obreros federados gestionaron colectivamente la ciudad temporalmente— mientras que en el "resurgimiento anarquista" de los años 1960 llegó a designar principalmente comunidades rurales o grupos de convivencia intencional y experimentación cultural ejemplificados por "Drop City", la primera “comuna hippie” en Colorado, EEUU. Este cambio contribuyó a reforzar una iconografía anarquista centrada en proyectos culturales de pequeña escala, en contraste con las propuestas de colectivización masiva y federalismo de consejos industriales o municipales, que caracterizaron al anarcosindicalismo y al anarcocomunismo respectivamente.
Este desplazamiento de términos contribuyó a configurar la iconografía del anarquismo a lo largo del resto del siglo XX como una especie de sincretismo que combina el vocabulario sindicalista clásico (huelga general, acción directa, banderas roja y negra, toma de comunas en su sentido municipal) y la estética subcultural (comunas rurales, grafiti, música, proyectos “hazlo tú mismo”). Como resultado la complejidad conceptual e histórica del anarquismo decimonónico y sus propuestas de colectivización y organización a gran escala, incluyendo sus contradicciones internas, quedaron a menudo relegadas o suavizadas ante un público más atraído por la dimensión cultural y pacifista o ideales de colectivización de pequeña escala que por la lucha armada, las expropiaciones masivas o el activismo violento del programa del anarquismo histórico.
En las décadas siguientes, algunas de estas ideas redefinidas en clave sesentista fueron adoptadas o adaptadas por corrientes contemporáneas —ambientalismo, feminismo, antiglobalización, estilos de vida alternativos— y se han considerado genuinas expresiones del anarquismo decimonónico e histórico pero que son más bien el legado cultural del anarquismo sesentista.

### Época contemporánea

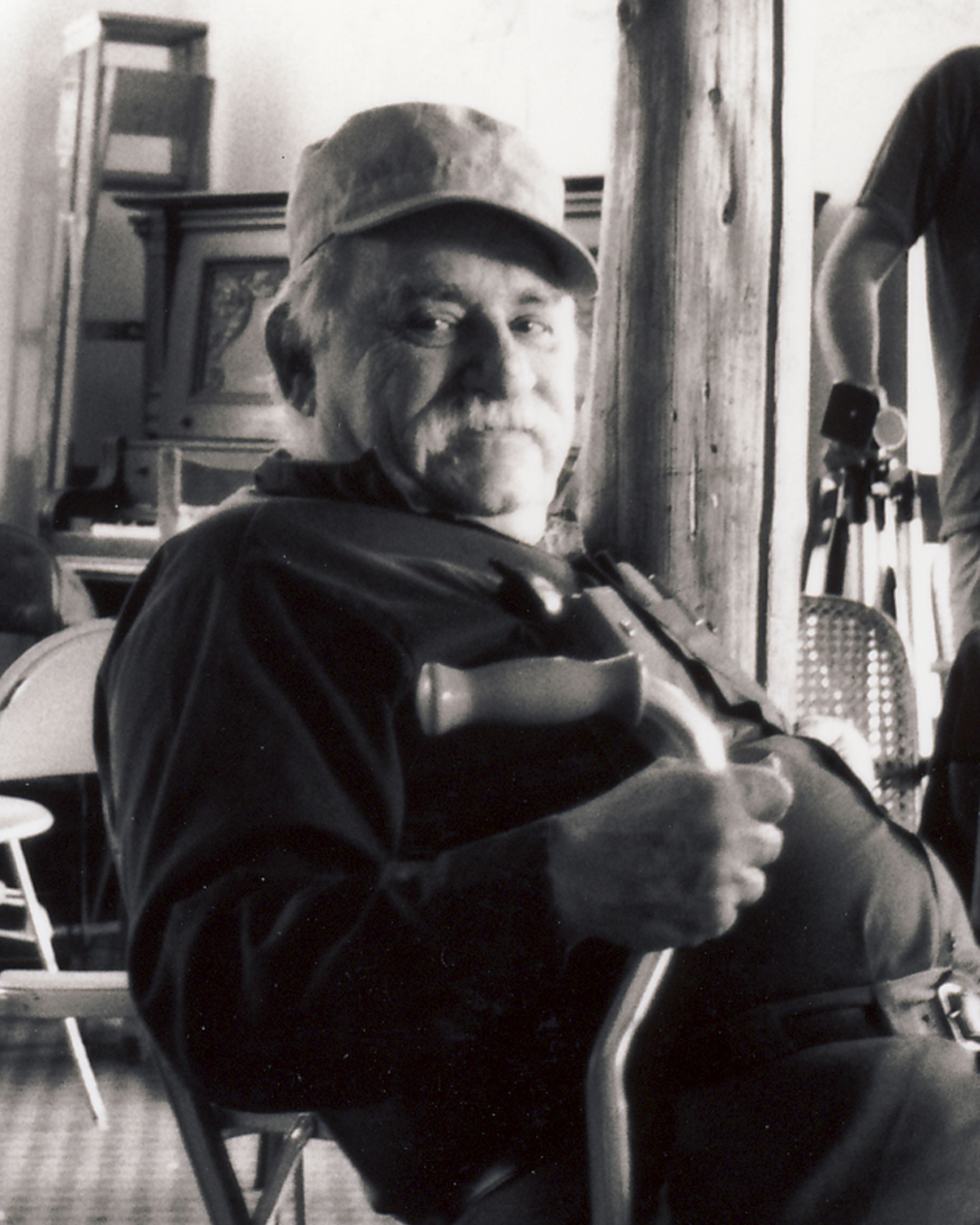
Murray Bookchin, importante teórico anarquista ecologista de este periodo

Destaca la labor de difusión del anarquismo de historiadores como Daniel Guérin, militante en organizaciones anarquistas francesas como ORA, y UTCL (predecesora de la actual Alternative libertaire), el cual participó en las revueltas de mayo del 68. Una cierta cantidad de antologías publicadas durante las décadas de 1960 y 1970 presentaron de nuevo a un público moderno no solo los más conocidos textos anarquistas, sino también otros que llevaban tiempo sin publicarse; destacaron Irving Horowitz con su antología The Anarchists (1964), Patterns of Anarchy, editada por Leonard Krimerman y Lewis Perry (1966), The Essential Works of Anarchism, editada por Marshall Shatz (1971) o The Anarchist Reader, por George Woodcock (1977). Desde entonces, figuras menores pero interesantes del pensamiento anarquista han sido redescubiertas.
El Congreso Anarquista Internacional de Carrara, Italia, celebrado entre el 30 de agosto y el 8 de septiembre de 1968, daría surgimiento a la Internacional de Federaciones Anarquistas, de carácter marcadamente sintetista. El congreso de Carrara tuvo una amplia cobertura por la prensa europea contemporánea a la luz del Mayo francés; participaron conocidas figuras libertarias, como Daniel Cohn-Bendit y Federica Montseny.
El anarquismo tendría influencia en tendencias revolucionarias como el situacionismo, y también en las revueltas de la década de 1970 que llevaban dentro de si prácticas autonomistas. En Inglaterra obtuvo fuerte repercusión durante 1970 y 1972 la Brigada Iracunda, con acciones directas que incluían ataques a bancos, embajadas y políticos conservadores, siendo finalmente detenidos y condenados a prisión sus principales líderes. También hubo anarquistas implicados en las revueltas alrededor del fin de dictaduras como las de Franco en España o La Junta Militar Griega; o resistiendo contra el ascendente neofascismo y nuevas dictaduras como las de Uruguay y Argentina.

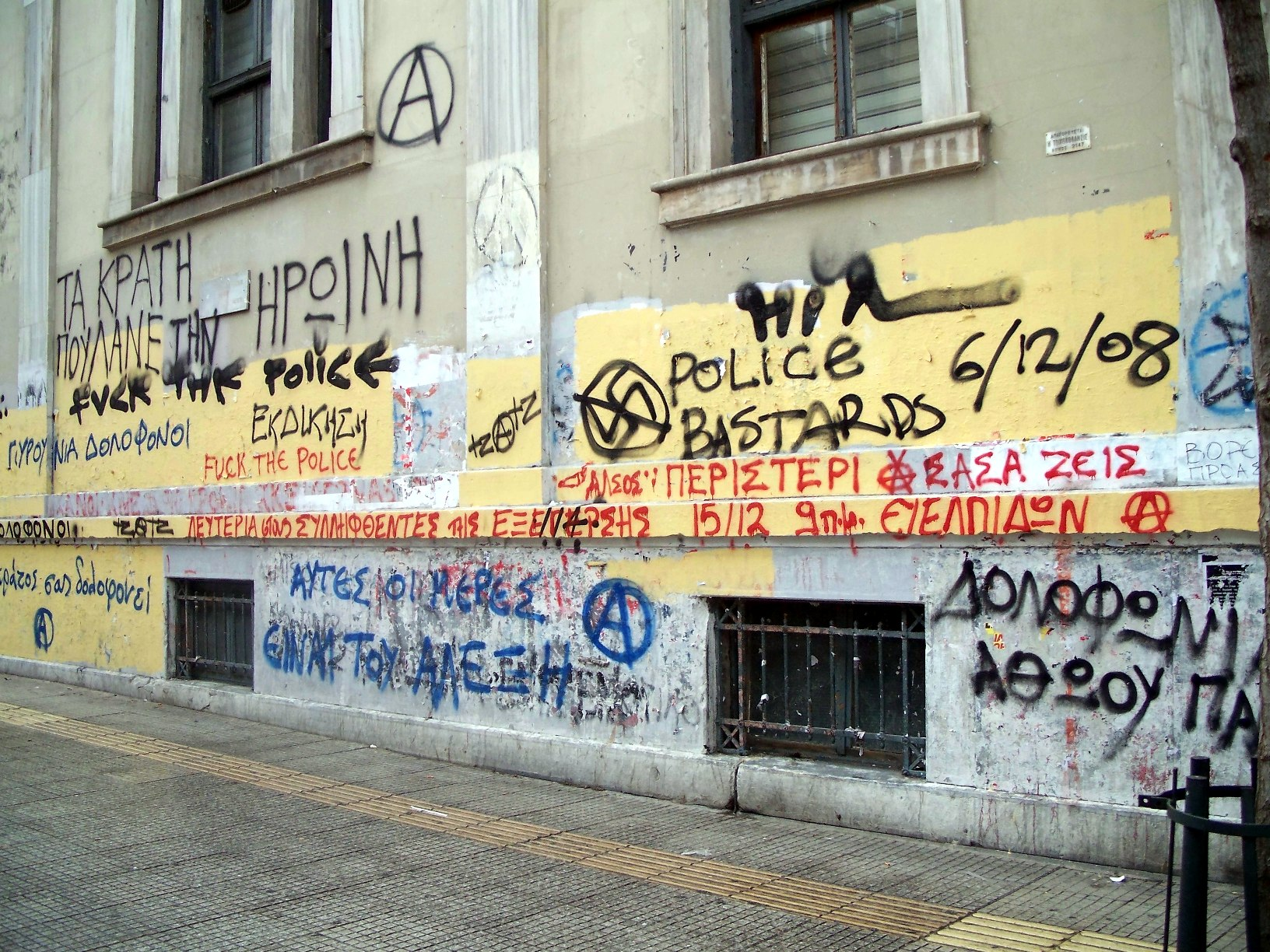
Pintadas contra la policía en las paredes de Atenas durante los disturbios de diciembre de 2008.

Aunque en la lucha de los 60 y 70 las tendencias anarquistas estuvieron presentes en grupos como el movimiento antiguerra, el feminismo, el situacionismo, el Black Power, etc., no se dio nada que pudiera identificarse claramente como un renacimiento del movimiento anarquista; los grupos explícitamente anarquistas se encerraron y adoptaron rígidas posiciones deudoras del anarquismo clásico o histórico, como el plataformismo makhnovista. En su libro Anarquismo: Una historia de las ideas y los movimientos libertarios, Woodcock dice que así como el anarquismo histórico fue fuerte en países que, exceptuando Francia, eran en su momento tecnológica y socialmente atrasados (como España, Italia y Ucrania), el nuevo anarquismo se ha desarrollado más en países tecnológicamente avanzados, donde la juventud se indignaba frente a un Estado que entendían que había asumido una máscara de bienestar que ocultaba su asociación con el capitalismo corporativo multinacional.

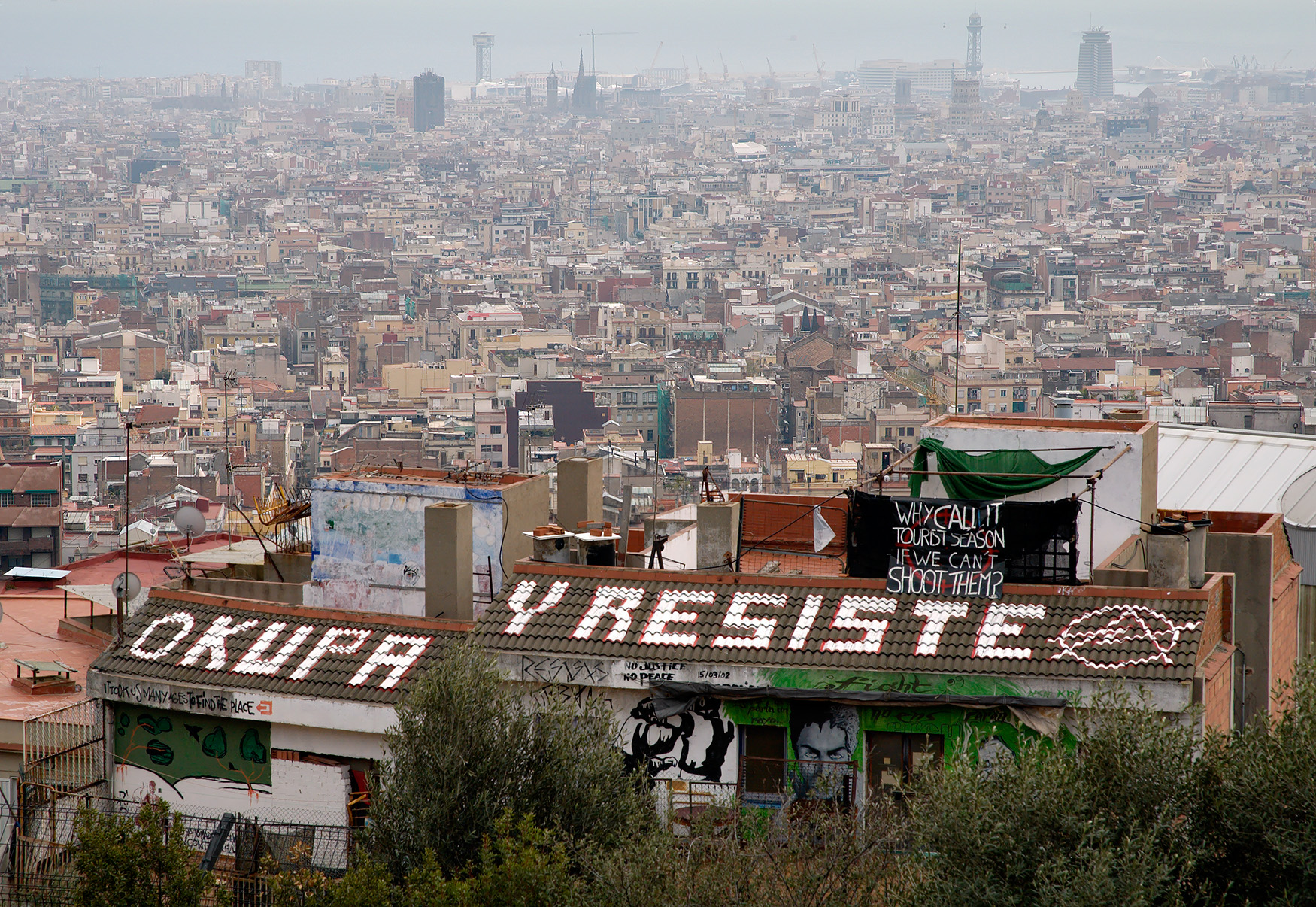
Centro Social Okupado en Barcelona. El anarquismo es una de las ideologías con las que se identifican algunos militantes del movimiento de ocupación de viviendas.

A inicios del siglo XXI algunos comentaristas sostenían que existían al menos dos tendencias internacionales conectadas de alguna manera con algunas ideas del anarquismo clásico o histórico, especialmente en Europa y Norteamérica. Una es la de aquellos formados políticamente en las décadas de 1960 y 1970, que subsistiría en reducidas asociaciones internacionales anarquistas, como la sintetista Internacional de Federaciones Anarquistas, los plataformistas de Solidaridad Internacional Libertaria y la Asociación Internacional de los Trabajadores (internacional de sindicatos anarcosindicalistas); la segunda tendencia existiría de forma menos explícita en las redes de algunos nuevos movimientos sociales originados en las décadas de 1980 y 1990, especialmente tras la caída de la Unión Soviética y especialmente activos dentro de lo que se denominó movimiento antiglobalización de finales de la década de 1990 y la primera década del 2000. Una posible explicación de este último fenómeno es que el marxismo-leninismo quedó desacreditado dentro de algunos sectores de la izquierda política internacional y esto generó algún interés en algunos nichos de izquierda por indagar en la historia y las ideas del antiguo movimiento anarquista retomando algunas ideas o generando sus propias reinterpretaciones sin necesariamente identificarse como militantes por el anarquismo. En ocasiones fuentes simpatizantes de las ideas anarquistas han afirmado que esta influencia pudo constatarse en algunas protestas de la etapa de cambio de siglo, como el levantamiento zapatista (1994), la batalla de Seattle (1999), el argentinazo (2001-2002) por sus asambleas barriales y fábricas recuperadas, el conflicto magisterial de Oaxaca con sus asambleas populares, las movilizaciones estudiantiles chilenas, las protestas universitarias francesas en París del año 2006, y los disturbios y movilizaciones griegas de diciembre de 2008. Esta última tendencia también parece tener conexiones con movimientos subculturales como el movimiento musical anarco-punk, el movimiento de ocupación de viviendas, el movimiento de ecoaldeas rurales, o los ateneos populares/infoshops.

## Historiografía y problemas historiográficos
El estudio de la historia (historiografía) del anarquismo dentro del estudio de la historia de las doctrinas políticas y el estudio de la historia de los movimientos sociales y políticos plantea algunos desafíos para los académicos a la hora de distinguir los relatos de los fenómenos sociales reales. Los problemas historiográficos en el anarquismo reflejan las tensiones entre distintas interpretaciones del movimiento anarquista histórico (de los 1870 a los 1930). Algunos historiadores lo ven como una expresión insurreccional del movimiento obrero de finales del siglo XIX que buscaba la colectivización inmediata de sus puestos de trabajo, siendo esta una perspectiva tradicional, mientras que otros historiadores entienden al movimiento anarquista como un fenómeno cultural autónomo al movimiento obrero protagonizado usualmente por personas ajenas a la clase obrera pero que se desenvolvían en los ambientes gremiales y sindicales en busca de un espacio para expresar una combinación de influencias de ideas culturales vanguardistas de la época. La dependencia de fuentes propagandísticas anarquistas para el estudio de su historia ante la escasez de fuentes históricas externas y profesionales también plantea el riesgo de idealizar el movimiento, exagerar su protagonismo o su originalidad y omitir sus conflictos con el resto de la sociedad de su tiempo. Además, según análisis históricos contemporáneos que cuestionan cierta historiografía "épica" sobre el anarquismo, sería la prensa comercial internacional de la década de 1890 la que contribuyó involuntariamente pero decisivamente al auge del movimiento anarquista de la década de 1900 al popularizar la imagen de los ‘lobos solitarios’ practicantes del terrorismo anarquista (siendo uno de los primeros grupos subversivos mediáticos de la historia gracias a la industria de comunicación de la época), lo que atrajo la curiosidad del público, especialmente a través de coberturas de actos violentos (véase propaganda por el hecho y sensacionalismo). Así, el interés mediático en el terrorismo anarquista se convirtió en una moda entre los lectores de prensa de la época que en algunos casos se transformó posteriormente en un interés en "formar parte del anarquismo" de un modo percibido como menos peligroso que el terrorismo, como participar de organizaciones, protestas o huelgas anarcosindicalistas, más por "curiosidad revolucionaria" que por motivaciones obreras.

## Corrientes históricas

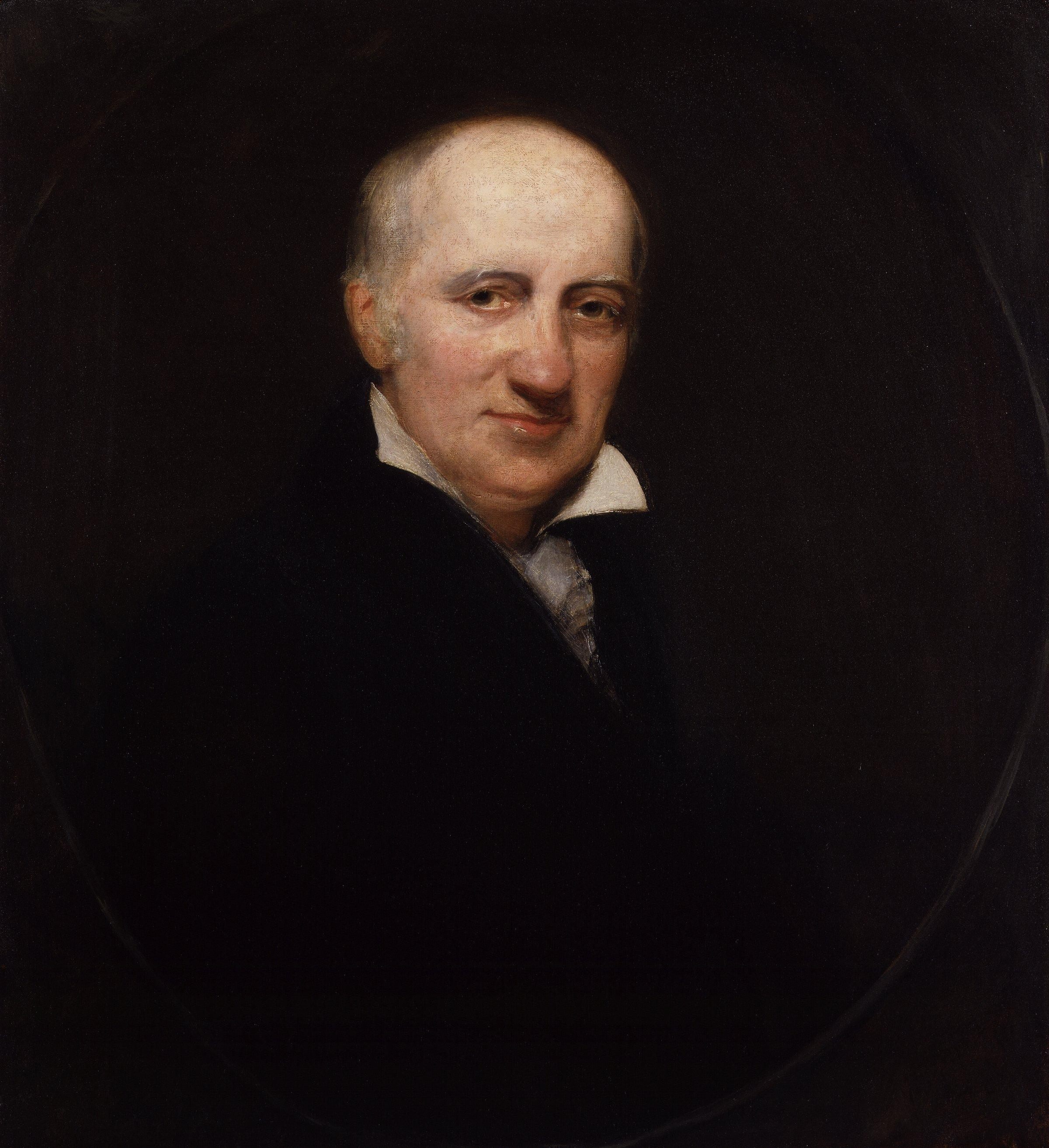
William Godwin (1756-1836) entendía que la naturaleza coercitiva y autoritaria del gobierno era un obstáculo para la realización de la verdadera naturaleza humana, por lo que debía ser abolido.

Según la Enciclopedia Oxford de Filosofía, «no hay una sola posición definida que todos los anarquistas mantengan, y lo más que tienen en común los que son tenidos por anarquistas es un cierto aire de familia». Las posturas anarquistas pueden ser de carácter global, predicando una revolución y cambio total de la sociedad, o más restrictivas, centrándose en unidades pequeñas y cambios parciales.
Es generalmente aceptado que el punto de partida del debate doctrinal sobre un pensamiento anarquista moderno se remonta a finales del siglo XVIII, en la obra de William Godwin Enquiry Concerning Political Justice and its Influence on Modern Morals and Manners (1793), aunque el primer autor en autodenominarse anarquista fue Pierre-Joseph Proudhon.
Las fuentes académicas no se ponen de acuerdo en cuanto a la taxonomía de las corrientes anarquistas. Algunas hacen una distinción entre dos líneas básicas de pensamiento, individualistas y comunistas, con Max Stirner y Piotr Kropotkin como figuras representativas de ambas ideologías,
situando entre ambos extremos del espectro anarquista otras corrientes clásicas, como el mutualismo de Pierre-Joseph Proudhon y el colectivismo de Mijaíl Bakunin. También es común como forma de clasificación señalar las cuatro corrientes más importantes, que son el anarquismo individualista, mutualismo, anarquismo comunista y anarcosindicalismo, y según algunas fuentes, también el colectivismo.

### Anarquismo individualista

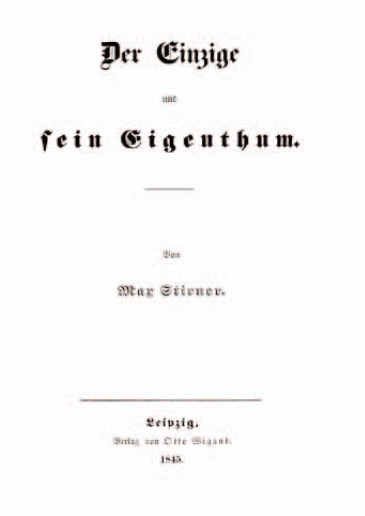
Lo divino mira a Dios, lo humano mira al hombre. Mi causa no es divina ni humana, no es ni lo verdadero, ni lo bueno, ni lo justo, ni lo libre, es lo mío, no es general, sino única, como yo soy único.
Nada está por encima de mí.
Max Stirner, Der Einzige und sein Eigenthum (El único y su propiedad), Leipzig, 1844.

El término individualismo abarca numerosas corrientes, doctrinas y actitudes cuyo factor común es la prioridad del individuo sobre cualquier determinante externo.
Tuvo su origen en la Francia post-revolucionaria, señalando la disolución de los lazos sociales; continuó en el romanticismo alemán, centrado en la unicidad y original individual; en Inglaterra fue contrastado con el colectivismo, refiriéndose a la iniciativa y autosuficiencia y asociándose al liberalismo en las esferas económica y política.
El anarquismo individualista o anarcoindividualismo alude a un grupo de ideologías que tienden a manifestarse más como corrientes filosóficas y literarias que como movimientos sociales.
Además de la exaltación de la experiencia y la búsqueda individuales tienen otros principios en común: la elevación del individuo sobre toda clase de construcción o realidad social y exterior: moralidad, ideología, costumbres, religión, metafísica, las ideas o la voluntad de otros;
el rechazo y reservas hacia la idea de revolución,
prefiriendo un desarrollo gradual de la sociedad para alcanzar la anarquía;
el punto de vista de que las relaciones con otras personas o grupos deben ser libremente contratadas, en propio interés y pueden ser tan transitorias y sin compromisos como se desee.
El egoísmo del pensador alemán Max Stirner (1806-1856) sostiene que los individuos deben hacer aquello que desean, sin hacer caso a Dios, Estado o regla moral algunos.
Para Stirner, los derechos naturales son falacias, rechazaba todas las instituciones sociales y nociones metafísicas, y sostenía que la sociedad en verdad no existía, solo los «individuos y su realidad», refiriendo la propiedad por la fuerza al derecho moral.
Defendía la autoafirmación y preveía «asociaciones de egoístas» relacionándose entre sí mediante el respeto mutuo, y sostenía que no hay motivos racionales de cualquier persona a reconocer ninguna autoridad por encima de su propia razón, o ninguna meta antes que su propia felicidad.
El pensamiento de Stirner es considerado a menudo como el origen del anarquismo individualista, aunque la radicalidad de sus postulados dejaba poco margen al desarrollo de propuestas constructivas.
Entre los principales individualistas anarquistas europeos se encuentran los franceses Albert Libertad, Anselme Bellegarrigue (autor del Manifeste de l'Anarchie, 1850), Émile Armand y Han Ryner, el ruso Lev Chernyi, el italiano Renzo Novatore y el escocés/alemán John Henry Mackay.
El anarquismo individualista estadounidense del siglo XIX enfatizó fuertemente el principio de no-agresión y la soberanía individual.

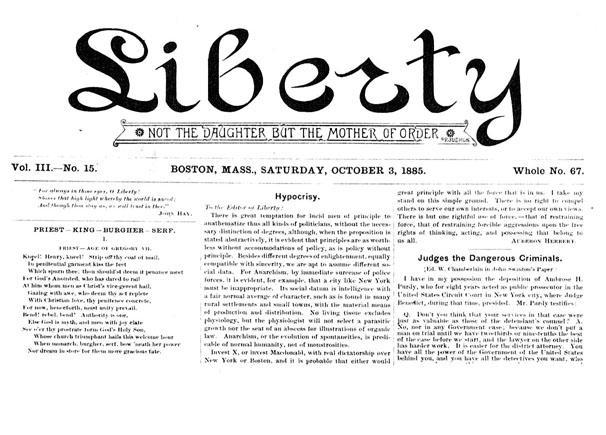
El Liberty, publicado por Benjamin Tucker, fue instrumental en el desarrollo y formalización del anarcoindividualismo en Estados Unidos. En su cabecera, una cita de Proudhon: «La Libertad no es la hija, sino la madre del orden».

Algunos individualistas estadounidenses, como Henry David Thoreau (1817-1862), no solo rechazaron el Estado, sino toda asociación organizada de cualquier tipo, invocando la autosuficiencia individual completa.
Aunque Thoreau fue ignorado en su tiempo, su tratado Desobediencia civil (Civil Disobedience) influyó fuertemente en figuras políticas del siglo XX, como Mahatma Gandhi.
Josiah Warren (1798-1874) incidió en su «teoría del valor-trabajo», abogando por un sistema de «comercio equitativo», en la que el intercambio de bienes entre «productores», individuales o asociados, se diera con base en el «tiempo de trabajo» dedicado a su elaboración; entendía las ganancias obtenidas sin trabajo –el interés del prestamista- como explotación.
Lysander Spooner (1808-1887) se situó en la tradición de la «ley natural», denunciando la teoría contractual del estado y el daño que los monopolios estatales sobre la tierra y el dinero hacían al país.

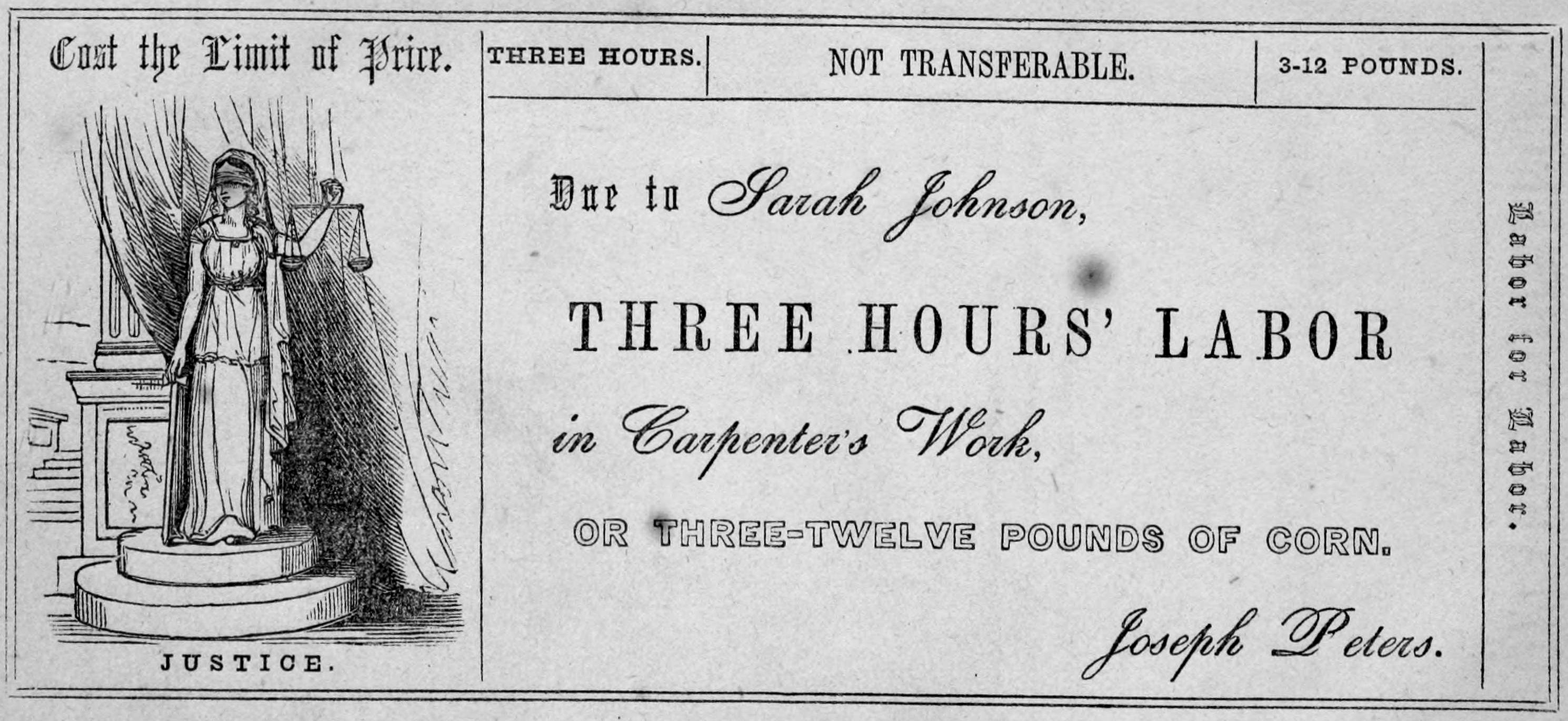
Nota de intercambio de trabajo de la Cincinnati Time Store, extraída del libro Equitable Commerce (Comercio equitativo), de Josiah Warren, (1846).

Benjamin Tucker (1854-1939) desarrolló el anarquismo individualista en una serie de artículos recopilados en Instead of a Book (1893). Su principio básico era que cada individuo debía disfrutar del máximo de libertad compatible con una libertad igual para los otros, implicando en particular derechos ilimitados para adquirir y disponer de bienes en el mercado.
Como Warren, Tucker consideraba sus ideas como socialistas, aunque estaba comprometido con la idea de un mercado libre, que no había sido posible por la distorsión producida por los monopolios, de los que responsabilizaba altamente al gobierno.
En la tradición americana hay una aserción del valor de la propiedad privada;
Tucker y otros «anarquistas bostonianos», influenciados por Warren y la teoría del valor-trabajo, consideraban que la propiedad de la tierra es justificable cuando el poseedor la esté utilizando.
Como Spooner, Tucker atacó los monopolios creados por el estado, especialmente sobre la tierra y el dinero; sin estado, cada persona podría ejercitar su derecho a proteger su propia libertad, utilizando los servicios de una asociación privada de protección si fuera necesario.

### Mutualismo
El mutualismo surge con las ideas del francés Pierre-Joseph Proudhon (1809–1865), que imaginaba una sociedad en la cual cada persona pudiera poseer los medios de producción, individual o colectivamente, el intercambio de bienes y productos se produciría a través de una forma ética de negociación o regateo, en la que cada parte buscaría tan solo un equivalente de lo que ofrecerían. Ha sido contemplado por algunos autores como un punto intermedio entre las versiones individualistas y comunistas del anarquismo.

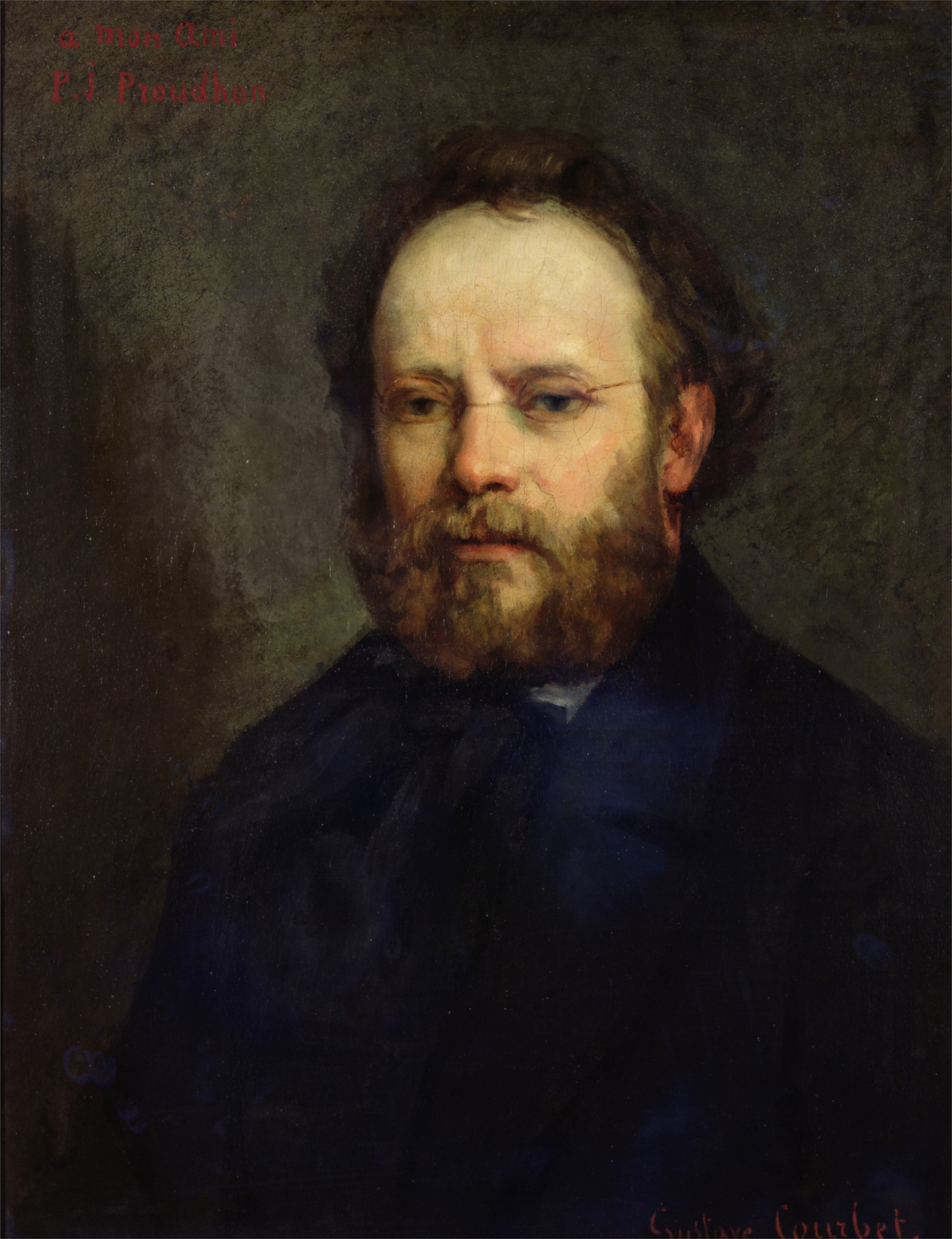
Yo creo que ni el trabajo, ni la ocupación, ni la ley, pueden engendrar la propiedad, pues ésta es un efecto sin causa. ¿Se me puede censurar por ello? ¿Cuántos comentarios producirán estas afirmaciones?
¡La propiedad es un robo! ¡He aquí el toque de rebato del 93! ¡La turbulenta agitación de las revoluciones!...
Proudhon, ¿Qué es la propiedad? (1840)

Para Proudhon, que conocía a Marx y Bakunin, la tesis del capitalismo garantiza la libertad aboliendo la igualdad, mientras la antítesis comunista sufre la contradicción opuesta; aplicando la dialéctica hegeliana en su libro Sistema de las contradicciones económicas o filosofía de la miseria (1847), señaló que solo con la síntesis del mutualismo se pueden resolver estas contradicciones, lo que provocó la ruptura de Marx con Proudhon, expresada en su escrito crítico Miseria de la filosofía (1847).
Proudhon afirmó que la propiedad es un robo, entendiendo como «propiedad» el mal uso o abuso de objetos en el sentido de explotación, mientras que entendía la «posesión» como el uso legítimo de un objeto. Proudhon se opuso tanto a la propiedad capitalista como a la colectiva, porque siempre «abusa» y «roba» de los individuos.
Su principio consiste en que cada persona debe poseer sus medios de producción (herramientas, tierra, etc.) ya sea individual o colectivamente, pero debe ser remunerado por su labor, eliminado el provecho y la renta, lo que asegura un alto grado de igualdad.
Esta teoría del valor-trabajo, que compartía con los individualistas, postula que cuando el trabajo o sus productos son intercambiados o vendidos, deben recibirse bienes o servicios incorporando «la cantidad de trabajo necesario para producir un artículo de la misma e igual utilidad».
Una sociedad mutualista consistiría en una economía de libre intercambio entre productores, en la que la producción sería llevada a cabo por artesanos y campesinos autónomos, pequeñas cooperativas de productores, negocios pequeños, empresas grandes controladas por los trabajadores y cooperativas de consumidores, porque de otro modo, «se establecerían relaciones entre subordinados y superiores, de lo que se seguirían dos... castas de amos y obreros asalariados, lo cual repugna a una sociedad libre y democrática».
Todos los productores obtendrían el producto completo de su trabajo y por lo tanto los intercambios serían de trabajo por trabajo, sin que hubiese lugar para márgenes o plusvalías, rentas, intereses o beneficios derivados del capital. Todas las asociaciones entre individuos serían de carácter voluntario y libres.
Proudhon tenía también ideas sobre la educación del proletariado, y lanzó un proyecto para un banco del pueblo,
que realizaría préstamos a los productores a un interés mínimo, cubriendo solamente sus costes de administración.
A pesar de las fallas prácticas de los experimentos de Proudhon, sus discípulos franceses tuvieron un papel influyente en los primeros años de la Primera Internacional, antes de que las tesis mutualistas fueran desplazadas por el colectivismo de Bakunin.

### Anarquismo comunista

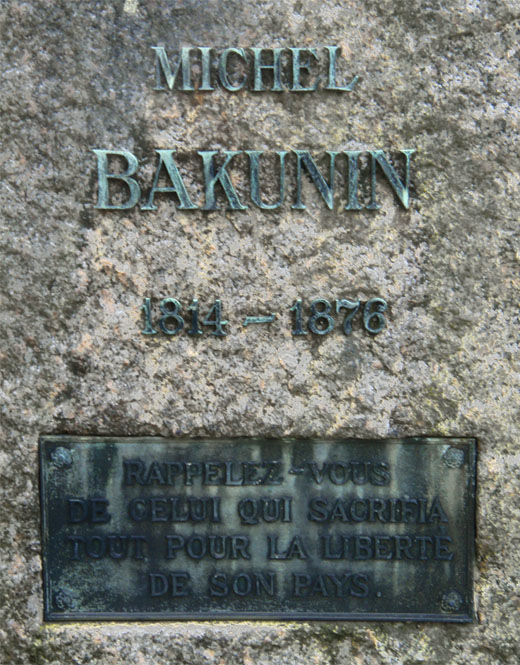
Tumba de Mijaíl Bakunin (1814-1876), en Berna.
«Acordáos de aquel que sacrificó todo por la libertad de su país.»

El colectivismo se convirtió en una corriente dominante del movimiento anarquista bajo la influencia del aristócrata revolucionario ruso Mijaíl Bakunin, discípulo de Proudhon, que abandonó la atención por los campesinos y artesanos, con miras a un futuro en el que el trabajo organizado hubiera expropiado el capital, y cada grupo de trabajadores administrara sus propios medios de producción.
El colectivismo proponía la propiedad colectiva de la tierra, las materias primas y los instrumentos de trabajo, y la apropiación del producto integral del trabajo por los trabajadores, deducido el costo.
La distribución de las ganancias se realizarían por decisión colectiva, pero se asumía que la retribución sería proporcional al trabajo realizado.
Los colectivistas se oponían al comunismo de Marx y sus seguidores, entendiendo que solo podía imponerse mediante un estado autoritario, concepción que fue desafiada por la siguiente generación de anarquistas, especialmente Malatesta, Reclus y Kropotkin. El colectivismo pronto sería reemplazado por el anarquismo comunista (también conocido como anarcocomunismo o comunismo libertario), cuando los propios seguidores de Bakunin de la Primera Internacional criticasen la teoría del valor-trabajo y el mantenimiento de una retribución de tipo salarial. «A cada cual según sus necesidades»; el comunismo libertario defendía que el producto del trabajo de todos pertenece a todos por igual, y cada uno tiene derecho a tomar libremente su parte.
Los anarcocomunistas no descartaron por completo el colectivismo, sin embargo, considerándolo una etapa intermedia que evolucionaría hacia el comunismo; el historiador e ideólogo Daniel Guerin señala en su obra El anarquismo que esta idea fue finalmente la que se llevó a la práctica durante la colectivización en España entre 1936 y 1939.

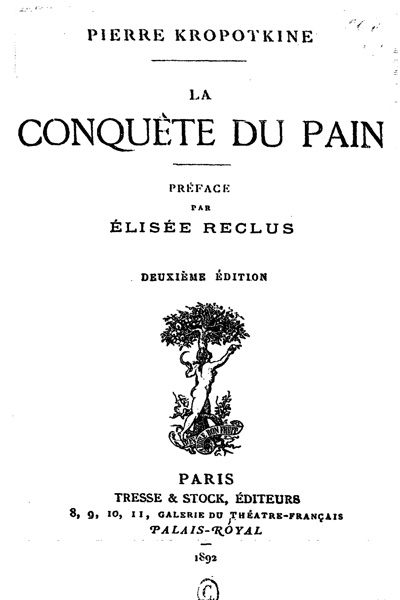
«No queremos despojar a nadie de su sobretodo; pero queremos devolver a los trabajadores todo lo que pueda permitir a cualquiera el explotarlos; y haremos todos nuestros esfuerzos para que, no faltándole nada a nadie, no haya un solo hombre que se vea forzado a vender la fuerza de sus brazos para proveer a la existencia de sus hijos y a la suya.»
Piotr Kropotkin, La conquista del pan

El anarquismo comunista promueve la asociación voluntaria sin Estado, sin diferencias de clase e igualitaria, a través de la propiedad comunitaria o socialización de los medios de producción, servicios y bienes de consumo. El anarcocomunismo enfatiza la experiencia colectiva como distinta e importante en la búsqueda de la libertad individual.
Algunos de los teóricos anarcocomunistas más famosos fueron Piotr Kropotkin, Luigi Fabbri, Errico Malatesta, Sébastien Faure, Volin y Carlo Cafiero.
Partiendo del pensamiento de Proudhon y Bakunin, el príncipe Piotr Kropotkin fue uno de los más importantes teóricos del comunismo anarquista. Inspirado por teorías sociales evolucionistas, en vez de glorificar la competición, como la mayoría de los darwinistas sociales, Kropotkin entendía que la cooperación es la clave del éxito evolutivo, y que los seres humanos eran la especie de mayor éxito por su capacidad de cooperar efectivamente; de ese modo, Kropotkin creía que el último estadio evolutivo en las sociedades humanas era una vida social donde la competición no existiría y la gente cooperaría en igualdad de términos, libre y naturalmente. En su libro Palabras de un rebelde (1885), llamó a la abolición de la propiedad privada a través de la «expropiación del total de la riqueza social» por el pueblo mismo. En La conquista del pan (1888), planteaba que la ruptura con la propiedad privada conduciría a la anarquía; «La anarquía conduce al comunismo, y el comunismo a la anarquía, y una y otro no son más que la tendencia predominante en las sociedades modernas, la búsqueda de la igualdad.» Kropotkin argumentaba que no hay ninguna forma válida o hay poco margen para medir el valor de la contribución económica de una persona, debido a que «cada descubrimiento, cada progreso, cada aumento de la riqueza de la humanidad, tiene su origen en la conjunción del trabajo manual e intelectual del pasado y del presente. Entonces, ¿con qué derecho alguien se apropia de la menor parcela de ese inmenso todo y dice: Esto es sólo mío y no de todos?»; también abogaba porque la economía se coordinara a través de una red horizontal de asociaciones voluntarias, en la cual los bienes serían distribuidos de acuerdo a las necesidades del individuo, en vez de en función del trabajo.
Los individuos y comunidades dispondrían del uso y control de cualquiera de los recursos que necesitasen, «dejando a cada uno la libertad de consumirlos como ellos lo deseen en sus propias casas».

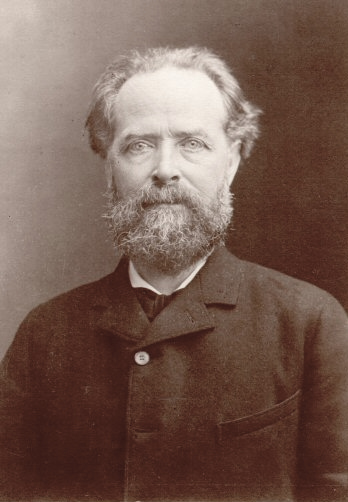
«Nuestro destino es llegar a ese estado de perfección ideal en que las naciones no tendrán ya necesidad de hallarse bajo la tutela de un gobierno o de otra nación; es la ausencia de gobierno, es la anarquía, la más alta expresión del orden». Elisée Reclus (1830-1905), uno de los primeros anarcocomunistas franceses.

Según explicaba Sébastien Faure en su Enciclopedia anarquista (1934), el comunismo tiende a sustituir el sistema de explotación capitalista por una forma de sociedad igualitaria y fraterna, sobre la base de la abolición de la propiedad privada de los medios de producción, el dinero y el trabajo asalariado, y la puesta en común de todos los medios de producción y de todos los productos. Cada individuo y grupo sería libre de contribuir a la producción y satisfacer sus necesidades, basadas en sus propias elecciones; los sistemas de producción y distribución serían manejados por sindicatos y asociaciones de productores, así como por cooperativas y asociaciones de consumidores. Faure diferenciaba dos tipos de comunismo: el autoritario, que precisa del mantenimiento del Estado y las instituciones que conlleva, y el comunismo libertario, que implica su desaparición.
El punto de vista anarcocomunista de la naturaleza humana es opuesto al egoísmo de Stirner y los individualistas, y presupone que las personas trabajarían sin necesidad de incentivos materiales y que, en ausencia de la propiedad privada, el problema del crimen disminuiría hasta tal punto que podría ser abordado informalmente, sin recurrir a un aparato legislativo. Esta teoría ha sido entendida por muchos como una forma de utopismo, aunque los anarcocomunistas aducen que ninguna sociedad humana habría podido sobrevivir a menos que la gente sea cooperativa y altruista en un grado substancial.
Sin embargo, no todos los anarcocomunistas tienen una filosofía comunitaria; algunas formas de anarquismo comunista tienen fuertes influencias de la ética del individualismo egoísta. Anarcocomunistas como Emma Goldman combinaron las filosofías de Max Stirner y Kropotkin.

### Anarcosindicalismo

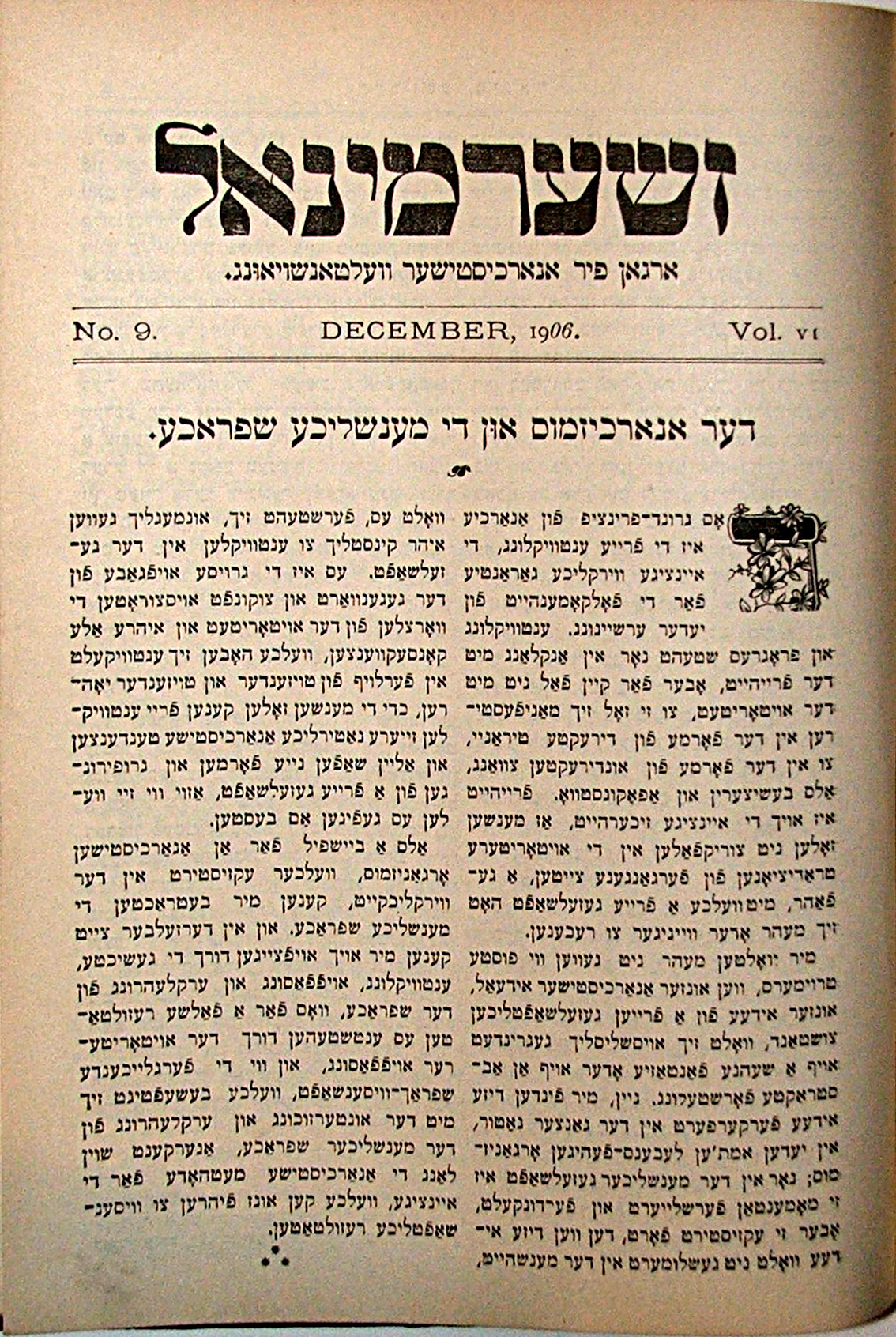
El periódico anarquista en yiddish Zsherminal (Germinal), fundado en Londres por Rudolf Rocker en 1900.

El anarcosindicalismo es un movimiento de organización y lucha de los trabajadores a través de sindicatos autónomos del poder político, resultado de la síntesis del anarquismo y la acción sindical revolucionaria. Algunos de los teóricos y personalidades más reconocidos del anarcosindicalismo fueron Rudolf Rocker, Diego Abad de Santillán, Emilio Arango, Buenaventura Durruti y Ángel Pestaña.
La teoría sindicalista se desarrolló en Francia como un unionismo sindical revolucionario, que giraba alrededor de la guerra de clases, y que a base de huelgas, boicots, sabotaje y, donde fuese necesario, violencia personal, luchaba por mejores condiciones y preparar a los trabajadores para la huelga general revolucionaria que finalmente acabaría con el capitalismo. Desconfiaban de los partidos políticos, y veían que la emancipación de la clase trabajadora debía ser alcanzada por la propia clase trabajadora y sus propias instituciones.
Tanto Proudhon como Bakunin y Kropotkin coincidían en que la revolución anarquista debería ser espontánea y fluir «de abajo hacia arriba», y no estar sujeta a ningún tipo de liderazgo susceptible de evolucionar en un nuevo gobierno.
Una de las estrategias de subversión y cambio revolucionario del anarquismo fue la propaganda por los hechos, que Malatesta entendía como el fomento de rebeliones locales que sirvieran de modelo y estímulo para las masas. En las décadas finales del siglo XIX derivó en actos individuales de terrorismo, como el asesinato de líderes políticos (el zar Alejandro II (1881), el presidente francés Marie François Sadi Carnot (1894), el presidente del gobierno español Antonio Cánovas del Castillo (1897), la emperatriz Isabel de Baviera (1898), Humberto I de Italia (1900), William McKinley (1901), el archiduque Francisco Fernando (1914), etc.) o industriales prominentes; lo que provocó una asociación popular del anarquista con la violencia que no produjo ningún beneficio para el anarquismo.
Enfrentados a la represión consecuente, algunos anarquistas adoptaron la estrategia sindicalista para despertar el espíritu revolucionario;
los anarcosindicalistas contemplaban el movimiento sindical al mismo tiempo como un medio para organizar al proletariado para la revolución, y un armazón alrededor del cual se podía construir la subsiguiente sociedad.
El objetivo revolucionario anarcosindicalista es la conquista de los medios de producción y distribución por parte de los trabajadores y la abolición del sistema salarial y de las clases sociales, tras lo cual se reorganizaría la sociedad según los principios federalistas y de democracia directa, gestionando todas las estructuras políticas y económicas por parte de los mismos trabajadores, en un planteamiento conocido como autogestión. Esta oposición al estatismo la explica Rudolf Rocker, uno de los principales pensadores del anarcosindicalismo, en Anarcosindicalismo (teoría y práctica) de la siguiente manera: 

Los anarcosindicalistas están persuadidos de que ni por decretos ni por estatutos otorgados por el Gobierno puede crearse un orden de economía socialista, sino en virtud de la colaboración del cerebro y de la mano de obra de todos los trabajadores, desde cada ramo de la producción; es decir, posesionándose de las fábricas para regentarlas los obreros por sí mismos, en tal forma que todos los grupos separados de fábricas y ramos industriales sean miembros independientes del organismo económico general y efectúen sistemáticamente la producción y la distribución de los productos en interés de la comunidad, a base de libres acuerdos mutuos.
Rudolf Rocker, Anarcosindicalismo (teoría y práctica)

Las tácticas usadas son el federalismo, la autogestión, el principio de la solidaridad de clase, la herramienta de la huelga general, la toma y recuperación de los lugares de trabajo, la acción directa (tratamiento de los conflictos laborales entre empleador y trabajadores, sin el concurso de terceros «representantes» que pudieran obstruir a los trabajadores organizados en asamblea), el apoyo mutuo, el antiestatismo y el internacionalismo. Es compatible con otras tendencias anarquistas tal como el anarcocomunismo, el mutualismo y el colectivismo.
El anarcosindicalismo deriva de los postulados originales de la Primera Internacional, luego retomados por la Asociación Internacional de los Trabajadores, adoptando al sindicato como el medio de lucha de la clase obrera. Tuvo un papel prominente en la organización sindical francesa CGT (Confédération Générale du Travail) antes de 1914. Excepto en España, las tendencias sindicalistas en los movimientos de trabajadores occidentales se vieron debilitadas por el fervor nacionalista desencadenado por la Primera Guerra Mundial. El éxito de la Revolución bolchevique en Rusia en 1917 llevó a muchos sindicalistas a adherirse al modelo comunista de Lenin, y los sindicalistas que rechazaron la vía comunista formaron en 1922 la AIT (Asociación Internacional de Trabajadores), siendo su mayor sección nacional hasta 1939 la CNT (Confederación Nacional de Trabajo), que a mediados de la década de 1930 contaba con aproximadamente un millón de afiliados.
El anarcosindicalismo tuvo un papel importante en Argentina, Italia, Estados Unidos, Uruguay, Francia, Rusia, Corea y España donde, tras el estallido de la guerra civil española en 1936, los anarcosindicalistas probaron su efectividad como fuerza revolucionaria, colectivizando muchas fábricas y poblaciones, generalmente con cierto éxito. Desde el final de la guerra civil española no ha habido otro movimiento político significativo en ninguna parte del mundo en términos de política de masas, aunque la teoría anarquista continuó a través de muchas trayectorias.
Con el fin de preservar los archivos históricos y promover investigaciones sobre el anarcosindicalismo, al final del siglo XX se crearon en España la Fundación de Estudios Libertarios Anselmo Lorenzo (ligada al sindicato CNT) y vinculada a la Fundació d'Estudis Llibertaris i Anarcosindicalistes, con sede en Barcelona, Cataluña.

### Anarquismo sin adjetivos

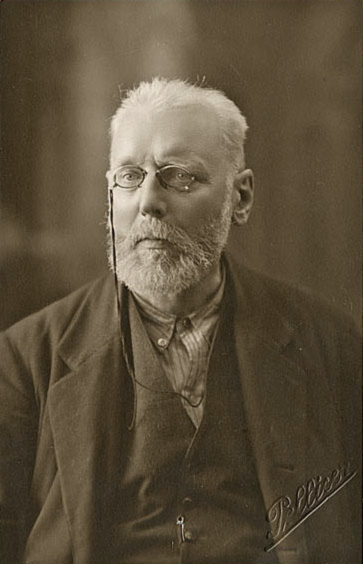
Max Heinrich Hermann Reinhardt Nettlau (1865-1944), importante historiador del anarquismo, partidario del anarquismo sin adjetivos y el panarquismo.

Hacia finales de la década de 1880 en España, anarcocomunistas y colectivistas dejaron de enfrentarse por los planteamientos económicos postrevolucionarios, como por otro lado también Kropotkin y otras voces en el anarquismo internacional propugnaban. En 1889, la Federación regional (heredera de la Internacional) es reemplazada por la Organización Anarquista de la Región Española, sin distinción de procedimientos revolucionarios ni escuelas económicas. Fernando Tarrida del Mármol fue nombrado delegado a las reuniones anarquistas internacionales de París, y planteó que ningún régimen económico especial debería ser impuesto a la sociedad nueva, y que todo trabajo sobre economía no debía ser considerado más que como estudio.
En una carta enviada por Tarrida a La Révolte el 7 de agosto de 1890, plantea el anarquismo sin adjetivos como el modelo español de superar diferencias entre las distintas corrientes anarquistas: «creemos que ser anarquista significa ser enemigo de toda autoridad e imposición, y por consecuencia, sea cual sea el sistema que se preconice, es por considerarlo la mejor defensa de la Anarquía, no deseando imponerlo a quienes no lo aceptan».
En el continente europeo el anarquismo sin adjetivos tuvo como importantes propulsores a Élisée Reclus, Max Nettlau y a Errico Malatesta. En EE. UU. en los debates entre comunistas como Johann Most e individualistas como Benjamin Tucker se reprodujo esta situación, que también cobró vigencia especialmente propulsada por Voltairine de Cleyre y Rudolf Rocker. En una conferencia sobre la anarquía dada en Filadelfia en 1902, de Cleyre explicó las diversas concepciones (individualista, mutualista, colectivista y comunista) en igualdad, explicando las diferencias debidas a los ambientes y personalidades que las gestaron.
Hubo difusión de periódicos anarcocomunistas italianos, como La Questione Sociale de Gaetano Bresci (que asesinó en 1900 al rey de Italia Humberto I de Saboya), o la Cronaca Sovversiva de Luigi Galleani a partir de 1903. Galleani, de ideas ilegalistas, fue un conocido propulsor de la «propaganda por el hecho», alrededor del cual gravitaron otras figuras como Nicola Sacco y Bartolomeo Vanzetti, injustamente ejecutados en 1927 por asalto y homicidio. Pese a que el anarquismo no tuvo entre la clase obrera estadounidense la difusión que tenía en Europa, el sindicalismo revolucionario de la Industrial Workers of the World —Trabajadores Industriales del Mundo— (IWW), promotora de la solidaridad obrera en la lucha revolucionaria en Estados Unidos, contó con anarquistas como Lucy Parsons entre sus referentes principales. Cabe destacar también en el anarquismo estadounidense a la pensadora, conferencista y propagandista de origen lituano Emma Goldman. Pacifista y pionera de la emancipación femenina, fue autora de Anarquismo y otros ensayos (1910) y Mi desilusión con Rusia (1922), donde narró su experiencia y rechazo del autoritarismo estatista que siguió a la Revolución rusa de 1917.

### Anarquismos religiosos e irreligiosos

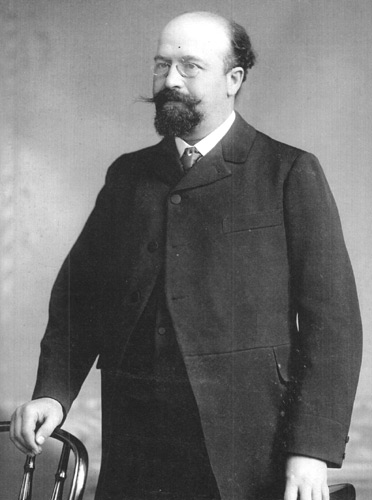
Bernard Lazare

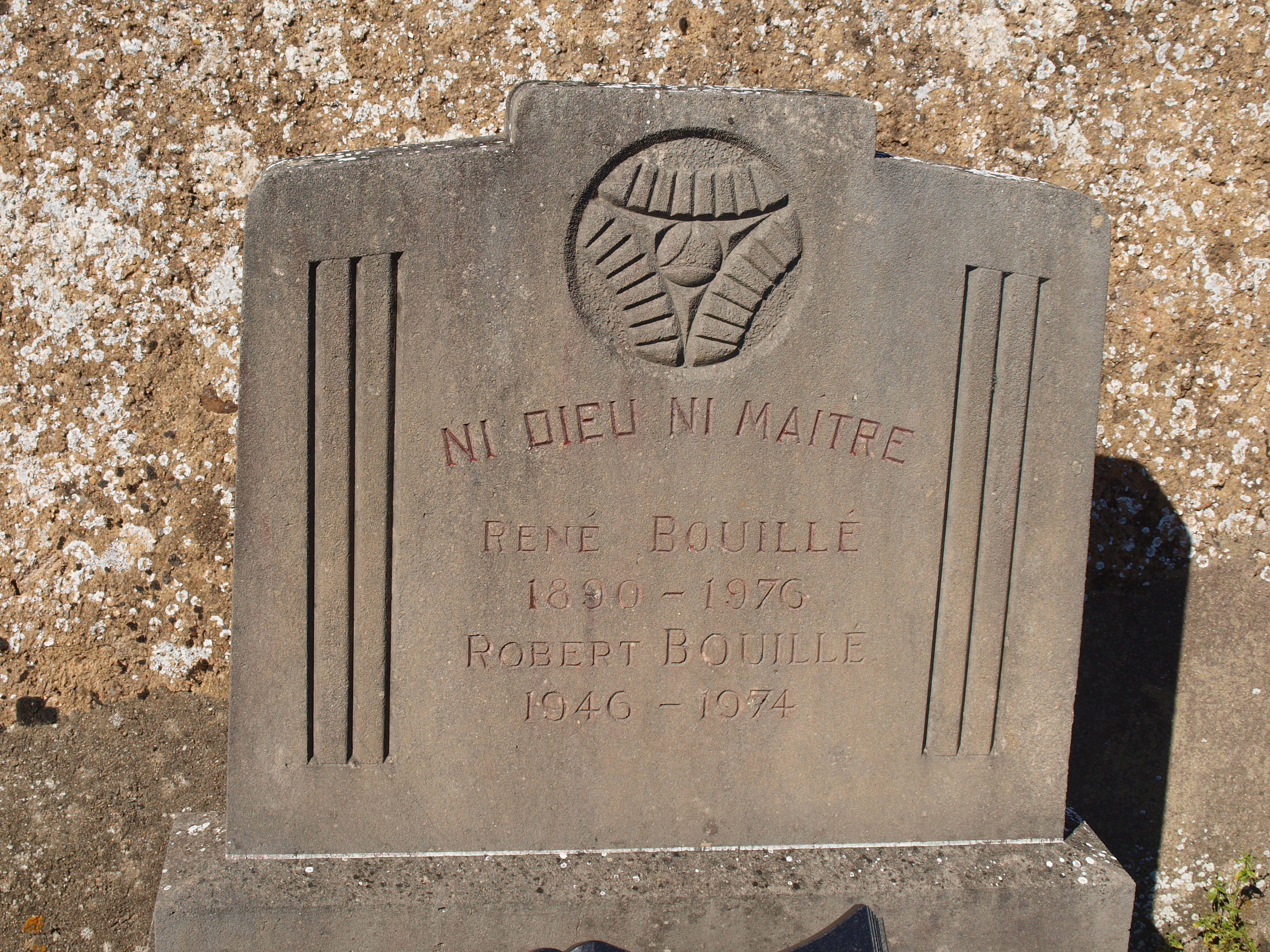
Sepultura anarquista francesa

El pensamiento anarquista se suele asociar con una postura atea o escéptica, siendo un ejemplo de ello el lema anarquista «ni Dios ni amo». Los anarquistas tradicionalmente han sido escépticos de las religiones organizadas e institucionalizadas, y se han opuesto a ellas, en algunos casos porque muchas veces las religiones son jerárquicas (lo que es un problema para aquellos anarquistas de tendencia igualitarista), mientras para otros anarquistas porque las consideran coactivas en esencia (piensan que tienen la tendencia a pretender convertirse en religiones de Estado) y, en general, porque las consideran alineadas estrechamente con estructuras contemporáneas del poder político y el Estado.
A pesar de esto, algunos han mantenido una relación con lo religioso. Se puede citar el judaísmo en Francia, con Bernard Lazare, con un pensamiento socialista pero con la postura de que había cierta desconfianza hacia la autoridad política. Pero la mayor vinculación entre judaísmo y pensamiento ácrata la observamos en Europa central. Como afirma Jourdain (2014) "este movimiento libertario se constituyó a partir del encuentro entre el mesianismo judío tradicional y el romanticismo alemán. Se elabora entonces en el seno de ese movimiento una forma de mesianismo revolucionario sin mesías, a la vez crítico del Estado y de la filosofía de las Luces."
En el cristianismo podemos encontrar también algunos anarquistas, siendo quizá León Tolstói el ejemplo más célebre. También dentro del pueblo hebreo o del judaísmo ha habido varios libertarios, un teórico clave fue Martín Buber.
En el islam se podría mencionar a los kurdos del Partido de los Trabajadores de Kurdistán (PKK); si bien no se los puede calificar ortodoxamente como anarquistas y ellos mismos no reclaman dicha etiqueta, la influencia de las ideas comunalistas del ex-anarcosocialista Murray Bookchin en el líder kurdo Abdullah Öcalan sirvió para hacer que este partido político armado y facción izquierdista del movimiento independentista kurdo, mayoritariamente musulmán, sustituyese su histórico marxismo-leninismo por una ideología comunalista creada por el mismo partido político para autodefinirse y que es llamada confederalismo democrático.

## Nuevos anarquismos
Véase también Surgimiento del "anarquismo sesentista"
Tras el eclipse del anarcosindicalismo, las ideas anarquistas reemergieron en el contexto de los movimientos estudiantiles y antiautoritarios de la década de 1960. Su influencia continúa en movimientos de autogestión de trabajadores, liberación animal, pacifistas, feministas, de liberación homosexual, ecologistas radicales e incluso el individualismo anarquista estadounidense fue retomado por el anarcocapitalismo, una tendencia significativa del libertarismo.

### Anarquismo ambientalista o verde

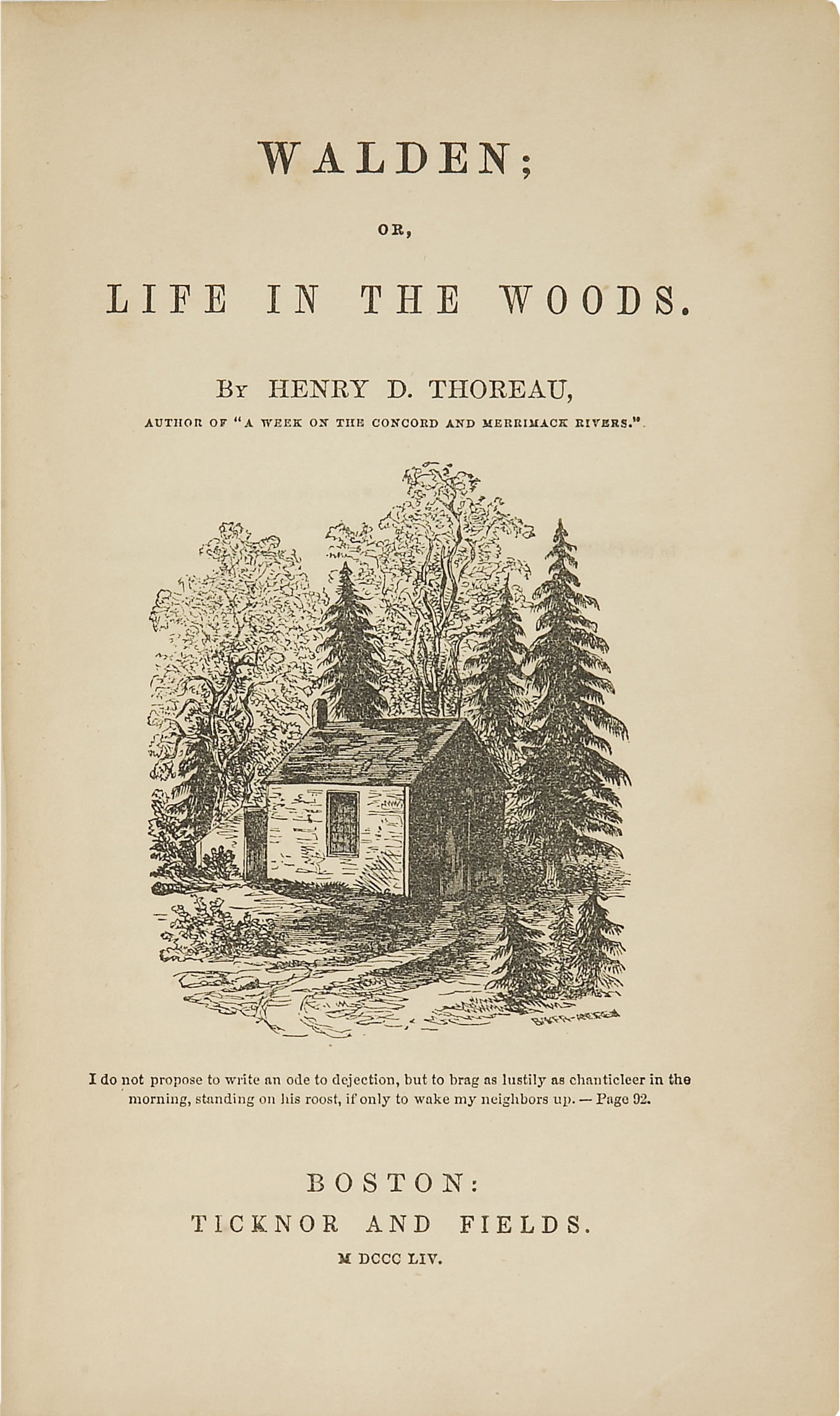
Walden (1854) es la obra más representativa del anarcoindividualista estadounidense Henry David Thoreau, considerado uno de los precursores del ecologismo y del anarquismo primitivista.

El anarquismo verde o ecoanarquismo es una corriente de pensamiento dentro del anarquismo que pone énfasis en los temas medioambientales. Una importante influencia fue el pensamiento del anarcoindividualista estadounidense Henry David Thoreau y su libro Walden, donde abogaba por una vida simple y autosuficiente, integrada con el entorno natural, resistiéndose al avance de la civilización industrial.
El anarquismo verde incorpora una serie de teorías políticas relacionadas que se deriva o inspira en movimientos filosóficos y sociales como el anarcoprimitivismo, la ecología profunda, la ecología social, el feminismo, el egoísmo, el anarquismo post-izquierda, los situacionistas, el surrealismo, el neoludismo, la desindustrialización y sociedades cazadoras-recolectoras.
Entre los ecoanarquistas se da una fuerte crítica hacia la tecnología moderna, aunque no todos la rechazan por completo. Algunos anarquistas verdes pueden ser descritos como primitivistas o anarquistas anticivilización. Los primitivistas mantienen que el cambio de caza-recolección hacia la subsistencia de la agricultura dio lugar a la estratificación social, coacción y alienación, y abogan por el retorno a una sociedad preindustrial y en ocasiones, preagraria, de caza y recolección. Desarrollan temas presentes en la acción política de los luditas, y los escritos de Jean-Jacques Rousseau, aunque en su emergencia el primitivismo fue más directamente influido por el trabajo de teóricos como Theodor Adorno y Herbert Marcuse, de la escuela marxista de Frankfurt, y antropólogos como Marshall Sahlins y Richard Borshay Lee. Uno de los principales exponentes en el primitivismo estadounidense es el filósofo John Zerzan, señalado por ciertos medios de comunicación como una especie de «gurú de la antiglobalización» después de la protestas de 1999 contra la Organización Mundial del Comercio en Seattle, quien en su libro Futuro primitivo articula una nostalgia de lo pre-humano, antes del desarrollo del lenguaje y la cultura: «Provenimos de un lugar de magia, entendimiento y plenitud, y hemos tomado un camino monstruoso que nos ha llevado al vacío de la doctrina del progreso, arrastrados por la cultura simbólica y la división del trabajo. Vacía y alienante, la lógica de la domesticación, con su exigencia de controlarlo todo, nos muestra ahora la ruina de la civilización, que pudre todo lo demás».
Los primitivistas critican al anarquismo tradicional su apoyo a la civilización y la tecnología moderna, las cuales consideran inherentemente basadas en la dominación y la explotación. La mayoría de los anarquistas rechazan esta crítica radical de la civilización; Noam Chomsky opina en su libro Chomsky on anarchism, que aunque simpatiza con ellos, no cree que se den cuenta que «están abogando por el genocidio masivo de millones de personas debido al modo en que se estructura y organiza la sociedad actualmente, la vida urbana y demás. Si eliminas esas estructuras todo el mundo muere».
Otros autores, aunque no se consideren a sí mismos primitivistas, como Wolfi Landstreicher o personajes del anarquismo insurreccionalista (otra tendencia antirracionalista), la apoyan.

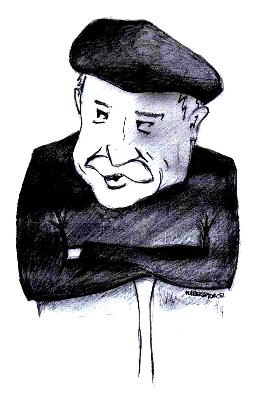
Evolucionando desde un marxismo tradicional hacia el socialismo libertario, Murray Bookchin fue el fundador de la ecología social y uno de los pioneros del movimiento ecologista.

Muchos ecoanarquistas prefieren no enfocarse en temas filosóficos futuros, e implicarse en la defensa de la tierra y la revolución social en el presente, y en crear maneras de vivir alternativas y sostenibles. Hay corrientes ecoanarquistas que comparten posturas con ramas radicales del movimiento ecologista, en sí mismas con fuertes características anarquistas, y que son defendidas por mucha gente aun desconociendo dicha tradición. Para muchos verdes, en todos los países, una futura sociedad sostenible pasaría por la eliminación del estado y la creación de una red de comunas autosuficientes, basada en la igualdad, participación y democracia directa.
Destaca la figura del anarquista Murray Bookchin y su propuesta de ecología social, que incluye el municipalismo libertario.
Para Bookchin, fundador del Institute for Social Ecology, el auténtico movimiento verde, o «ecología social», como él mismo la denomina, es la culminación de los varios movimientos radicales surgidos durante la década de 1960 y de la tradición anarquista, insistiendo en que no son los individuos los responsables de la lamentable condición del mundo, sino el sistema racista, sexista y capitalista.
La fe en la naturaleza de anarquistas clásicos como Kropotkin y Elisée Reclus encuentra eco en los escritos de Bookchin cuando señala que en la naturaleza no hay escalas jerárquicas:
Bookchin arguye que el estado expresa y refuerza un principio de jerarquización que, aplicado a la relación del hombre con la naturaleza, alienta que la relación adecuada de la humanidad con el mundo natural es la de control y conquista, produciendo la devastación del medio ambiente. Entiende la sociedad ecológica como una sociedad anarquista, dado que el repudio de los valores jerárquicos que amenazan el entorno conllevaría el abandono de las jerarquías que oprimen a los seres humanos.
Algunos ecoanarquistas como Brian Dominick entienden que el veganismo es una parte intrínseca de la lucha por un modo de vida libre y saludable. Contemplan el estado como innecesario y dañino para los animales, humanos o no humanos, y practican la dieta vegana. Los veganarquistas ven su ideología como una teoría combinada, o perciben que ambas filosofías son esencialmente lo mismo. Ha sido descrito como una perspectiva antiespeciesista del anarquismo ecologista, o una perspectiva anarquista de la liberación animal.
La mayoría de los ecoanarquistas sostienen sus ideales apasionadamente, y algunos se implican en la acción directa. Organizaciones como Earth First!, Root Force o las más radicales Frente de Liberación de la Tierra, Ejército de Liberación de la Tierra o el Frente de Liberación Animal desarrollan la acción directa (normalmente, aunque no siempre, no violenta) contra lo que entienden como sistemas de opresión, como la industria maderera, las industrias ganadera y láctea, la experimentación con animales, instalaciones de ingeniería genética y, más raramente, instituciones del gobierno.
El matemático y crítico de la sociedad estadounidense Theodore Kaczynski, conocido con el sobrenombre de Unabomber, llevó a cabo una campaña de terrorismo de 1978 a 1995 usando bombas para denunciar la sociedad moderna tecnológica. En su Industrial Society and Its Future (también llamado el «Manifiesto Unabomber»), argüía que las bombas eran medidas extremadas pero necesarias para atraer la atención sobre la erosión que sufría la libertad humana, erosión regida por la alta tecnología que precisaba una organización a gran escala.

### Feminismo anarquista

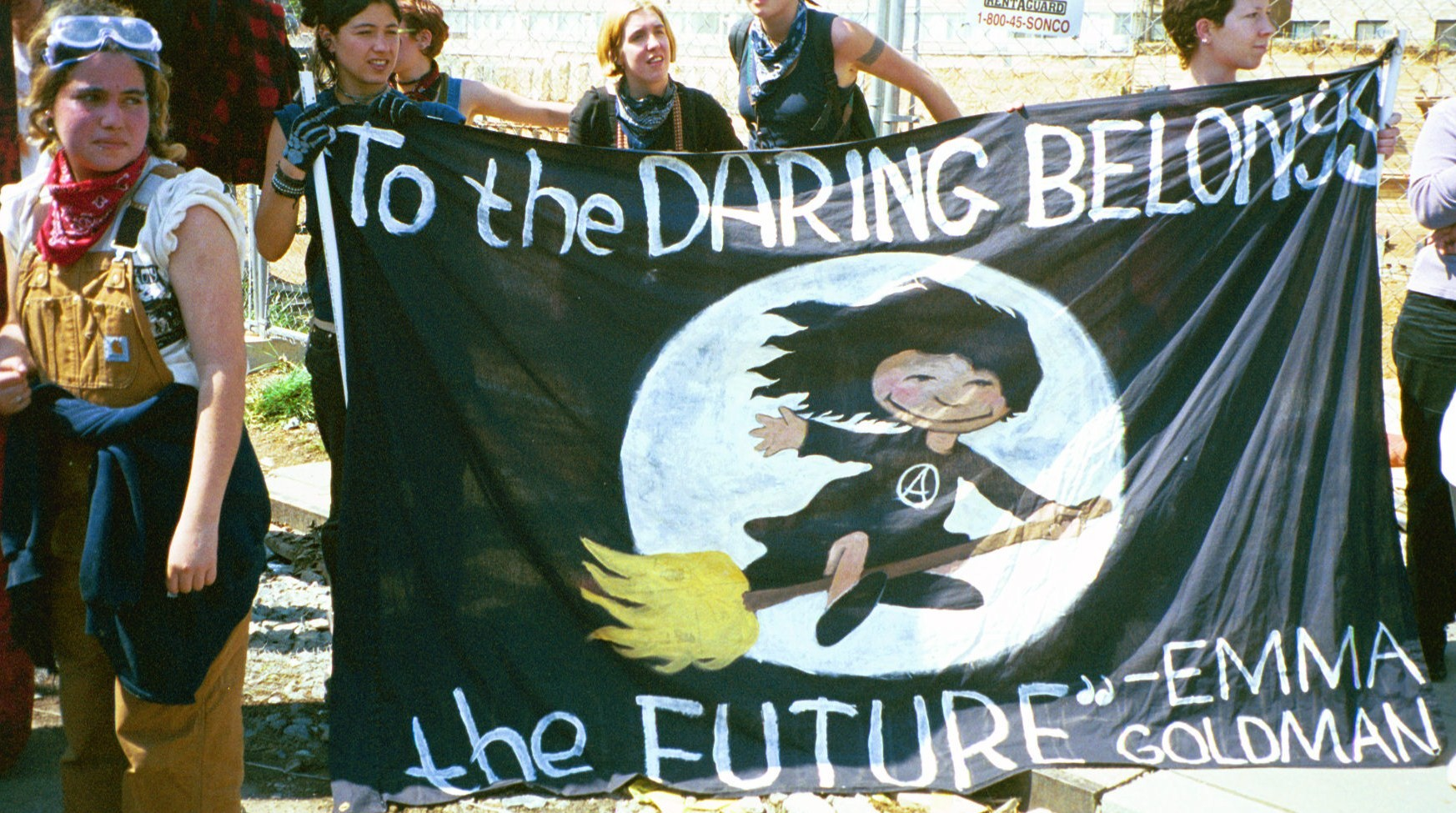
Jóvenes anarcofeministas en una marcha antiglobalización citando a Emma Goldman. Abril del 2000.

La emergencia de la primera oleada de feminismo vino de la mano de Mary Wollstonecraft, esposa del predecesor del anarquismo William Godwin. En su libro Vindication of the Rights of Women (1792), Wollstonecraft afirmaba que las mujeres son, como los hombres, seres esencialmente racionales, y por tanto capaces de autodeterminación y merecedoras de libertad, derechos y, por encima de todo, educación.
El feminismo anarquista o anarcofeminismo, inspirado en los escritos de fines del siglo XIX de las mujeres anarquistas como Lucy Parsons, Emma Goldman y Voltairine de Cleyre, e incluso Dora Marsden quien no se llamaba anarquista a sí misma, considera que la emancipación de la mujer solo podrá ser alcanzada mediante la abolición del Estado, que consideran una dimensión del patriarcado y expresión de la dominación masculina.
Al igual que otros feminismos radicales, critica y promueve la abolición de las concepciones tradicionales de familia, educación, sexualidad y género.
Emma Goldman —quien rechazó abiertamente al sufragismo por contrario al anarquismo, y al feminismo por considerarlo una expresión antimasculina del puritanismo angloprotestante, en vida mantuvo controversias con activistas feministas, ha sido considerada post mortem como una referencia para el feminismo de inspiración anarquista— consideraba característica una ética masculina de «justicia» impersonal respaldada por la violencia, que contrastaba con los instintos e ideales femeninos (como la sexualidad y maternidad) que consideraba no jerárquicos y antiautoritarios, actitudes típicamente anarquistas. Esta teoría es vulnerable a las mismas objeciones que se señalan en todas las formas esencialistas de feminismo, dado que no existe una evidencia conclusiva de la existencia de unas naturalezas masculina y femenina, ni, por tanto, una ética masculina o femenina. Goldman también criticó el matrimonio, un puro acuerdo económico en el que la mujer «paga por él con su nombre, su privacidad, su autorrespeto, su propia vida». La defensa del amor libre (como se le llamaba entonces a la unión de hecho) y la liberación frente a los roles sexuales establecidos son puntos de conexión entre Goldman, el feminismo histórico y las temáticas LGBT. Emma Goldman hizo campaña por los derechos individuales, especialmente por los colectivos a los que les eran negados, y tomó la defensa del amor homosexual ante el público general.
Además de la existencia de una vertiente específica y conscientemente anarquista entre el feminismo radical, las ideas y actitudes anarquistas han tenido influencia en todo el movimiento, como su rechazo a las formas políticas convencionales (encarnadas por los partidos políticos) y un énfasis en una organización descentralizada y cooperativa de pequeños grupos feministas. Dentro del floreciente anarcosindicalismo español durante la guerra civil española, la organización Mujeres Libres constituyó una de las organizaciones clásicas del movimiento anarquista español. Desconfiadas de la idea establecida de que la liberación de la mujer vendría a consecuencia del triunfo de la revolución, Mujeres Libres se basaba en la idea de una doble lucha, por la liberación de la mujer y la revolución social, que debían abordarse por igual y en paralelo. El carácter de Mujeres Libres era único entre las organizaciones de mujeres anarquistas en la España de la época, al mantenerse independientes de las organizaciones dominadas por los hombres como la CNT, FAI o FIJL.
Más recientemente, la escritora y teórica anarcocomunista canadiense Susan Brown ha manifestado que como filosofía política opuesta a toda relación de poder, el anarquismo es inherentemente feminista. Desde una postura cercana al anarcocapitalismo, Wendy McElroy ha definido una postura que describe como ifeminismo o feminismo individualista, sosteniendo que un antiestatismo procapitalista implica igualdad de derechos y empoderamiento para la mujer.

### Insurreccionalismo

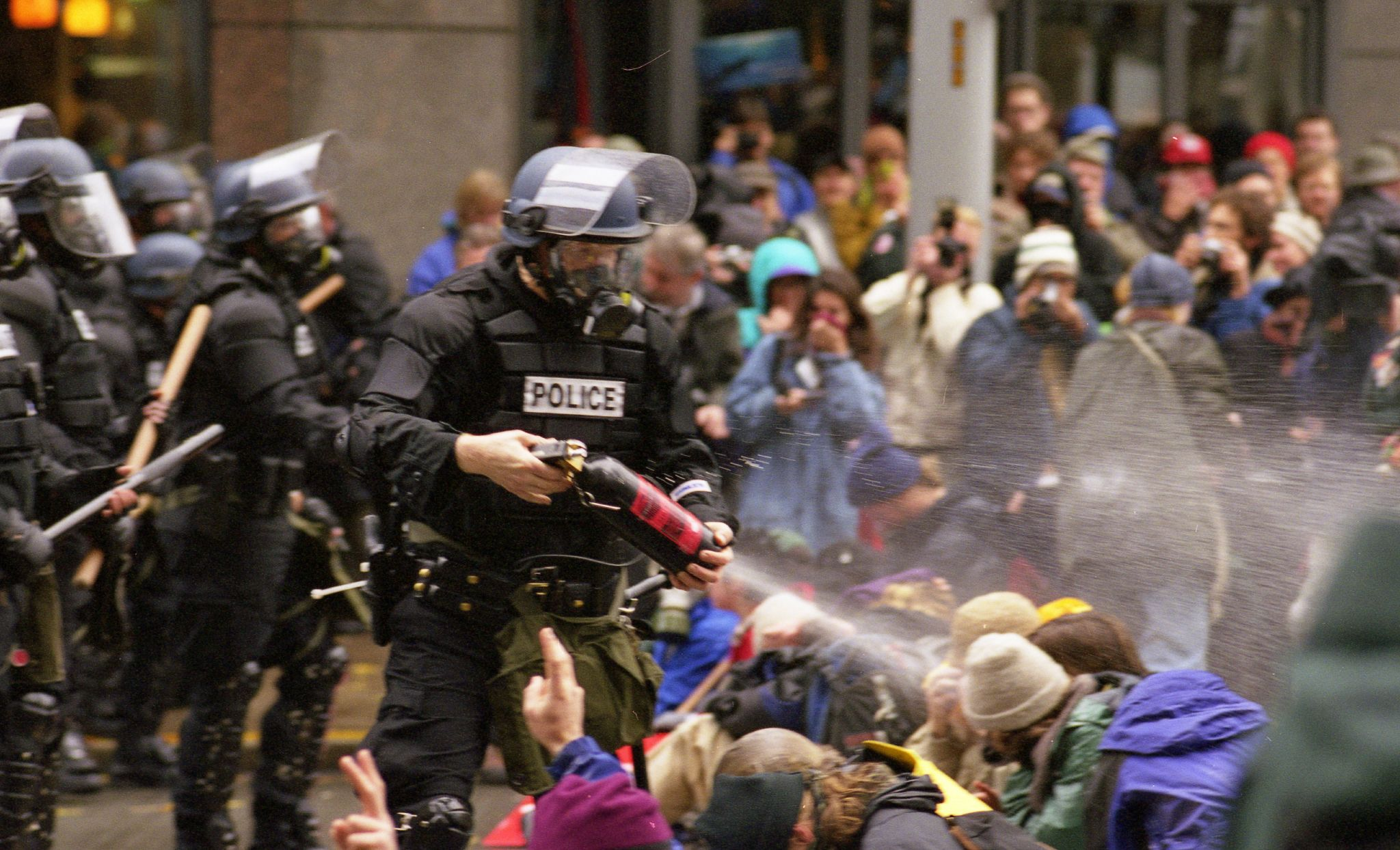
Policía lanzando aerosol de pimienta a los manifestantes en las manifestaciones contra la cumbre de la OMC en Seattle.

El anarquismo insurreccionalista es una estrategia revolucionaria anarquista que se remonta a las primeras ideas de cambio revolucionario de Bakunin y Kropotkin, y a la propaganda por el hecho que Enrico Malatesta intentó llevar a la práctica a principios del siglo XX, y heredera del antiorganizacionismo italiano y del ilegalismo francés, así como de insurreccionalistas en Estados Unidos como el italiano Luigi Galleani. El principal teórico del insurreccionalismo contemporáneo es el italiano Alfredo M. Bonanno, autor de varios escritos donde expone los principales argumentos de esta corriente. Otras fuentes insurreccionalistas son los magazines «Killing King Abacus» y «Willfull Disobedience», publicado entre 1996 y 2005, cuyo editor publica actualmente bajo el seudónimo Wolfi Landstreicher.
Presentan algunas influencias individualistas, del anarquismo post-izquierda y la crítica posmoderna a la modernidad. Frente al egoísmo individualista y las organizaciones permanentes en el anarquismo clásico y el anarcosindicalismo, los insurreccionalistas conciben las relaciones individuales basándose en «grupos de afinidad», que se organizan informalmente mediante la discusión y profundización en los problemas y las acciones a realizar juntos.
De acuerdo a la estrategia insurreccionalista, los anarquistas, actuando con base en los grupos de afinidad u otras pequeñas organizaciones informales, preparan acciones que puedan inducir alzamientos espontáneos en varios sectores de la sociedad. Al tiempo que las insurrecciones localizadas crecieran y se esparcieran, se combinarían en una revolución total que derrocaría el estado y el capital, haciendo posible la creación de una sociedad libre.

### Anarquismo posizquierda y posanarquismo
Desde la década de 1980 ha habido una serie de aproximaciones a la filosofía anarquista por parte de pensadores postmodernistas y postestructuralistas, que son denominadas como postanarquismo o anarquismo postestructuralista. A partir de los análisis sobre la naturaleza del poder de autores como Michel Foucault y Jean-François Lyotard, se realizaron intentos de describir una clase de política «más local y difusa que la política a gran escala que está diseñada para discursos garantistas». Al tiempo que los centros de poder y opresión son descentralizados, debe serlo también la resistencia, produciendo una micropolítica de difusión y multiplicidad, enfocada sobre múltiples luchas que escapan más allá de los niveles del estado y la economía para entrar en otros territorios como el psicológico, sexual, ético, religioso, etc. Uno de sus principales desarrolladores es Saul Newman, y ha sido relacionado con pensadores como Todd May, Gilles Deleuze y Félix Guattari. Abarca un abanico de ideas que incluyen el autonomismo, el situacionismo, el postcolonialismo, el zapatismo y la anarquía postizquierda.
El término «postanarquismo» fue acuñado por el filósofo anarquista postizquierda Hakim Bey en su ensayo Post-Anarchism Anarchy (1987). Bey argumentaba que el anarquismo se había vuelto insular y sectario, confundiendo las varias corrientes anarquistas con la experiencia real de la anarquía viva. Por su lado, Bob Black propuso un «Anarquismo tipo 3», ni individualista ni colectivista, y en su ensayo Anarchism and other impediments to anarchy, tras una crítica al anarco-izquierdismo denominaba a los proponentes contemporáneos de la anarquía como «anarquía postizquierda». Otros teóricos radicales contemporáneos como Fredy Perlman no solo rechazan ser etiquetados sino que se distancian de la tradición clásica anarquista.
También cabe señalar la red activista y editorial estadounidense CrimethInc, y en menor medida las experiencias creadas en torno del grupo Columna Negra de Valparaíso, Chile, más cercanas al Autonomismo.
La anarquía postizquierda promueve una crítica de la relación del anarquismo con el izquierdismo tradicional. Algunos posizquierdistas intentan escapar de los confines de la ideología en general. El anarquismo postizquierda destaca por su enfoque en la insurrección social y un rechazo de la organización social izquierdista.
Pueden considerarse también esfuerzos intelectuales recientes de características diversas, como la detallada propuesta de puesta en práctica del anarquismo conocida como Parecon elaborada por el estadounidense Michael Albert en la que examina como podrían funcionar la economía y la política de acuerdo con principios libertarios. Un similar esfuerzo teórico es el de la democracia inclusiva elaborada por Takis Fotopoulos. En España, cabe destacar a Miquel Amorós, desde una perspectiva cercana al situacionismo, y desde un enfoque más filosófico el nihilista Agustín García Calvo, en obras como Contra el tiempo y Contra la Realidad, o el anarquismo cristiano de Carlos Díaz.

### Anarcocapitalismo

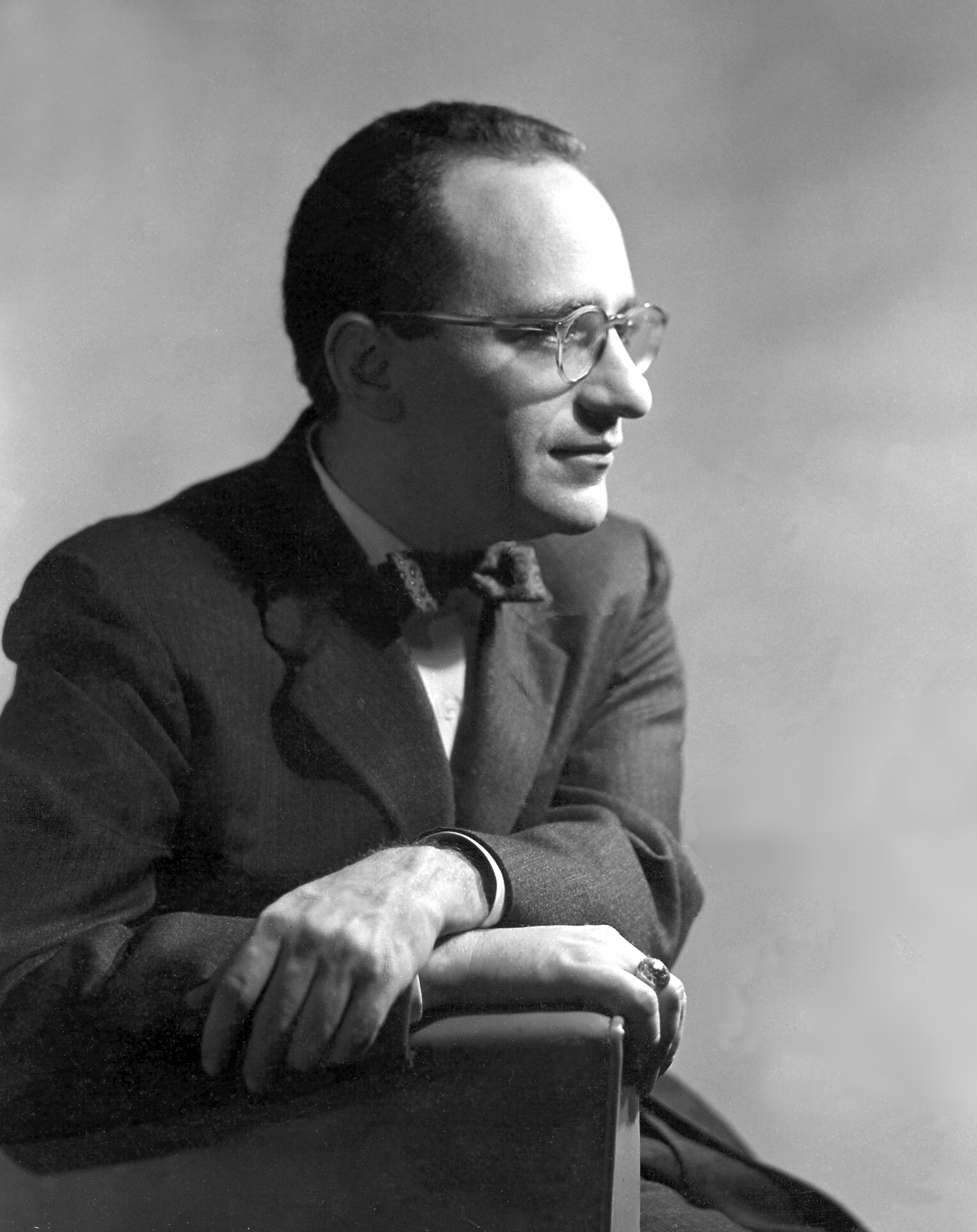
Murray Newton Rothbard (1926-1995), economista, historiador y teórico político, uno de los principales teóricos del anarcocapitalismo.

En el otro extremo del espectro político, el anarcocapitalismo, anarquismo de propiedad privada o anarquismo capitalista es una ideología política y económica originada en la segunda mitad del siglo XX cuyas raíces teóricas tienen conexión con el antiguo anarquismo individualista estadounidense de libre mercado del siglo XIX, rechazando la teoría del valor-trabajo que este usaba y abrazando un laissez faire capitalista radical con similitudes al que en el siglo XIX plantearon pensadores europeos como Gustave de Molinari o Herbert Spencer, uniéndolo a la teoría del valor subjetivo de la escuela austriaca de economía.
Los investigadores y académicos no han llegado a un acuerdo o consenso sobre hasta qué punto el anarcocapitalismo puede ser considerado una forma de anarquismo. Esta discusión se origina por las marcadas diferencias teóricas y genealógicas del anarcocapitalismo con el anarcosocialismo histórico en general y con el anarcosindicalismo en particular (el cual fue el principal movimiento anarquista hasta las primeras décadas del siglo XX y durante su auge estableció un paradigma de la idea de anarquismo). Las opiniones y actitudes varían desde la omisión total dentro del ideario anarquista,
 hasta el reconocimiento pleno como una tendencia del anarquismo.

El fenómeno denominado por algunos autores como «Nueva Derecha» ha buscado una reducción del papel del estado en favor del libre mercado (retomando el camino trazado por la Old Right americana). Teóricos como Robert Nozick, en su libro Anarquía, estado y utopía (1974) señalaban que las funciones del Estado (y los impuestos correspondientes) debían limitarse a la provisión de ley y orden. Un paso más allá, David Friedman y Murray Rothbard se mostraron en contra de toda forma de Estado, dejando todo en manos del capitalismo de libre mercado.
Para Rothbard, uno de los principales autores y fundadores del anarcocapitalismo, los impuestos son una sofisticada forma de robo; como Godwin y Stirner, considera la cooperación o la acción colectiva como intrínsecamente interesada a nivel individual. En este sentido, algunos autores señalan que esta concepción de la naturaleza humana como egoísta y competitiva en vez de desinteresadamente cooperativa diferencia el libertarismo del anarquismo clásico.
Rothbard adoptó el término «libertarismo», con la intención de diferenciarse de los anarquismos históricos de tradición europea, debido a su mala prensa en la sociedad estadounidense.
No obstante, Rothbard siguió utilizando los términos anarquía y anarcocapitalismo para definir su propuesta.
Desde el libertarismo se contempla también la denominación de anarquismo de mercado, que aplican a anarcoindividualistas estadounidenses decimonónicos como Spooner y Tucker, diferenciándola del anarquismo filosófico representado por Godwin y Stirner, y contraponiéndola a los anarquismos que denominan socialistas.
Estas denominaciones han generado un profundo rechazo desde el anarquismo clásico; la mayoría del pensamiento anarquista, especialmente el anarcocomunista, niega o no considera que el anarcocapitalismo pertenezca al conjunto de corrientes del anarquismo.
Sus críticas se basan en impugnar la posibilidad de combinar el anarquismo con el capitalismo, señalando que la utopía capitalista de los libertarios (liberales antiestado) no puede competir con el Estado.
El anarquismo tradicional entiende el capitalismo como parte del sistema de explotación contra el que luchan, y consideran que el capitalismo desregulado de los anarcocapitalistas reproduciría los horrores de la revolución industrial: pobreza, explotación y miseria volverían a ser la carga de los trabajadores.
Los anarcocapitalistas sostienen sin embargo que el capitalismo real (libre para desarrollarse en ausencia de fuerzas monopolísticas protegidas por el Estado, incluso el mínimo que sostiene otro sector de los libertarios liberales), proporciona una sociedad libre y no explotadora. Para ellos, su principal preocupación es la libertad humana, y como todos los anarquistas ven el estado como su enemigo principal; entienden el capitalismo como benigno, culpando al Estado de todas las fallas del mismo, señalando que crea monopolios o reduce el número de productores de múltiples formas, y que es esa situación la que conlleva la explotación. En una situación sin estado, las únicas diferencias de riqueza provendrían de diferencias en el talento o la aplicación al trabajo, y la sociedad se caracterizaría por una armonía espontánea.
Otras figuras relevantes en el anarcocapitalismo son el asesor político Lew Rockwell, fundador del Instituto Mises; los economistas Walter Block, Jesús Huerta de Soto, Miguel Anxo Bastos, Robert Higgs, Jörg Guido Hülsmann, Joseph Salerno, Thomas DiLorenzo, Robert P. Murphy, Bruce Benson, Javier Milei; el filósofo, sociólogo y economista Hans-Hermann Hoppe; el economista y filósofo político Anthony de Jasay; los historiadores Thomas Woods y David Gordon; los filósofos Stefan Molyneux, Jan Narveson, Frank Van Dun y Gerard Casey; entre otras figuras reconocidas en este ámbito. Organizaciones relevantes que difunden el pensamiento anarcocapitalista en una parte importante de sus publicaciones y actividades, si bien no de manera exclusiva, son el Instituto Mises, el Instituto Cato y el Instituto Independiente en Estados Unidos y que publican tanto en inglés como en español; con sede en España se encuentra el Instituto Juan de Mariana y en Brasil el Instituto Mises Brasil.

## En las artes
Un caso de tratamiento historiográfico especial es el rol de las artes en el anarquismo, suelen solaparse dos temas muy diferentes: la influencia de las ideas anarquistas en las bellas artes, influencia cuya apreciación usualmente suele ser identificada como marginal o muy puntual; y el uso de obras de arte con o sin mensaje anarquista explícito como medio de propaganda anarquista. Más que decir que el anarquismo ha sido significativo en su influencia en las artes, sí podemos decir que las artes son un tema relevante en las tradiciones intelectuales y de propaganda anarquista. En esta importancia de las artes para el movimiento anarquistas entran tanto los artistas de ideas anarquistas, como aquellos cuya afinidad ha sido imaginada por simpatizantes anarquistas e incorporada su obra a una lista de recomendaciones artísticas desde un abordaje de encontrar similitudes y minimizar diferencias y no porque el autor haya expresado afinidad hacia ideas anarquistas (la confusión o el solapamiento radica usualmente en la tendencia en la propaganda anarquista de asociar antiautoritarismo o antiestatismo/antiburocratismo como cuasi-sinónimos de todo un programa anarquista). Este interés de los anarquistas en ser asociados a las artes abarca diversas disciplinas, en especial, la literatura, la dramaturgia, las artes visuales y la pintura, el cine y la música. En varios casos se notará que es la obra, más que los artistas, la que se asocia a componentes anarquistas.

### Literatura

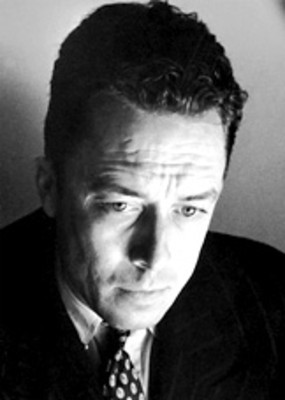
Albert Camus

Uno de los escritores anarquistas de mayor relevancia literaria fue el ruso León Tolstói, pacifista de raíz cristiana, precursor de las tendencias naturalistas libertarias, autor de grandes clásicos de la literatura universal, como Guerra y Paz y Ana Karénina. También es enormemente conocido George Orwell, quien a pesar de no haberse autodeclarado anarquista, destaca como parte de las recomendaciones de lectura en la propaganda anarquista por su carácter antiautoritario y sus críticas al comunismo autoritario de Stalin. Orwell estuvo presente en la Revolución social española de 1936 y en la guerra civil española, experiencia que le serviría para escribir Homenaje a Cataluña. Otros libros suyos muy conocidos son 1984 y Rebelión en la granja. Dentro de este mismo período tomaría importancia ligado a la filosofía y literatura existencialista la figura de Albert Camus, quien escribió la novela La peste, la obra de teatro Estado de sitio y el ensayo que explícitamente trata temas anarquistasEl hombre rebelde, aparte de sus obras filosóficas y colaboraciones en periódicos y organizaciones anárquicas.
Otros literatos recomendados por la propaganda anarquista pueden incluir a Octave Mirbeau (novelista y dramaturgo), Henry Thoreau, Oscar Wilde y William Morris, críticos de la sociedad capitalista industrialista y defensores de la autonomía individual a nivel creativo y estético. En el terreno de la poesía se destaca Voltairine de Cleyre, aunque también se podrían considerar a Percy Bysshe Shelley, Lord Byron, William Blake, León Felipe y Allen Ginsberg. En periodismo y ensayo, el "canon anarquista" suele incluir a Rafael Barret, autor de una extensa y variada obra, a Manuel González Prada, Rodolfo González Pacheco, Ricardo Mella, Fernando Tarrida del Mármol, Luisa Capetillo y al geógrafo Élisée Reclus. También se han realizado obras con temática cercana al anarquismo en otras plataformas literarias como es el cómic, donde se puede citar V de Vendetta, escrita por Alan Moore y dibujada por David Lloyd. Uno de los personajes célebres cuya literatura fue recomendada por la propaganda anarquista fue José Ingenieros, argentino-italiano escritor de ensayos filosóficos y motivacionales (conocido especialmente por su obra El hombre mediocre), aunque sus ideas inspiradas en Spencer y Carlyle se asocian al llamado darwinismo social y a un socialismo moderado reformista sui generis.

### Teatro
El más importante dramaturgo nórdico, y uno de los más importantes de la historia del teatro moderno fue el individualista filosófico Henrik Ibsen, autor de conocidas obras como Casa de Muñecas y Un enemigo del pueblo. Ibsen en ocasiones es considerado por fuentes afines al anarquismo como uno de los suyos, aunque históricamente no tuviera un pensamiento político . En el Río de la Plata fue el uruguayo Florencio Sánchez la figura más descollante. Entre sus obras más destacadas se encuentran M'hijo el dotor, Canillita y Los derechos de la salud. Florencio Sánchez ejerció además el periodismo y la militancia social, colaborando en el periódico anarquista La Protesta. El multifacético escritor anarquista y director del periódico La Antorcha, Rodolfo González Pacheco, también incursionó en la dramaturgia, aunque con obras menores.
En 1946 Julian Beck y Judith Malina fundan el Living Theater, inspirado en ideas anarquistas reinterpretadas para el arte escénico. Se basaba en temas controversiales, apelando a la improvisación y la participación del público. Fue concebido como teatro experimental, en la década del sesenta obtuvo bastante popularidad. El Living Theater influenció algunas compañías teatrales de las décadas siguientes.

### Cine
No se puede hablar propiamente de directores declaradamente anarquistas, con excepción de Jean Vigo, cuya obra Cero en conducta es un clásico del cine francés. Muchos cineastas, en cambio, han tomado temáticas relacionadas con la historia del anarquismo. Lina Wertmüller, con Amor y anarquía, y Giuliano Montaldo, con Sacco y Vanzetti, constituyen el principal aporte desde Italia. La multipremiada La Patagonia rebelde, de Héctor Olivera y con guion de Osvaldo Bayer, y el filme Quebracho, de Ricardo Wullicher, se centran en las huelgas de obreros y peones rurales argentinos inmediatamente posteriores a la Primera Guerra Mundial. La Revolución social española de 1936 ha sido tema recurrente de la filmografía postfranquista, y al respecto destacan Libertarias, de Vicente Aranda, La mujer del anarquista, de Peter Sehr y Marie Noëlle, y sobre todo Tierra y libertad, de Ken Loach. Salvador (Puig Antich), de Manuel Huerga, se enfoca en la resistencia al régimen franquista. Battle in Seattle, de Stuart Townsend (2008), cuenta los acontecimientos de la manifestación contra la Organización Mundial de Comercio de 1999.
Existen películas cuyo argumento y propuesta tienen fuertes afinidades con el anarquismo según algunos anarquistas: 1984, basada en la novela de George Orwell, ha sido filmada por Michael Anderson (1956) y por Michael Radford (1984); Fahrenheit 451, del laureado director François Truffaut (1966); El club de la lucha, de David Fincher (1999); La estrategia del caracol, de Sergio Cabrera (1993), y V de Vendetta, basada en el cómic del mismo nombre, etc.
Durante la Revolución Española la producción cinematográfica anarcosindicalista autogestionada se articulaba a través de las productoras SIE Films, FRIEP y Spartacus Films. Entre agosto de 1936 y junio de 1937 se produjeron 84 filmes, entre los que destaca la película Aurora de esperanza, de Antonio Sau, una joya del cine clásico español.

### Artes plásticas
Desde el siglo XIX se iniciaron numerosos contactos entre el anarquismo y el mundo del arte: Proudhon trató en sus obras la teoría del arte, influyendo en los ideales estéticos del realismo pictórico y, más adelante, en el realismo socialista. Para Proudhon, el arte debía servir a unos objetivos sociales y morales, rechazando el «arte por el arte» y defendiendo la figura del artista como un ser de rectos principios que contribuye como todos al desarrollo de la sociedad. Para él, el arte «es una representación idealizada de la naturaleza y de nosotros mismos con el objetivo de perfeccionar física y moralmente nuestra especie».
Proudhon influyó especialmente a Gustave Courbet, amigo personal suyo; tanto él como Camille Pissarro, Georges Seurat, Paul Signac, etc, tuvieron simpatías anarquistas. Courbet es autor del famoso cuadro Pierre-Joseph Proudhon et ses enfants (Retrato de Proudhon y sus hijos), de 1865. Signac expresó en 1902: «el pintor anarquista no es aquel que pinta cuadros con motivos anarquistas, sino el que sin ánimo de lucro, sin esperar ninguna recompensa, lucha con todo su individualismo y todo su esfuerzo personal contra la burguesía y los convencionalismos oficiales».
Durante el siglo XX hubo algunos vínculos entre las corrientes dadaísta, surrealista y el anarquismo teórico, aunque no siempre muy explícitos, especialmente en la década de 1950 en Francia. Durante esos años se destaca la producción artística de Miguel García Vivancos, exintegrante del grupo de Durruti, exiliado en Francia.

### Música
En la música relacionada con el anarquismo, han existido desde el siglo XIX músicos, compositores y temas muy conocidos. Dentro de estos últimos, han alcanzado especial importancia las canciones en castellano «A las barricadas» e «Hijos del pueblo», ambas muy populares durante la guerra civil española y la Revolución Española de 1936, y que han sobrevivido hasta nuestros días convirtiéndose en auténticos himnos del anarquismo y siendo versionadas innumerables veces.
En los Estados Unidos la canción de protesta anarquista tuvo como principales exponentes a Joe Hill y a Woody Guthrie. En Argentina destacaron el payador Martín Castro y el compositor de tangos Juan de Dios Filiberto, autor de célebres obras como Caminito y Malevaje. En Francia el movimiento musical conocido como «la chanson» tuvo entre sus principales exponentes a Georges Brassens y Léo Ferré. En Argentina el cantautor pacifista Facundo Cabral manifestó su adhesión a las ideas anarquistas.[cita requerida]

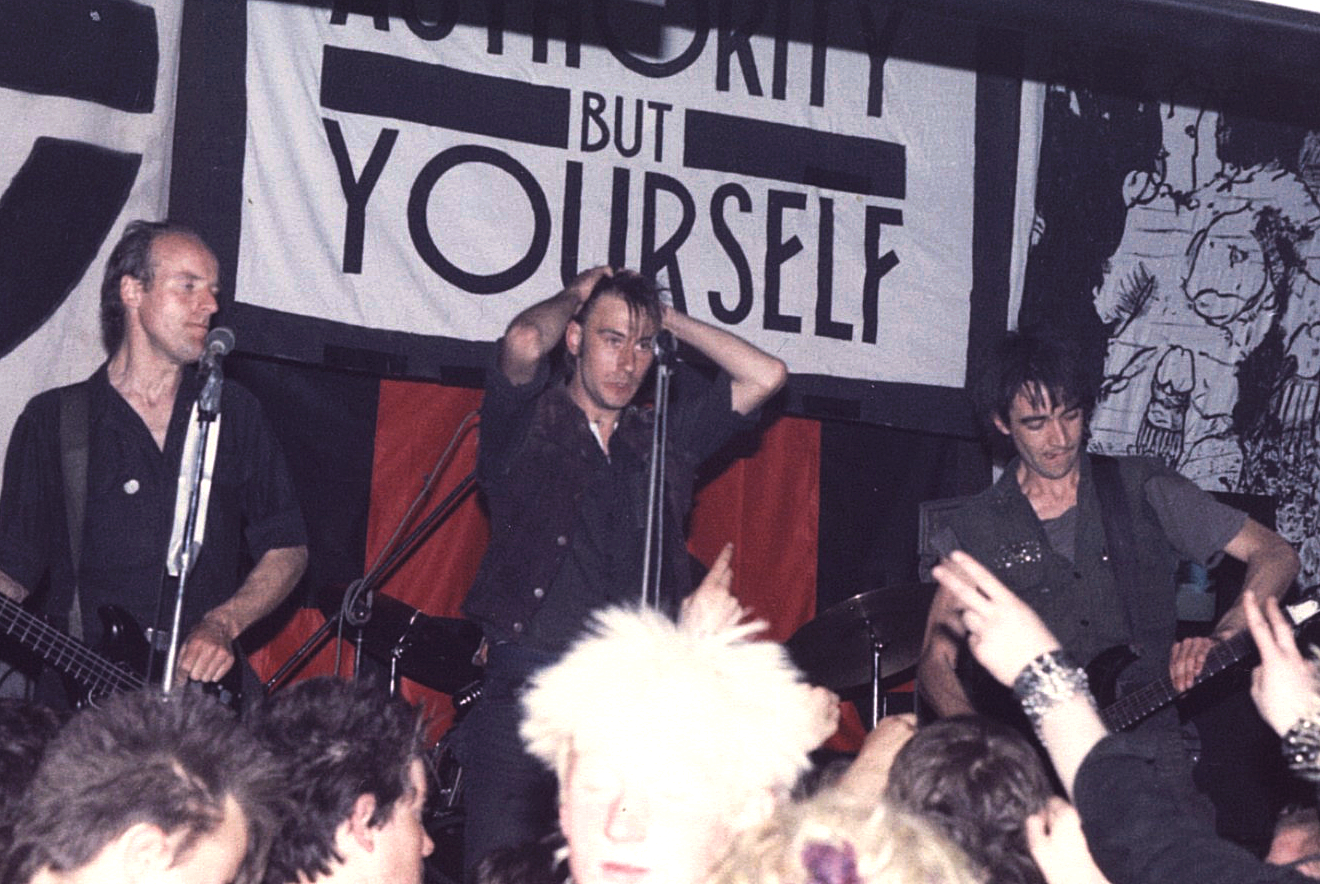
La banda británica Crass. Pionera del anarco-punk

 En la década de 1980 y hasta la primera década del siglo XXI dentro de círculos de jóvenes anarquistas la subcultura punk tomó relevancia y así dentro de esta apareció un subgénero específicamente anarquista conocido en sus inicios como Peace Punk y después evolucionaría a llamarse de manera general como anarcopunk, en el cual destacan las letras ideológicas y sus actividades de propaganda política. Los pioneros de este estilo fueron bandas como Crass ya desde 1977, y un poco después bandas como: Flux of Pink Indians, Poison Girls, Conflict, y SubHumans en el Reino Unido o como Pat the Bunny en los EEUU. Posteriormente dentro de este género también emergería el crust punk y así destacan grupos como Nausea, Oi Polloi, o Aus Rotten. En países de habla hispana bandas dentro de este género también comenzaron a aparecer como por ejemplo Sin Dios, Puagh, o Los Muertos de Cristo en España, Desobediencia Civil y Fallas del Sistema en México o Apatía No en Venezuela.

## Críticas
Tanto el anarquismo como el comunismo buscan en última instancia la acracia o sociedad sin autoridad. No obstante, anarquistas y marxistas han estado enfrentados desde que Marx atacó a Proudhon en La miseria de la filosofía (1846), enfrentamiento que alcanzó su clímax en el enfrentamiento entre marxistas y bakuninistas por el control de la Primera Internacional, y que acabó con la ruptura de la misma en 1872. La base del conflicto se centra en que, así como los marxistas creían en la necesidad transicional de un estado de los trabajadores (la «dictadura del proletariado»), los anarquistas pensaban que el camino al socialismo (o al comunismo) pasaba por la destrucción del estado. Para los anarquistas, un estado socialista repetiría las características de opresión y privilegio contra las que luchaban, al tiempo que, al extender los poderes a la organización de la vida económica, resultaría ser incluso más opresivo. Para los marxistas, la desorganización de los anarquistas les impediría alcanzar algún logro.
Contemplado como fuente de ideas críticas para otras ideologías y movimientos, el anarquismo ha tenido el éxito que no tuvo como ideología. El anarquismo clásico nunca atrajo grandes números de adherentes, y su influencia en el curso de la historia mundial fue mínima. The Blackwell Encyclopaedia of Political Thought dice que la idea anarquista de una sociedad organizada sin una autoridad central va contra el desarrollo del papel del estado paralelo al de la industrialización experimentado en las sociedades avanzadas, y que requiere un enorme salto de fe. A este respecto, el historiador anarquista George Woodcock dice que el anarquismo fue más un movimiento de rebelión que de revolución; una protesta y resistencia frente a la revolución social que desde mediados del siglo XVIII, con la contribución del progreso científico y tecnológico, conduce al mundo hacia una centralización económica y política, con lo que implica de subordinación del individuo hacia el estado. Señala que frente a esta negativa revolución, los anarquistas protestaron en nombre de la dignidad humana, siendo este posiblemente su mayor logro.
Woodcock dice también que el anarquismo sufrió de las debilidades de sus tácticas revolucionarias, una completa falta de coordinación que provocó que las rebeliones y acciones anarquistas en ocasiones sirvieran para mantener un estado de tensión, pero no producían resultados duraderos. La propaganda por el hecho en demasiadas ocasiones se convirtió en propaganda negativa, y el éxito del sindicalismo de hecho representaba un compromiso con la tendencia a la centralización: Woodcock dice que el mismo Malatesta sugería que, al imitar las formas políticas e industriales de su tiempo, al final formarían parte del orden centralista al que se oponían. Así, la CGT francesa acabó en manos de reformistas, y finalmente en las de comunistas; e incluso la CNT envió a sus líderes a la coalición gubernamental durante la guerra civil española.